# Storia del papato

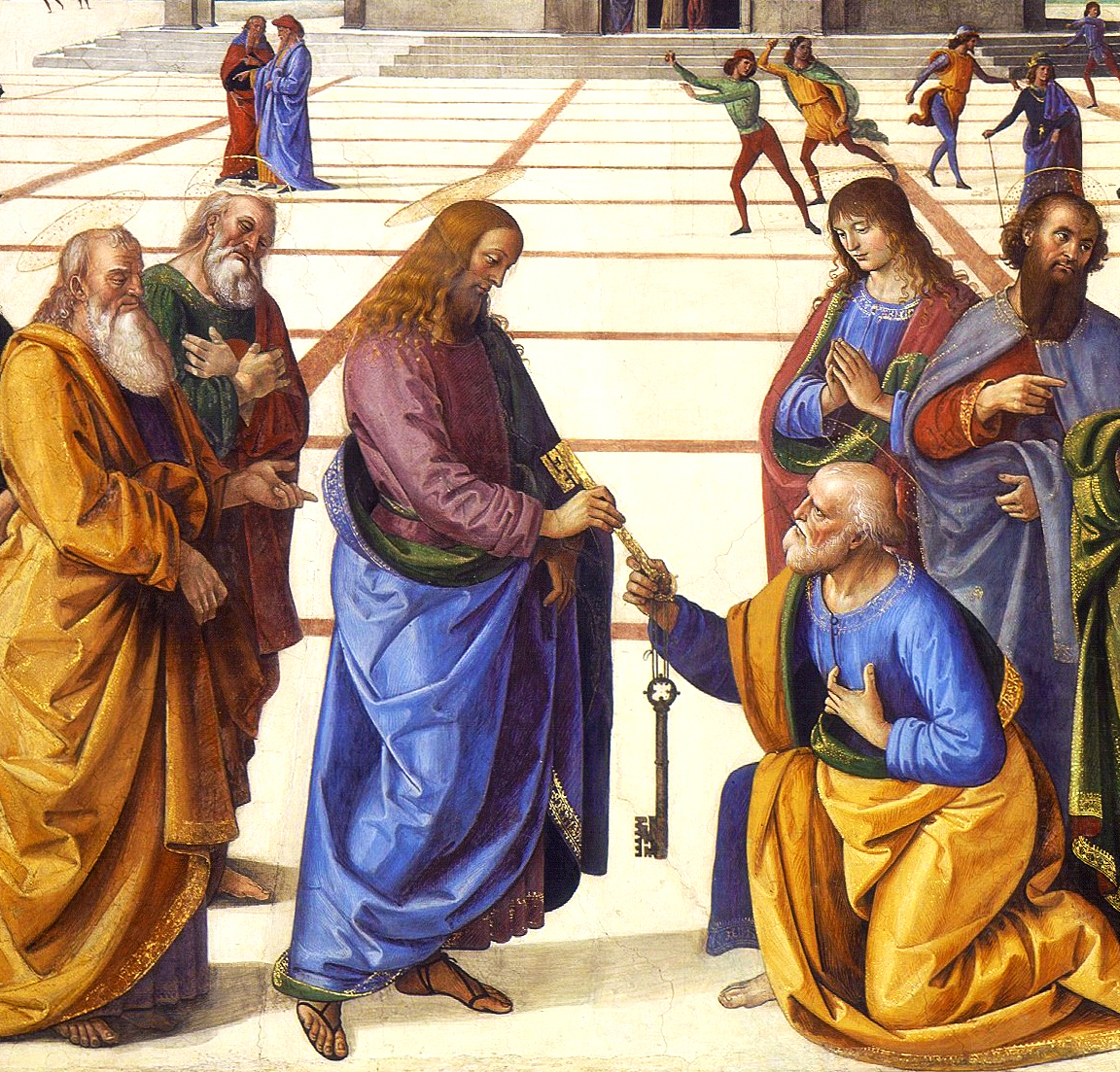
Secondo la dottrina cattolica, i papi sono successori di san Pietro (in ginocchio, a destra)

La storia del papato, ossia dell'istituzione ricoperta dal Papa come capo della Chiesa cattolica, secondo la dottrina cattolica, si estende dai tempi di Pietro ai giorni nostri. Tuttavia il primo vescovo di Roma del quale sappiamo con certezza che venisse chiamato "papa" dai suoi contemporanei fu Damaso I. Del resto, molti dei vescovi di Roma dei primi tre secoli dell'era cristiana sono figure oscure. La maggior parte dei successori di Pietro nei primi tre secoli successivi alla sua vita subirono il martirio insieme ai membri del loro gregge in periodi di persecuzione e non sembrano aver riconosciuto alcuna gerarchia suprema da tramandare all'interno della chiesa.
Nel periodo della Chiesa primitiva, i vescovi di Roma non godettero di alcun potere temporale prima del tempo di Costantino. Dopo la caduta dell'Impero romano d'Occidente, il papato fu influenzato, o persino controllato, dai governanti temporali che controllavano la penisola italiana; questi periodi sono conosciuti come papato ostrogoto, papato bizantino e papato franco. Col tempo, il papato consolidò le proprie pretese territoriali su una porzione della penisola nota come Stato Pontificio. Successivamente, il ruolo che era stato dei sovrani circostanti fu occupato da potenti famiglie romane durante il saeculum obscurum.
Agli inizi del II millennio, il papato conobbe una fase di crescente conflitto con i sovrani e le autorità ecclesiastiche dell'Impero bizantino e del Sacro Romano Impero, scontri che culminarono rispettivamente nel Grande Scisma e nella lotta per le investiture. Dal XII secolo, la crescente instabilità politica dell'ambiente romano costrinse sempre più spesso il papa, sebbene vescovo di Roma, a risiedere lontano dall'Urbe, stabilendo la propria corte in varie città come Viterbo, Orvieto o Perugia, e infine Avignone. Il ritorno dei papi a Roma dopo il periodo avignonese fu seguito dallo Scisma d'Occidente, la divisione della chiesa occidentale tra due e, per un certo tempo, tre pretendenti papali in competizione.
Il papato rinascimentale è noto per il suo mecenatismo artistico e architettonico, il tentativo di affermarsi nella politica europea e le sfide teologiche all'autorità papale. Dopo l'inizio della riforma protestante, il papato guidò la Chiesa cattolica attraverso la controriforma. I papi di fine XVIII e del XIX secolo furono testimoni del più grande esproprio di ricchezze nella storia della chiesa, durante la rivoluzione francese e le altre rivoluzioni che seguirono in tutta Europa. La questione romana, nata dall'unificazione italiana, portò alla scomparsa dello Stato Pontificio e alla creazione della Città del Vaticano.

## Durante l'Impero romano (fino al 476)

### Premessa

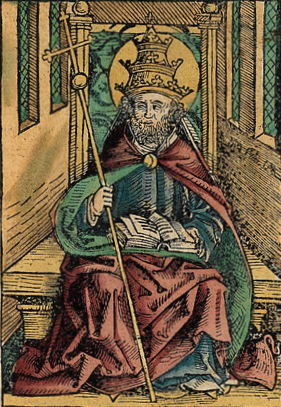
San Pietro ritratto come un papa nelle Cronache di Norimberga.

I cattolici riconoscono nel Papa il successore di Pietro, considerato il primo vescovo di Roma. Dichiarazioni ufficiali della Chiesa cattolica descrivono la posizione dei papi all'interno del collegio dei vescovi come analoga a quella tenuta da Pietro all'interno del "collegio" degli apostoli (ossia quello di Principe degli Apostoli), del quale il collegio dei vescovi è considerato il successore.

### Dalla fondazione della Chiesa di Roma fino alle persecuzioni
Della vita dell'apostolo Pietro dopo quanto narrato negli Atti degli Apostoli non si sa nulla di certo e non si conosce con certezza se egli abbia effettivamente soggiornato a Roma seppur altri autori ritengono sicuri la permanenza e il martirio di Pietro a Roma. A supporto di quest'ultima ipotesi sono presenti diverse testimonianze archeologiche risalenti ai primi secoli del cristianesimo (fino al IV secolo d.C.) che attestano la fede dei cristiani del tempo nel passaggio o sosta di Pietro in specifici luoghi della città. Poiché nelle lettere di san Paolo, in particolare quella ai Romani e quella ai Filippesi, ritenuta scritta mentre l'apostolo si trovava a Roma, non si trova una citazione a Pietro né ad un'altra azione evangelizzatrice, ciò ha portato gli storici a porre l'arrivo di Pietro a Roma dopo il 55 d.C., ma della sua attività in città, tranne che del martirio subito, come già detto, non si conosce nulla.
Con Prima lettera di Clemente si identifica una lettera scritta intorno al 96 d.C. dalla comunità di Roma alla comunità di Corinto. L'autore non è noto, ma una tradizione antica lo identifica in papa Clemente I. Dionigi di Corinto scrivendo a papa Sotero intorno al 170 d.C. menziona diverse lettere ricevute dalla comunità di Roma tra cui
Altre testimonianze a favore di Clemente autore della lettera le si ritrovano negli scritti di Egesippo, di Clemente di Alessandria, di Ireneo e nel Pastore di Erma che fa menzione di un Clemente di Roma incaricato di comunicare per iscritto con le altre comunità. La Lettera di Clemente fu scritta in seguito ad un episodio avvenuto in Corinto in cui a causa di discordie interne alla comunità fu deciso di destituire tutti i presbiteri. Non si sa se a provocare la risposta di Roma furono i Corinti stessi, i presbiteri caduti in disgrazia oppure intervenne di sua volontà, fatto sta che dalla lettera traspare una «coscienza di autorità» a cui la chiesa di Corinto si sottomise per risolvere il proprio problema. Rimane comunque erroneo attribuire a Clemente che redasse la lettera l'unica e la sola volontà di agire perché dal testo appare chiaro come la chiesa di Roma era al tempo governata da un collegio presbiterale e che l'autore vero sia in realtà tutto il gruppo dei presbiteri romani.
Molti dei vescovi di Roma dei primi tre secoli dell'era cristiana sono figure oscure, di cui poco o nulla è noto. La maggior parte dei successori di Pietro nei primi tre secoli successivi alla sua vita subirono il martirio insieme ai membri del loro gregge nei periodi di persecuzione.

#### Elenco dei papi del cristianesimo delle origini
Trentuno papi regnarono durante le persecuzioni:
- Pietro (c. 34-c. 67)
- Lino (c. 67-c. 78)
- Cleto (c. 78-c. 88)
- Clemente I (88-99)
- Evaristo (99-105)
- Alessandro I (105-115)
- Sisto I (115-125)
- Telesforo (125-136)
- Igino (136-140)
- Pio I (140-155)
- Aniceto (155-166)

- Sotero (166-174)
- Eleuterio (174-189)
- Vittore I (189-199)
- Zefirino (199-217)
- Callisto I (217-222)
- Urbano I (222-230)
- Ponziano (230-235)
- Antero (235-236)
- Fabiano (236-250)
- Cornelio (251-253)
- Lucio (253-254)

- Stefano I (254-257)
- Sisto II (257-258)
- Dionigi (259-268)
- Felice I (269-274)
- Eutichiano (275-283)
- Caio (283-296)
- Marcellino (296-304)
- Marcello I (308-309)
- Eusebio (310)

### Da Costantino alla caduta dell'Occidente (311–476)

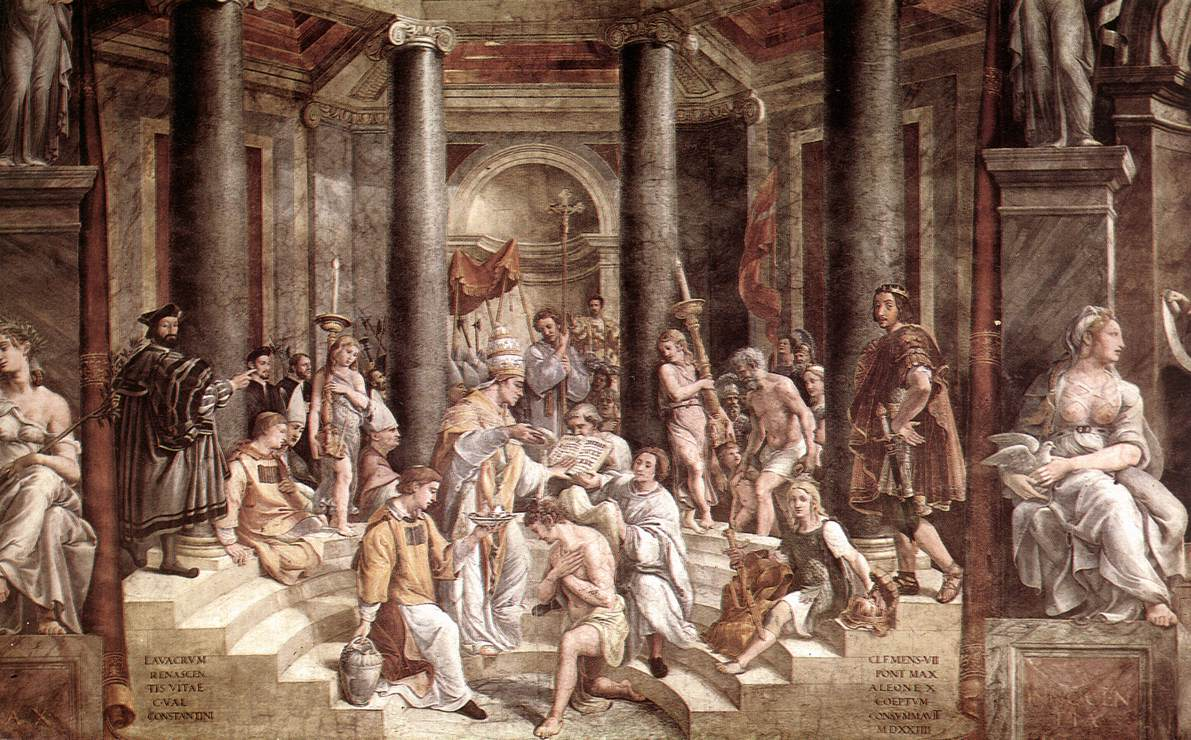
Il Battesimo di Costantino di Raffaello raffigura Silvestro I invece del suo vero battezzatore Eusebio di Nicomedia, un vescovo ariano

L'imperatore Costantino I rivestì un ruolo fondamentale nella storia della chiesa e del papato; la sua figura assunse nei secoli dei contorni quasi mitici e tante erano le leggende e le storie che circolavano sul suo conto (la più famosa delle quali fu quella della visione di Costantino in occasione della battaglia di Ponte Milvio).
Costantino non solo pose fine alla grande persecuzione con l'editto di Milano del 313 (che confermava quanto stabilito dall'editto di Galerio del 311) ma anzi, avendo compreso l'importanza dell'appoggio della Chiesa per la stabilità del proprio potere, iniziò a favorirla e a prendere attivamente parte agli sforzi per mantenerne l'unità. Questa politica di "unità della Chiesa a tutti i costi" portata avanti da Costantino non nasceva da un suo particolare fervore religioso o da personali convinzioni teologiche, bensì dalla necessità politica di mantenere compatta la base su cui il suo potere imperiale poggiava. Fu proprio Costantino a convocare nel 325 il concilio di Nicea, primo concilio ecumenico della storia, per risolvere lo scisma ariano.
Niente di tutto questo, però, ha particolarmente a che fare con i papi, che nemmeno presero parte al concilio. Tuttavia fu proprio in quest'epoca che la posizione di vescovo di Roma cominciò ad acquisire prestigio presso le altre sedi e a essere riconosciuta come erede di Pietro; prima del periodo costantiniano i vescovi romani non avevano quasi alcuna autorità al di fuori della comunità dell'Urbe. Damaso I fu il primo vescovo di Roma a essere ufficialmente definito come "papa" dai suoi contemporanei, sebbene non il primo in assoluto a essere stato associato a tale termine (in un'iscrizione nelle catacombe di San Callisto il titolo di papa viene usato in riferimento a Marcellino).
La "donazione di Costantino", un falso dell'VIII secolo creato per accrescere il prestigio e l'autorità dei papi, raffigura il papa come occupante un ruolo centrale nella narrativa del cristianesimo del periodo costantiniano. La leggenda della donazione afferma che Costantino offrì la sua corona a Silvestro I, e persino che Silvestro battezzò Costantino. In realtà, Costantino fu battezzato (in punto di morte, nel maggio 337) da Eusebio di Nicomedia, un vescovo ariano.
Sebbene la "Donazione" non sia mai avvenuta, Costantino offrì effettivamente numerosi favori al papato e alla Chiesa romana in generale: il vescovo di Roma ricevette in dono il palazzo lateranense, e vide finanziata dall'imperatore la costruzione, nel luogo dove la tradizione cristiana voleva la tomba di Pietro, dell'antica basilica di San Pietro, detta per questo anche "basilica costantiniana", poi demolita nel periodo rinascimentale per fare posto all'attuale basilica.
Con l'editto di Tessalonica del 380 il, papato e la Chiesa tutta videro ulteriormente rafforzata la loro autorità e influenza nei territori dell'Impero. Con lo spostamento della capitale a Costantinopoli e, dopo la suddivisione dell'impero, a Milano, i papi si ritrovarono sempre più signori de facto di Roma; fu proprio in questo periodo che l'idea del primato papale cominciò svilupparsi, grazie all'attività di figure come Innocenzo I e, soprattutto, Leone Magno.
Il prestigio e il potere acquisiti dal papato negli ultimi anni dell'antichità ebbero tuttavia l'effetto collaterale di attrarre l'interesse dei vari poteri secolari che si susseguirono sul territorio italiano, i quali cercarono, in forma più o meno diretta, di influenzare le politiche dei pontefici o di controllarne la nomina al soglio.

#### Elenco dei papi da Costantino alla caduta dell'Occidente
Sedici papi regnarono durante il periodo che va da Costantino alla caduta dell'Impero:

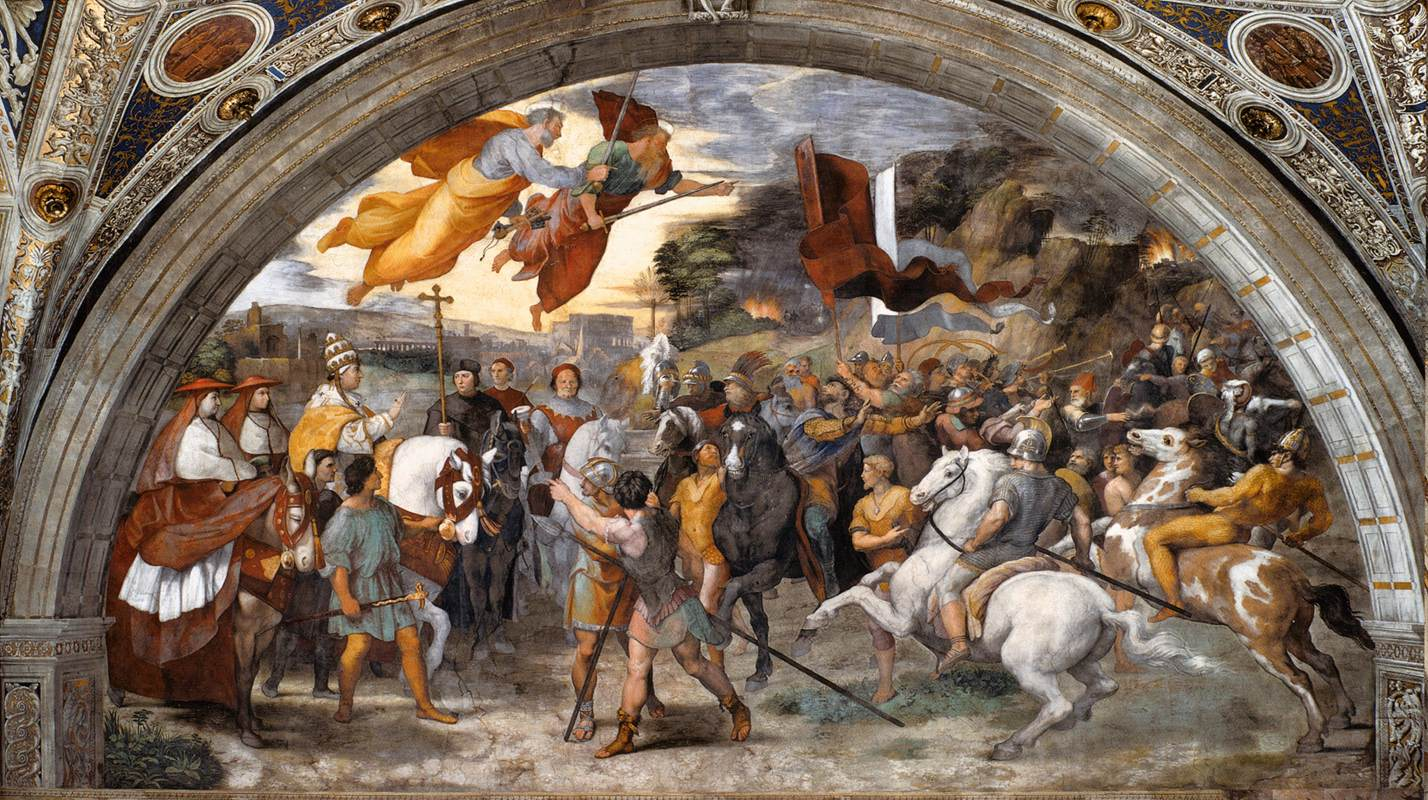
LIncontro di Leone Magno con Attila in un affresco di Raffaello

- Milziade (311-314)
- Silvestro I (314-335)
- Marco (336)
- Giulio I (337-352)
- Liberio (352-366)
- Damaso I (366-384)
- Siricio (384-399)
- Anastasio I (399-401)

- Innocenzo I (410-417)
- Zosimo (417-418)
- Bonifacio I (418-422)
- Celestino I (422-432)
- Sisto III (432-440)
- Leone I (440-461)
- Ilario (461-468)
- Simplicio (468-483)

## Medioevo (476-1417)

### Il regno di Odoacre (476-493)
Il papato non subì grosse ripercussioni dalla caduta dell'Impero d'Occidente. Il nuovo signore d'Italia, Odoacre, benché di fede ariana, non interferì in alcun modo nelle questioni teologiche e negli affari dei papi. Al contrario, Gregorovius sostiene che «liberatosi dell'imperatore d'Occidente, il papato cominciò la sua ascesa e la Chiesa di Roma crebbe potentemente sulle rovine, sostituendosi all'impero.»
L'unica grande questione teologica affrontata dai papi di questo periodo fu il contrasto al monofisismo, che sfociò nello scisma acaciano, il primo di una lunga serie di contrasti tra le chiese d'Oriente e d'Occidente che impegneranno il papato nei secoli successivi.

#### Elenco dei papi del regno di Odoacre
Tre papi regnarono durante il regno di Odoacre:
- Simplicio (468-483)
- Felice III (483-492)
- Gelasio I (492-496)

### La conquista di Teodorico: il papato ostrogoto (493–537)

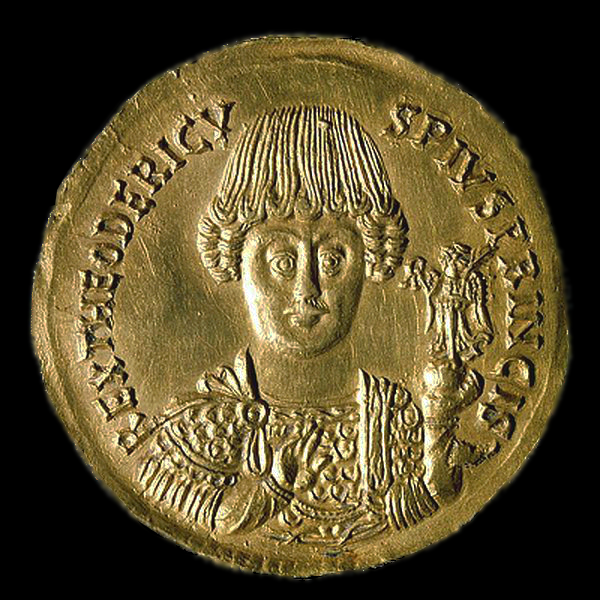
Teodorico uccise Odoacre, dando inizio al dominio ostrogoto sull'Italia

Il papato ostrogoto fu un periodo della storia del papato, durato dal 493 al 537, nel quale i papi furono fortemente influenzati, se non direttamente selezionati, dai sovrani del Regno ostrogoto, quali Teodorico il Grande e i suoi successori Atalarico e Teodato.
Il ruolo degli Ostrogoti divenne chiaro in occasione del primo scisma, quando, il 22 novembre 498, due uomini furono eletti papa. Il successivo trionfo di papa Simmaco sull'oppositore Lorenzo è il primo esempio registrato di simonia nella storia papale. Simmaco istituì per i papi la pratica di poter designare i propri successori, che durò fino a quando una scelta impopolare nel 530 causò uno scisma nel popolo romano, e la discordia continuò fino alla selezione nel 532 di Giovanni II, il primo papa ad assumere un nome pontificale in seguito all'elezione.
Teodorico fu tollerante verso la Chiesa cattolica e non interferì in questioni dogmatiche. Rimase il più neutrale possibile nei confronti del papa, sebbene esercitò un'influenza preponderante negli affari del papato. L'influenza ostrogota terminò con la riconquista di Roma da parte di Giustiniano, che fece deporre il papa filogotico Silverio e lo sostituì con un papa di sua scelta, Vigilio, dando inizio al periodo noto come papato bizantino.

#### Elenco dei papi del papato ostrogoto
Dieci papi regnarono durante il papato ostrogoto:
- Gelasio I (492–496)
- Anastasio II (496–498)
- Simmaco (498–514)
- Ormisda (514–523)
- Giovanni I (523–526)
- Felice IV (526–530)
- Bonifacio II (530–532)
- Giovanni II (533–535)
- Agapito I (535–536)
- Silverio (536–537)

### La riconquista di Giustiniano: il papato bizantino (537-752)

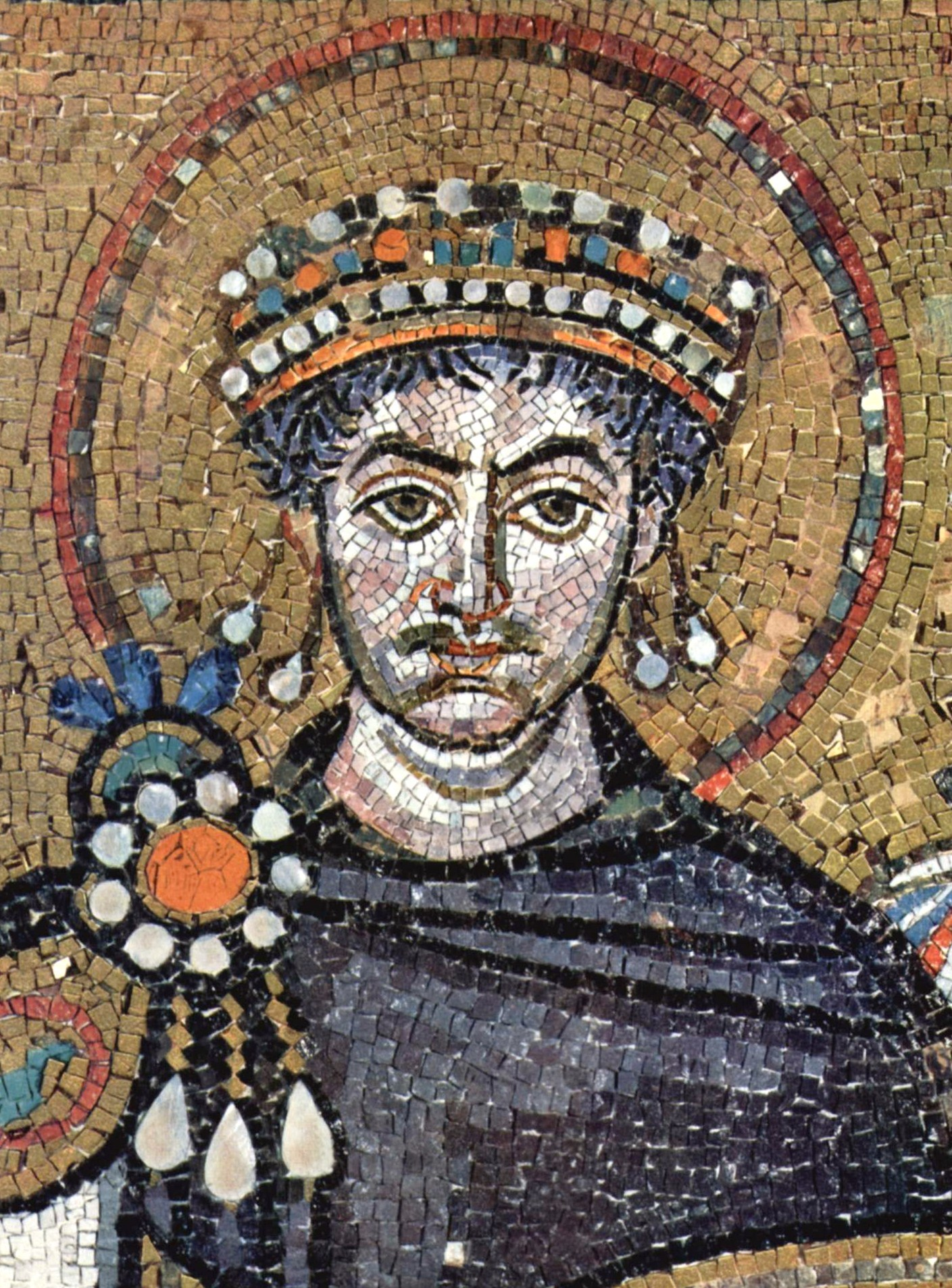
Giustiniano I riconquistò Roma e nominò i successivi tre papi

Il papato bizantino fu un periodo di dominazione bizantina sul papato romano, durato dal 537 al 752, in cui i papi necessitavano dell'approvazione dell'imperatore bizantino per la consacrazione episcopale, e in cui molti papi furono scelti fra gli apocrisiari (intermediari fra il papa e l'imperatore) o fra gli abitanti di Grecia, Siria o Sicilia, allora sotto il controllo bizantino. Giustiniano I conquistò la penisola italiana nel corso della guerra gotica (535–554) e nominò i successivi tre papi, una pratica poi proseguita dai suoi successori e in seguito delegata all'Esarca di Ravenna.
Con l'eccezione di Martino I, nessun papa durante questo periodo mise mai in discussione l'autorità del monarca bizantino di confermare l'elezione del vescovo di Roma prima che potesse avvenire la consacrazione; ciò non impedì tuttavia l'insorgere di frequenti conflitti teologici tra il papa e l'imperatore in aree come il monotelismo e l'iconoclastia. Durante questo periodo, uomini di madrelingua greca si sostituirono ai membri delle potenti famiglie romane sul soglio pontificio. La Roma sotto i papi greci fu un melting pot di tradizioni cristiane orientali e occidentali, con riflessi sia nell'arte sia nella liturgia.
Papa Gregorio I fu una figura fondamentale sia nell'affermare con forza il principio del primato papale, oltre a dare forte impulso all'attività missionaria nel Nord Europa, specialmente in Inghilterra, sia nel gettare le basi del potere temporale del papato sul territorio del Ducato di Roma. Il Ducato era uno dei distretti dell'Esarcato d'Italia, corrispondente grossomodo all'odierno Lazio, ed era governato da un funzionario imperiale con il titolo di dux; tuttavia, dopo l'invasione longobarda, il Ducato romano si trovò quasi completamente isolato dal resto del territorio imperiale (salvo lo stretto Corridoio Bizantino) e, quindi, dall'apparato amministrativo bizantino, che aveva la sua sede a Ravenna. Furono quindi i pontefici, da Gregorio I in avanti, a sobbarcarsi gli aspetti amministrativi e civili del Ducato, nonché l'organizzazione della difesa di Roma contro i Longobardi.
Con la conquista di Ravenna da parte di Astolfo nel 751, che sancì la definitiva caduta dell'Esarcato, Roma rimase sola ad affrontare l'avanzata longobarda, e papa Zaccaria, ultimo papa del periodo bizantino, e i suoi immediati successori si volsero in cerca di aiuto al Regno franco d'oltralpe, allontanandosi definitivamente dall'orbita di Costantinopoli e dando inizio al periodo di influenza franca sul papato.

#### Elenco dei papi del papato bizantino

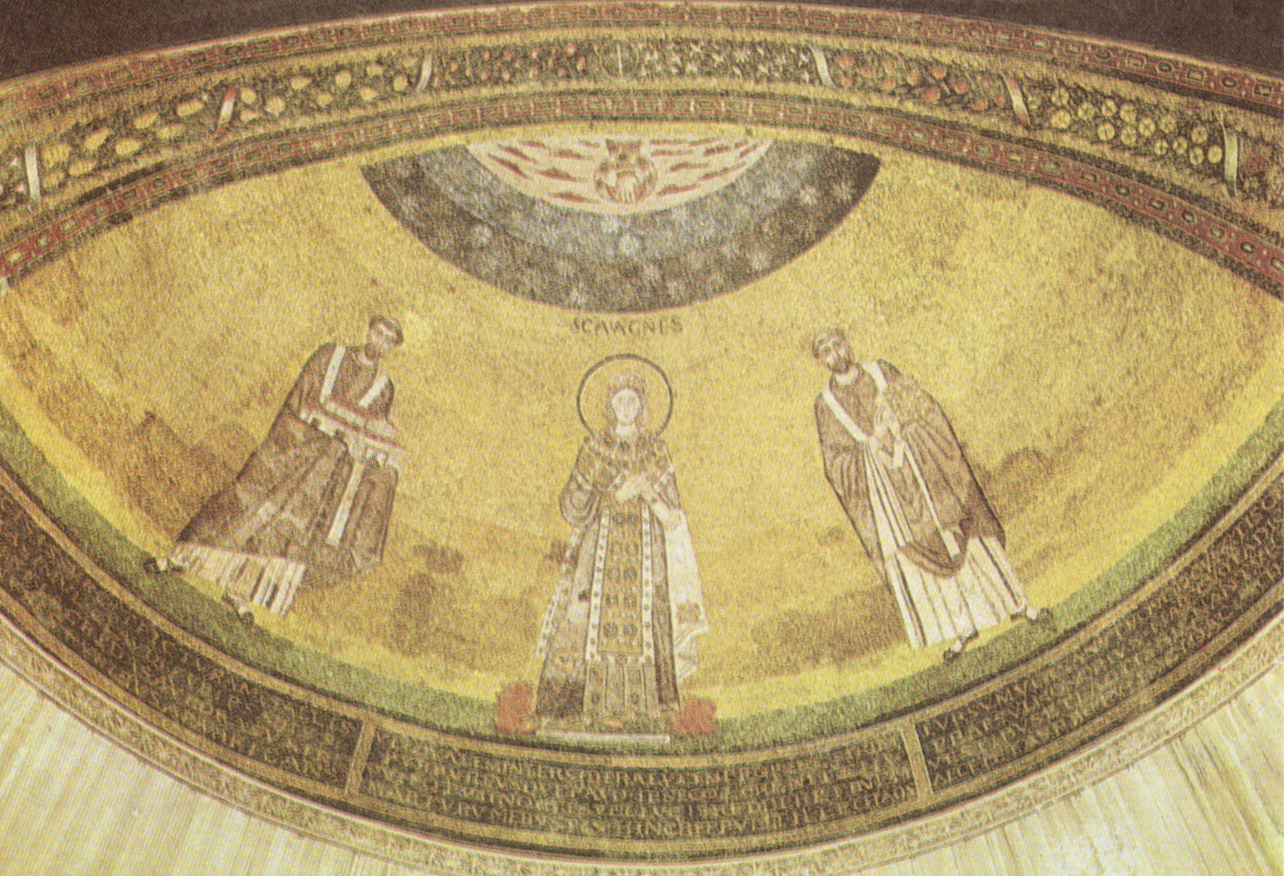
Il mosaico absidale della basilica di Sant'Agnese fuori le mura, uno degli esempi meglio conservati della produzione artistica romana durante il periodo bizantino

Trentatré papi regnarono durante il papato bizantino:
- Vigilio (537-555)
- Pelagio I (556-561)
- Giovanni III (561-574)
- Benedetto I (575-579)
- Pelagio II (579-590)
- Gregorio I (590-604)
- Sabiniano (604-606)
- Bonifacio III (607)
- Bonifacio IV (608-615)
- Adeodato I (615-618)
- Bonifacio V (619-625)

- Onorio I (625-638)
- Severino (640)
- Giovanni IV (640-642)
- Teodoro I (642-649)
- Martino I (649-653)
- Eugenio I (654-657)
- Vitaliano (657-672)
- Adeodato II (672-676)
- Dono (676-678)
- Agatone (678-681)
- Leone II (682-683)

- Benedetto II (684-685)
- Giovanni V (685-686)
- Conone (686-687)
- Sergio I (687-701)
- Giovanni VI (701-705)
- Giovanni VII (705-707)
- Sisinnio (708)
- Costantino (708-715)
- Gregorio II (715-731)
- Gregorio III (731-741)
- Zaccaria (741-752)

### L'influenza carolingia: il papato franco (752-867)

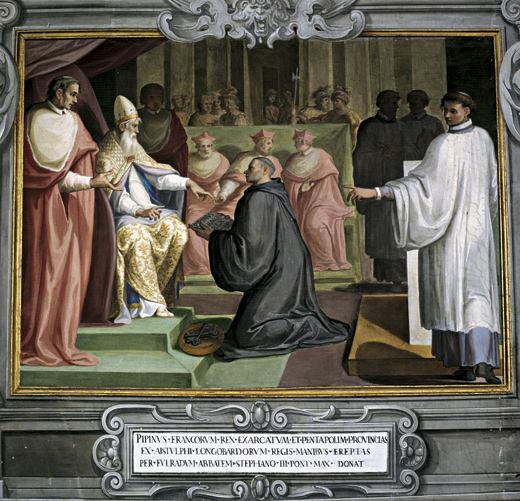
La " Donazione di Pipino": Pipino il Breve concede i territori di Ravenna a papa Stefano II

Dopo aver preso Ravenna, Astolfo rivolse le sue mire verso Roma. In risposta a questa minaccia, papa Stefano II intraprese un inaudito viaggio a nord delle Alpi per visitare il re franco, Pipino III, per cercare il suo aiuto contro gli invasori longobardi. Pipino accettò di aiutare il papa, e questi lo unse nell'abbazia di Saint-Denis, vicino a Parigi, insieme ai due giovani figli del re franco, Carlo e Carlomanno. Pipino invase quindi l'Italia settentrionale nel 754 e di nuovo nel 756, riuscendo a espellere i Longobardi dal territorio ravennate; tuttavia non lo restituì al legittimo proprietario, l'imperatore bizantino, bensì ne fece dono al papa e ai suoi successori insieme a vaste aree dell'Italia centrale.
La terra donata a papa Stefano nel 756, nella cosiddetta donazione di Pipino, fece del papato un potere temporale, ma creò al contempo un incentivo per i poteri secolari a interferire con la successione papale. Questo territorio sarebbe diventato la base per il futuro Stato Pontificio, su cui governarono i papi fino a quando non fu incorporato nel nuovo Regno d'Italia nel 1870. Per i successivi undici secoli, la storia di Roma sarebbe quasi coincisa con la storia del papato.
Dopo essere stato fisicamente attaccato dai suoi nemici nelle strade di Roma, papa Leone III intraprese nuovamente, nel 799, un viaggio attraverso le Alpi per visitare Carlo Magno a Paderborn.
Non è noto cosa sia stato concordato tra i due, ma Carlo Magno si recò a Roma nell'800 per dare supporto al papa. In una cerimonia nella Basilica di San Pietro, il giorno di Natale, Leone avrebbe dovuto semplicemente ungere il figlio di Carlo Magno come suo erede. Ma inaspettatamente (si sostiene), mentre Carlo Magno si alzava dalla preghiera, il papa gli pose una corona sul capo e lo acclamò imperatore. È tramandato che Carlo Magno espresse dispiacere alla cosa, ma accettò comunque l'onore.
Il successore di Carlo Magno, Ludovico il Pio, intervenne nell'elezione papale sostenendo la pretesa di papa Eugenio II; i papi da allora dovettero giurare fedeltà all'imperatore franco. I sudditi papali furono obbligati a giurare fedeltà all'imperatore franco e la consacrazione del papa poteva essere eseguita solo alla presenza dei rappresentanti dell'imperatore. La consacrazione di papa Gregorio IV, scelto dai nobili romani, fu ritardata di sei mesi per ottenere l'assenso di Ludovico. Papa Sergio II, scelto ancora dalla nobiltà romana, fu consacrato senza notificare l'imperatore Lotario, e quest'ultimo inviò il figlio Ludovico a Roma con un esercito, e solo quando "Sergio riuscì a placare Ludovico, incoronandolo re d'Italia" Lotario I diede il suo appoggio a Sergio II.

Con la progressiva frammentazione del dominio franco e le conseguenti guerre per la supremazia tra gli eredi di Carlo Magno, la figura dell'imperatore divenne via via meno influente e meno in grado di imporre la propria volontà sui papi e sui territori pontifici, lasciando il papato in balia delle varie famiglie che ora si contendevano il controllo di Roma e dell'Italia centrale.

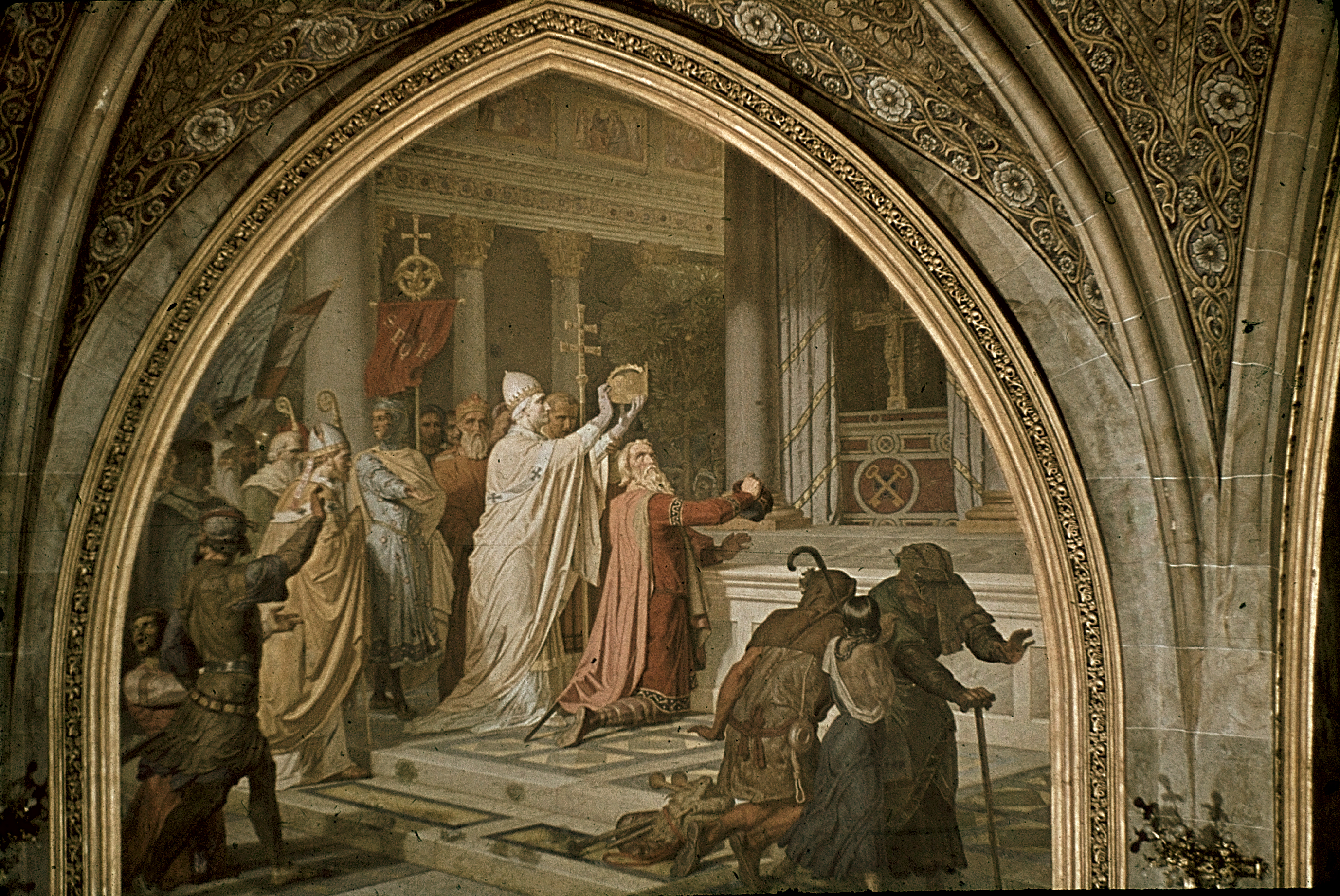
Papa Leone III incorona Carlo Magno

#### Elenco dei papi del papato franco
Quattordici papi regnarono durante il papato franco:
- Stefano II (752-756)
- Paolo I (757-767)
- Stefano III (768-772)
- Adriano I (772-795)
- Leone III (795-816)
- Stefano IV (816-817)
- Pasquale I (817-824)

- Eugenio II (824-827)
- Valentino (827)
- Gregorio IV (828-844)
- Sergio II (844-847)
- Leone IV (847-855)
- Benedetto III (855-858)
- Niccolò I (858-867)

### L'interferenza dei baroni romani: ilsaeculum obscurum(867-1048)

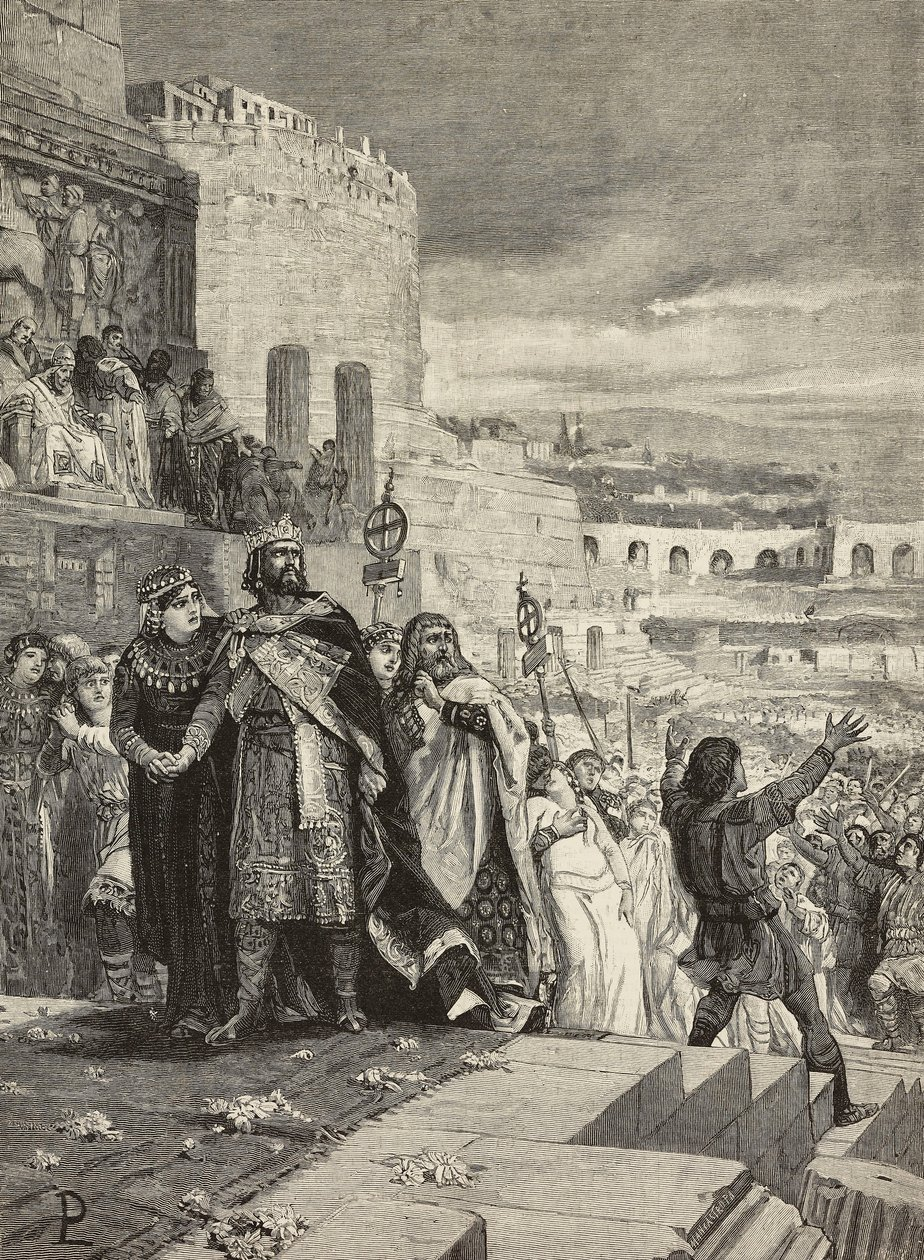
Marozia con Ugo di Provenza, suo secondo marito

Il periodo che seguì il declino del potere imperiale vide emergere al suo posto quello delle potenti famiglie baronali romane, che trasformarono le elezioni papali in un terreno di scontro per il controllo dell'Urbe e dei possedimenti pontifici. Quasi tutti i papi eletti in questo periodo furono figure estremamente deboli o profondamente corrotte, spesso entrambe le cose, e diversi tra loro terminarono il pontificato assassinati o rovesciati con la forza. Lo storico Will Durant definisce il periodo dall'867 al 1049 come il "nadir del papato".
La più prominente delle famiglie che, durante quest'epoca, controllarono il papato fu la potente e corrotta casata aristocratica dei Teofilatti, meglio noti come Conti di Tuscolo; in particolare, il periodo compreso tra i pontificati di Sergio III (904–911) e Giovanni XII (955–964), durante il quale Roma e il papato furono dominati da Teodora, sua figlia Marozia e il figlio di quest'ultima Alberico, è conosciuto nella storiografia protestante col nome di "pornocrazia".

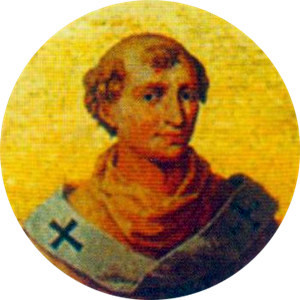
Benedetto IX, universalmente riconosciuto come uno dei papi più corrotti della storia

L'Impero intanto cercava di uscire dalla profonda crisi in cui era sprofondato. Dopo la deposizione di Carlo il Grosso nell'888, la corona imperiale fu a lungo contesa tra i vari eredi dei carolingi e altri signori locali, in una costante lotta che vide imperatori dai poteri limitati alternarsi a periodi in cui il trono rimase vacante. Dopo quasi quarant'anni in cui la corona imperiale rimase senza un proprietario, Ottone I di Sassonia riuscì finalmente a prevalere sui suoi avversari e a riaffermare il potere imperiale in quel che restava del dominio carolingio, invadendo l'Italia e facendosi incoronare imperatore nel 962. L'Italia divenne un Regno costituente del Sacro Romano Impero, che vedeva ora il proprio centro di potere in Germania (tutti gli imperatori da allora in poi saranno infatti tedeschi).
Man mano che gli imperatori consolidavano la loro posizione, anch'essi cercarono d'interferire con il processo di elezione papale e la politica romana; mentre le città-Stato del Nord Italia si divisero tra quelle che accolsero favorevolmente il ritorno dell'autorità imperiale e quelle che avrebbero invece preferito mantenere la propria indipendenza, dando inizio agli scontri tra guelfi e ghibellini
Intanto la situazione a Roma era sfociata nel grottesco, con ben tre papi (Benedetto IX, Silvestro III e Gregorio VI) che nel 1046 rivendicavano il soglio pontificio, ciascuno sostenuto da una diversa fazione della nobiltà romana. Enrico III, favorevole a una riforma della Chiesa e desideroso di farsi incoronare imperatore, fece convocare un concilio a Sutri per risolvere la questione. Tutti e tre i pretendenti furono deposti e fu eletto un nuovo papa, Clemente II, che incoronò Enrico. Tuttavia l'immediata partenza di Enrico da Roma e la riluttanza di Benedetto IX a farsi definitivamente da parte ritardarono al 1049 gli effetti desiderati del sinodo di Sutri.
La corruzione in cui era sprofondato il papato nell'ultimo secolo, unita all'atavica necessità dell'appoggio di un potere esterno che ne garantisse la sopravvivenza, spinsero i papi successivi ad attuare una serie di riforme radicali mirate a ristabilire l'autorità papale, sia in ambito morale e spirituale sia in ambito temporale e politico.
La contemporanea rinascita dell'autorità sia del papato sia dell'impero sarà una costante fonte di conflitto per i secoli a venire.

#### Elenco dei papi delsaeculum obscurum

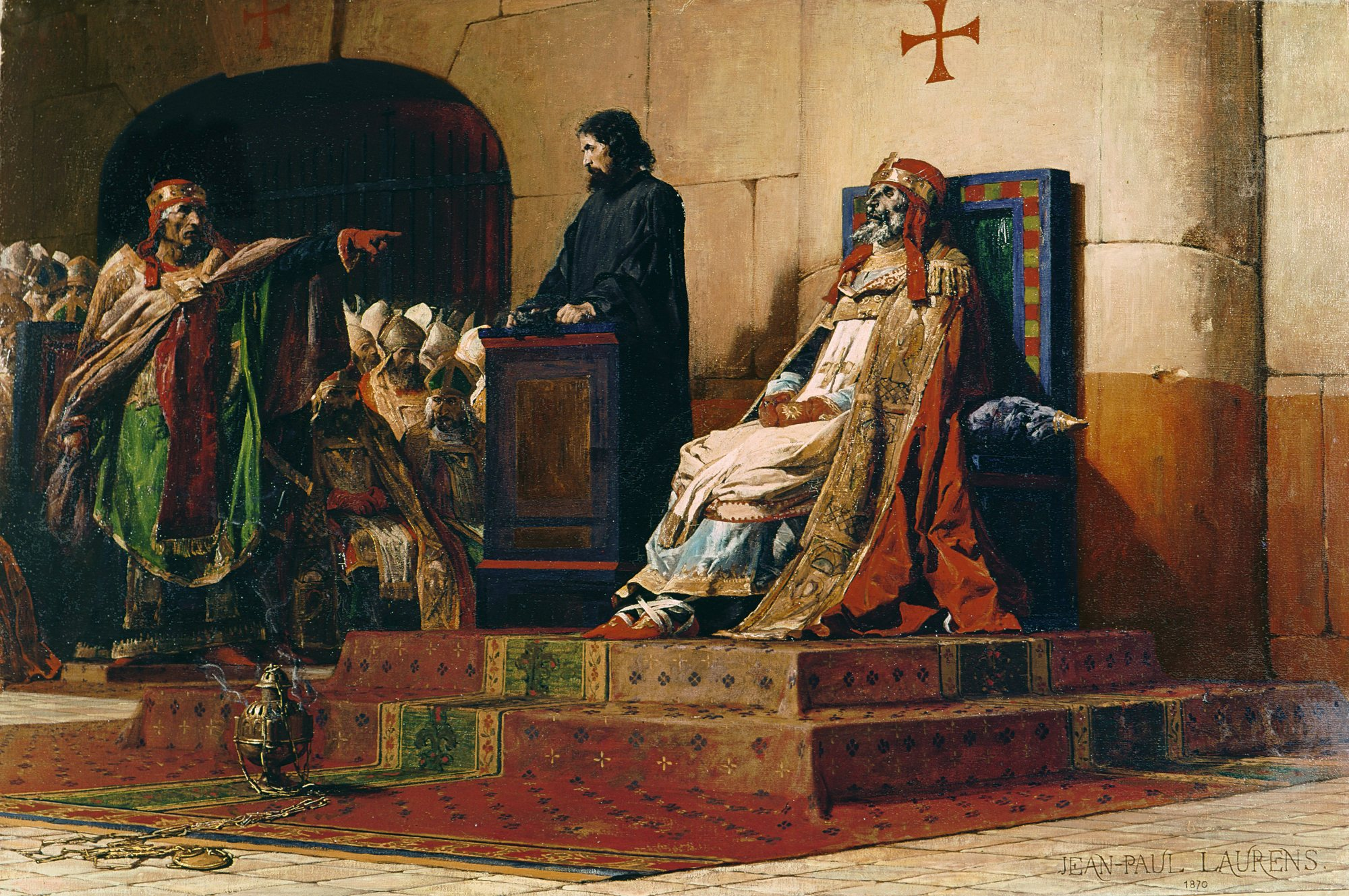
Il Sinodo del cadavere, uno degli episodi più infami del saeculum obscurum

Quarantaquattro papi regnarono durante il ''saeculum obscurum'':
- Adriano II (867-872)
- Giovanni VIII (872-882)
- Marino I (882-884)
- Adriano III (884-885)
- Stefano V (885-891)
- Formoso (891-896)
- Bonifacio VI (896)
- Stefano VI (896-897)
- Romano (897)
- Teodoro II (897)
- Giovanni IX (898-900)
- Benedetto IV (900-903)
- Leone V (903-904)
- Sergio III (904-911)
- Anastasio III (911-913)

- Lando (913-914)
- Giovanni X (914-928)
- Leone VI (928)
- Stefano VII (929-931)
- Giovanni XI (931-935)
- Leone VII (936-939)
- Stefano VIII (939-942)
- Marino II (942-946)
- Agapito II (946-955)
- Giovanni XII (955-964)
- Benedetto V (964)
- Leone VIII (964-965)
- Giovanni XIII (965-972)
- Benedetto VI (973-974)
- Benedetto VII (974-983)

- Giovanni XIV (983-984)
- Giovanni XV (985-996)
- Gregorio V (996-999)
- Silvestro II (999-1003)
- Giovanni XVII (1003)
- Giovanni XVIII (1004-1009)
- Sergio IV (1009-1012)
- Benedetto VIII (1012-1024)
- Giovanni XIX (1024-1032)
- Benedetto IX (1033-1045; 1045; 1047-1048)
- Silvestro III (1045)
- Gregorio VI (1045-1046)
- Clemente II (1046-1047)
- Damaso II (1048)

### La riforma gregoriana e la lotta per le investiture (1049-1124)

L'umiliazione di Canossa è uno degli avvenimenti più famosi della lotta per le investiture

I papi dell'XI secolo, ispirati e sostenuti dalla riforma cluniacense del secolo precedente, avviarono una processo di profonda riforma dell'intera Chiesa occidentale. Questa riforma, definita "gregoriana" dal nome del più fervente dei suoi fautori, papa Gregorio VII, e inizialmente sostenuta anche dagli imperatori e dal clero tedesco (diversi dei papi coinvolti furono infatti di origine tedesca), affrontò tutti quei problemi che avevano caratterizzato la Chiesa nei secoli precedenti, soprattutto nell'ambito dei rapporti del clero con le autorità politiche e con il resto della società. L'esito principale di questa riforma fu la crescita del potere e del prestigio del papato e l'imposizione di una struttura teocratica alla cristianità medievale; venne affermato il primato della Santa Sede sui vescovi e sul clero, rivendicate le prerogative della Chiesa nei confronti delle autorità civili, combattuta la simonia e il nicolaismo.
A seguito della riforma la Chiesa mutò sostanzialmente assumendo un modello monarchico e gerarchicamente strutturato in modo verticistico. Dalla riforma derivò anche una nuova organizzazione del clero ancora in vigore, basata sul celibato e sulla netta separazione tra i ruoli di laici ed ecclesiastici. Oltre ai papi e agli imperatori, la riforma dell'XI secolo ebbe come protagonisti anche diversi teologi che fornirono le giustificazioni dottrinali al movimento e al rafforzamento della figura del pontefice. Furono inoltre fissate delle regole sostanzialmente definitive per l'elezione del pontefice; papa Niccolò II promulgò la bolla In nomine Domini nel 1059, che limitava il suffragio nelle elezioni papali al collegio cardinalizio e stabiliva le regole per il processo elettivo, gettando le fondamenta del moderno conclave.
La rinnovata autorità e la crescente autonomia dei papi li misero però presto in contrasto con l'altro grande potere universale dell'epoca, l'imperatore del Sacro Romano Impero, in uno scontro per stabilire a chi dei due spettasse il diritto di investire gli alti ecclesiastici dei loro poteri temporali e spirituali. Fino all'XI secolo infatti, i sovrani laici avevano ritenuto una loro prerogativa il potere di nominare vescovi e abati nei propri territori e, quindi, anche di investirli spiritualmente, come conseguenza di aver affidato loro dei beni materiali. Tale consuetudine era ora in aperta contraddizione con la riaffermazione del primato papale della riforma gregoriana, poiché dava al potere temporale una supremazia su quello spirituale.
L'apice di questo contrasto fu raggiunto quando nel 1076, in occasione del sinodo di Worms, Enrico IV di Franconia, con l'obiettivo di ribadire la superiorità dell'imperatore sul papa, dichiarò papa Gregorio VII deposto e i vescovi tedeschi liberi dall'obbligo di obbedienza nei suoi confronti. Il papa per tutta risposta scomunicò Enrico e liberò i suoi sudditi dal vincolo di fedeltà verso di lui. Ebbe così inizio la cosiddetta lotta per le investiture, nella quale Papato e Impero si affrontarono per affermare la propria superiorità sull'altro. Celebre è il viaggio che Enrico intraprese nel 1077 per chiedere perdono a Gregorio VII, ospite in quel tempo della contessa Matilde di Canossa, affinché gli togliesse la scomunica e quindi ripristinasse il dovere di obbedienza da parte dei suoi sudditi, sollevatisi contro di lui. Questa prima vittoria papale fu però effimera, e il pontificato di Gregorio terminò nel peggiore dei modi: l'imperatore affermò nuovamente la propria superiorità sul papa eleggendo un antipapa, Clemente III, e costringendo Gregorio VII a lasciare Roma e morire in esilio.
Il confronto perdurò anche con i successori di Gregorio VII per poi terminare nel 1122, quando papa Callisto II e l'imperatore Enrico V si accordarono con la stipula del concordato di Worms. L'accordo prevedeva che la scelta dei vescovi ricadesse sulla Chiesa e che poi essi prestassero giuramento di fedeltà al monarca secolare; si affermò così il diritto esclusivo della Santa Sede di investire le cariche ecclesiastiche con l'autorità sacra, simboleggiata dall'anello vescovile e dal bastone pastorale; l'imperatore, invece, conservava il diritto di presiedere alle elezioni di tutte le alte cariche ecclesiastiche e di arbitrare le controversie. Inoltre, gli imperatori del Sacro Romano Impero rinunciarono al diritto di scegliere il pontefice.

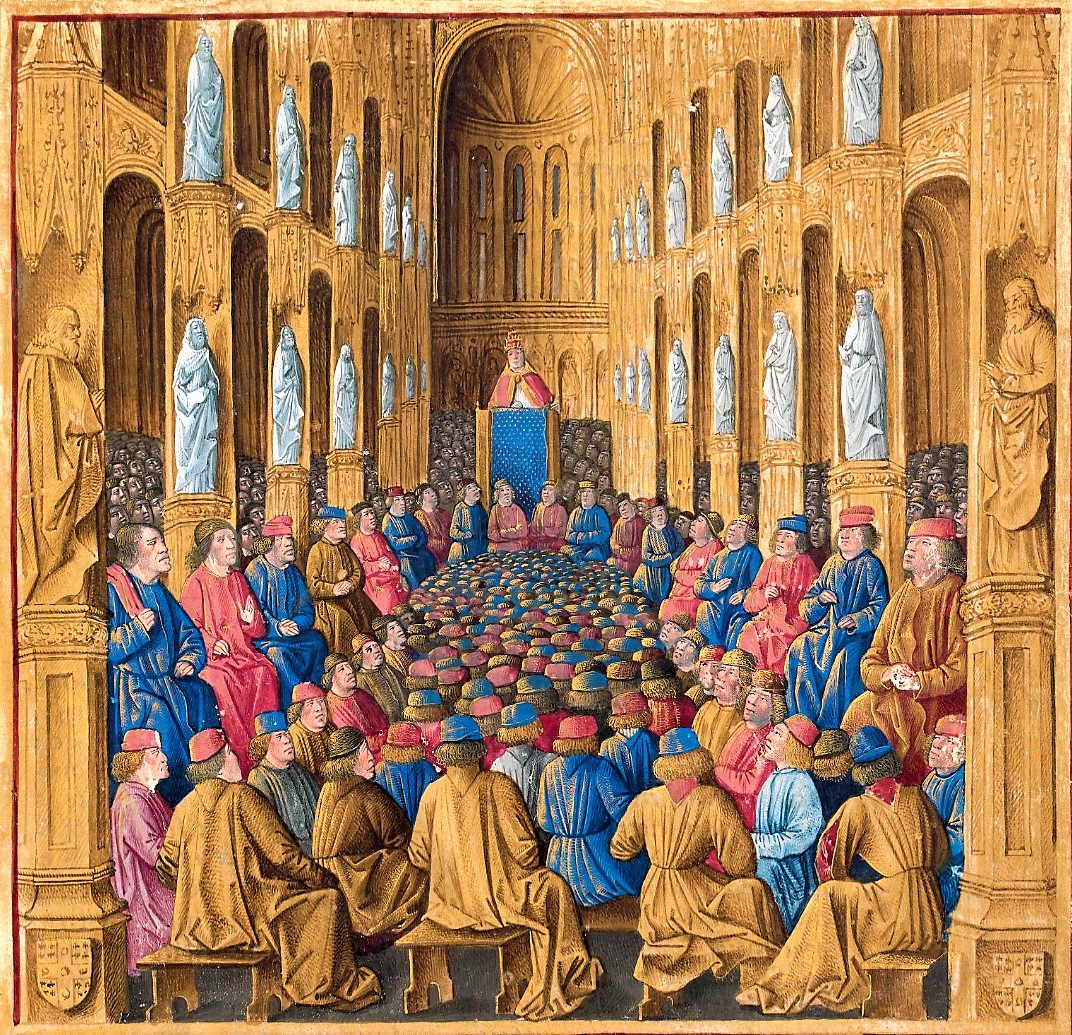
Il concilio di Clermont in una miniatura del XV secolo

Anche le divisioni di lunga data tra Oriente e Occidente raggiunsero il loro culmine in questo periodo. Nel 1053, papa Leone IX, desideroso di espandere l'influenza del Papato e di contrastare l'emergente influenza normanna nell'Italia meridionale, iniziò a nominare vescovi nelle diocesi di Calabria e Sicilia, all'epoca sotto la giurisdizione del Patriarcato di Costantinopoli. In risposta, il patriarca Michele Cerulario fece chiudere tutte le chiese di rito latino della capitale bizantina. La tensione tra Greci e Latini continuò a salire finché, nel 1054, dopo una fallimentare ambasciata papale a Costantinopoli, i rappresentanti della Chiesa greca e della Chiesa latina lanciarono l'anatema gli uni sugli altri, dando inizio al Grande Scisma. Tuttavia, i papi non abbandonarono l'idea di poter governare su una Chiesa unificata. Proprio con questo intento, papa Urbano II, dopo aver ricevuto una lettera di Alessio I Comneno nella quale chiedeva aiuto per respingere i Selgiuchidi, convocò un concilio a Clermont, nel novembre 1096, per discutere il da farsi. Dopo 10 giorni di concilio, Urbano II tenne un accorato discorso davanti a una folla enorme in cui "sottolineò il dovere dell'Occidente cristiano di marciare in soccorso dell'Oriente cristiano". Nove mesi dopo, le parole di Urbano II a Clermont divennero il grido di battaglia della prima crociata. Sebbene la crociata non ottenne il risultato sperato della riunificazione della Chiesa, essa fornì ai papi futuri un importante precedente per richiamare alle armi i signori e i fedeli d'Europa contro i "nemici della Chiesa", fossero essi i musulmani (crociate in Terra Santa), i pagani (crociate del Nord) o gli eretici (crociata albigese).

#### Elenco dei papi della riforma gregoriana

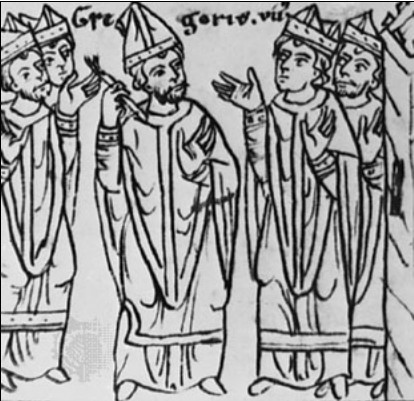
Papa Gregorio VII scomunica l'imperatore Enrico IV

Undici papi regnarono durante la riforma gregoriana:
- Leone IX (1049-1054)
- Vittore II (1055-1057)
- Stefano IX (1057-1058)
- Niccolò II (1059-1061)
- Alessandro II (1061-1073)
- Gregorio VII (1073-1085)
- Vittore III (1086-1087)
- Urbano II (1088-1099)
- Pasquale II (1099-1118)
- Gelasio II (1118-1119)
- Callisto II (1119-1124)

### L'instabilità politica di Roma: il papato errante (1124–1309)
Terminato l'impeto riformista dell'XI secolo, il papato si ritrovò presto nuovamente minacciato dall'interferenza delle famiglie romane e degli imperatori tedeschi, e l'autonomia e il prestigio acquisiti nel corso della riforma gregoriana furono messi a dura prova. A causa dei continui scontri tra le varie fazioni nobiliari e popolari che caratterizzarono l'ambiente romano durante i secoli XII e XIII, i papi di questo periodo dovettero spesso risiedere ed esercitare le proprie funzioni al di fuori di Roma, a volte per scelta, a volte per costrizione.

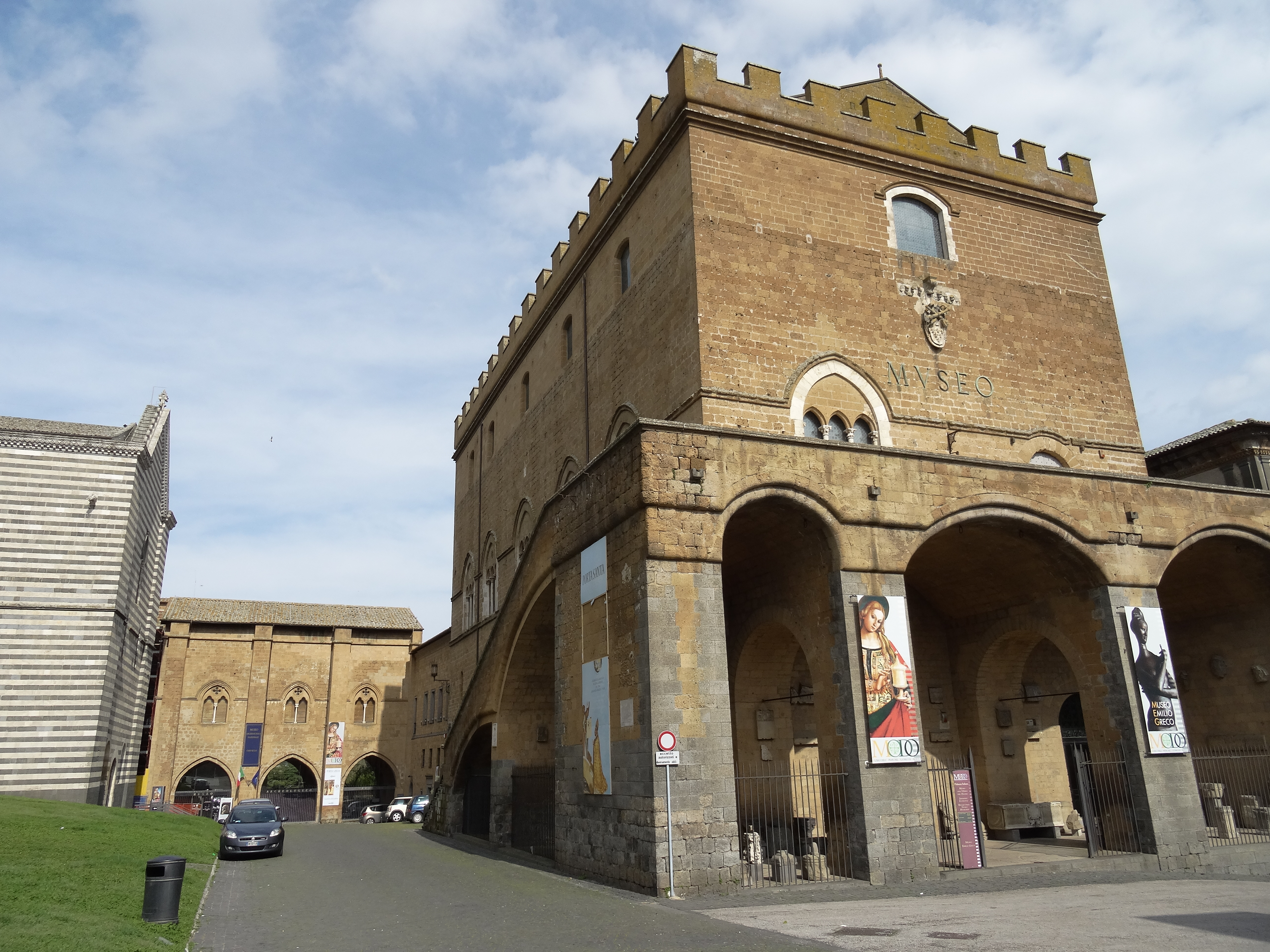
Il palazzo papale di Orvieto

Durante i loro periodi di assenza dall'Urbe, i pontefici risiedettero in diverse città italiane (principalmente in Italia Centrale) e occasionalmente anche fuori dalla penisola: le loro sedi più frequenti furono Viterbo, Orvieto e Perugia. I papi portarono quasi sempre con sé anche la Curia romana, e solitamente il collegio cardinalizio si riuniva per tenere le elezioni papali nella città in cui l'ultimo pontefice era morto. Sebbene le città ospitanti godessero di un accrescimento del loro prestigio e di alcuni vantaggi economici, le autorità municipali rischiavano di essere fagocitate dall'amministrazione dello Stato Pontificio qualora avessero permesso al papa di restare troppo a lungo.
Secondo Eamon Duffy, "le fazioni aristocratiche all'interno della città di Roma la resero nuovamente una base poco sicura per garantire un governo papale stabile. Innocenzo IV fu esiliato da Roma e persino dall'Italia per sei anni, e tutte le elezioni papali del XIII secolo, tranne due, dovettero svolgersi fuori Roma. Lo skyline di Roma stessa era ora dominato dalle torri fortificate dell'aristocrazia (ne furono costruite un centinaio nel solo pontificato di Innocenzo IV) e i papi preferivano trascorrere sempre più il loro tempo nei palazzi papali di Viterbo o Orvieto."

#### Il Comune e lo scontro col Barbarossa (1124-1188)

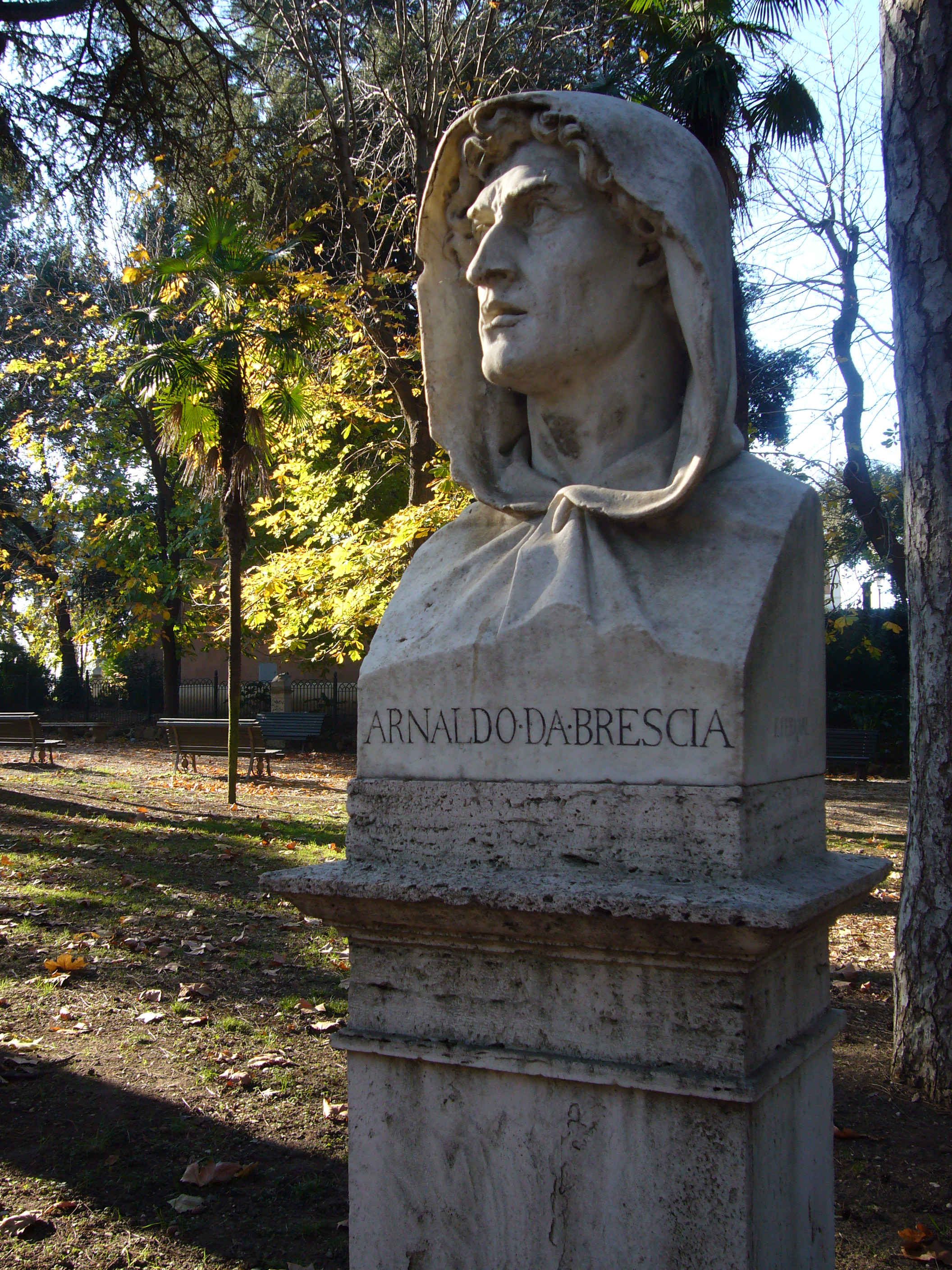
Arnaldo da Brescia fu il principale artefice della rivolta repubblicana romana

Dopo un secolo di autonomia dei papi e della Curia, le famiglie baronali romane tornarono a far sentire la propria influenza nel collegio cardinalizio. I conclavi del 1124 e del 1130 risultarono entrambi nell'elezione contemporanea di due papi, con ciascuno dei candidati sostenuto da una delle due maggiori casate dell'epoca, i Pierleoni e i Frangipane, che avevano iniziato a contendersi il dominio di Roma. La doppia elezione del 1130 provocò addirittura uno scisma che si protrasse per otto anni.
Con lo scoppio di questo ennesimo scontro tra famiglie nobiliari, le classi minori della popolazione romana (borghesia cittadina e piccola nobiltà in primis), esasperate dalle continue guerre intestine tra baroni e insofferenti al potere assoluto dei pontefici sulla città, iniziarono a richiedere maggiore partecipazione alla politica capitolina. Queste proteste si convertirono in aperta rivolta nel 1143, quando papa Innocenzo II, già impopolare a causa della sua disastrosa campagna contro i Normanni (in conseguenza della quale fu costretto a riconoscere la legittimità del dominio degli Altavilla in Italia meridionale, la quale, almeno de iure, era ancora un feudo pontificio), proibì ai romani di saccheggiare la città di Tivoli, appena riconquistata dopo essersi ribellata al dominio di Roma. La fazione popolare romana insorse e, su istigazione del predicatore Arnaldo da Brescia, ricostituì il Senato romano e proclamò la repubblica (un evento noto come renovatio senatus), esautorando il pontefice dal suo potere temporale. Nacque così il Comune di Roma, che contenderà al papa per oltre sessant'anni il controllo di Roma e del Lazio. Mentre la famiglia Frangipane rimase fedele al papa, i Pierleoni aderirono pienamente alla causa repubblicana.
Ai papi fu inizialmente permesso di restare nell'Urbe in qualità di vescovi e leader spirituali. Negli anni seguenti, papi determinati a riprendersi il potere con la forza si alternarono a papi più propensi a scendere a patti con il regime repubblicano, e a governi comunali che spinsero i pontefici a risiedere fuori da Roma se ne alternarono altri che preferirono richiamarli come garanti dell'ordine pubblico e delle istituzioni.
Nel frattempo in Germania, il nuovo sovrano Federico I Barbarossa, perseguendo una politica di potenza volta ad affermare nuovamente l'universalità del potere imperiale e la sua superiorità al Papato, iniziò a interferire con le nomine dei vescovi delle diocesi tedesche, in aperta violazione dei termini del concordato di Worms. Papa Anastasio IV, tuttavia, decise di soprassedere alla questione e di convalidare le nomine imperiali, purché in cambio il Barbarossa lo aiutasse a riprendere il controllo di Roma.

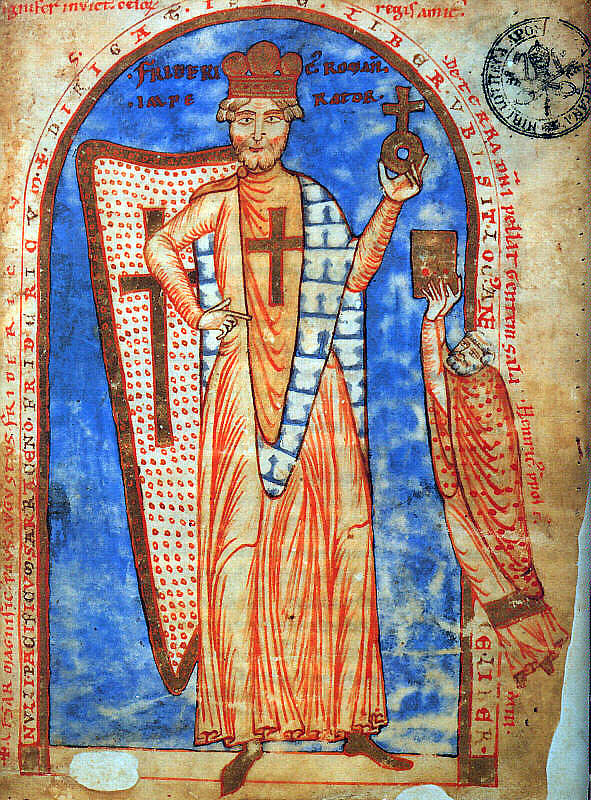
Federico Barbarossa in un'illustrazione del XII secolo

Così nel 1155, durante la sua prima discesa in Italia, Federico I si diresse verso la città capitolina, dove, dopo aver fatto catturare e poi giustiziare Arnaldo da Brescia (che aveva perso il favore del popolo per aver provocato il lancio dell'interdetto su Roma), si fece formalmente incoronare imperatore da papa Adriano IV, succeduto nel frattempo ad Anastasio. Il Senato, che riteneva la concessione della corona imperiale un proprio diritto, scatenò una rivolta nella città che fu tuttavia repressa nel sangue dalle truppe di Federico. Con la ripartenza dell'imperatore, tuttavia, il pontefice si vide di nuovo costretto a lasciare Roma e, per avere nuovo supporto contro il Comune, a scendere a compromessi con gli storici avversari di Papato e Impero, i Normanni di Sicilia, che accettarono di supportare il papa in cambio di un riconoscimento ufficiale dei loro titoli regali. Questa decisione portò a una rottura della debole tregua tra imperatore e papa, il quale divenne un forte sostenitore dei comuni del Nord Italia nelle loro guerre contro Federico I.
L'improvvisa morte di Adriano IV, nel 1159, complicò improvvisamente la situazione; il conclave che seguì, infatti, produsse nuovamente una duplice elezione: mentre la maggior parte del collegio cardinalizio scelse Alessandro III, favorevole alla prosecuzione della politica anti-imperiale di Adriano IV, una piccola minoranza di cardinali filoimperiali elesse invece Vittore IV. Entrambi i papi furono cacciati da Roma dalle forze comunali e dovettero essere consacrati altrove. Il Barbarossa non prese inizialmente posizione sullo scisma, e anzi si offrì come arbitro della disputa convocando un concilio a Pavia; Alessandro III rifiutò tuttavia di parteciparvi poiché questo avrebbe implicato il riconoscimento della supremazia dell'imperatore sul pontefice. Vittore venne così riconosciuto come papa legittimo da Federico e dalla maggior parte dei vescovi tedeschi, mentre Alessandro dovette rifugiarsi in Francia. Vittore scomunicò Alessandro, il quale, in risposta, scomunicò Vittore, Federico e tutti i loro sostenitori. Dal suo esilio francese, Alessandro III condusse con successo un'abile campagna politica volta a ottenere per sé il riconoscimento del resto dei sovrani d'Europa, indebolendo ulteriormente l'autorità dell'imperatore.
In seguito, le pesanti sconfitte rimediate nelle campagne italiane contro i comuni costrinsero il Barbarossa a rinunciare al suo sogno di un impero universale e a riconciliarsi definitivamente con Alessandro III in occasione della pace di Venezia del 1177. Sebbene questa pace avesse messo sostanzialmente fine alla lotta tra Federico I e il papato, alcuni strascichi emersero nel corso dei pontificati di Lucio III e Urbano III riguardanti principalmente due questioni: la legittimazione dei vescovi eletti dagli antipapi filoimperiali e l'incoronazione del figlio di Federico, Enrico, a re d'Italia; entrambe le richieste furono respinte, specialmente la seconda, poiché i papi non volevano che Enrico, pretendente al trono di Sicilia tramite il suo matrimonio con Costanza d'Altavilla, potesse controllare sia il Nord sia il Sud della penisola, circondando di fatto i domini pontifici.
A seguito della caduta di Gerusalemme del 1187 per opera del Saladino, papa Gregorio VIII proclamò la Terza crociata, alla quale, riaffermando il principio del primato papale, invitò a partecipare tutti i sovrani cristiani d'Europa.
Risolta la disputa con l'imperatore, restava da risolvere quella con il Comune capitolino. Durante lo scontro col Barbarossa i rapporti dei papi con le istituzioni repubblicane romane erano peggiorati e nessuno dei successori di Alessandro III riuscì a essere eletto, consacrato o insediato a Roma. La situazione cambiò con l'elezione di papa Clemente III, che appena eletto si dedicò alla riconciliazione tra papato e Comune. Il risultato dei suoi sforzi fu il "Patto di Concordia", stipulato nel 1188: in esso il papa riconosceva la legittimità del Senato e delle altre magistrature capitoline, in cambio il Senato riconosceva la sovranità del pontefice e gli restituiva la maggior parte delle sue regalie. Dopo oltre 60 anni, il papa poté finalmente rientrare a Roma da sovrano riconosciuto.

#### Il primo rientro a Roma e lo scontro con Federico II (1188-1257)

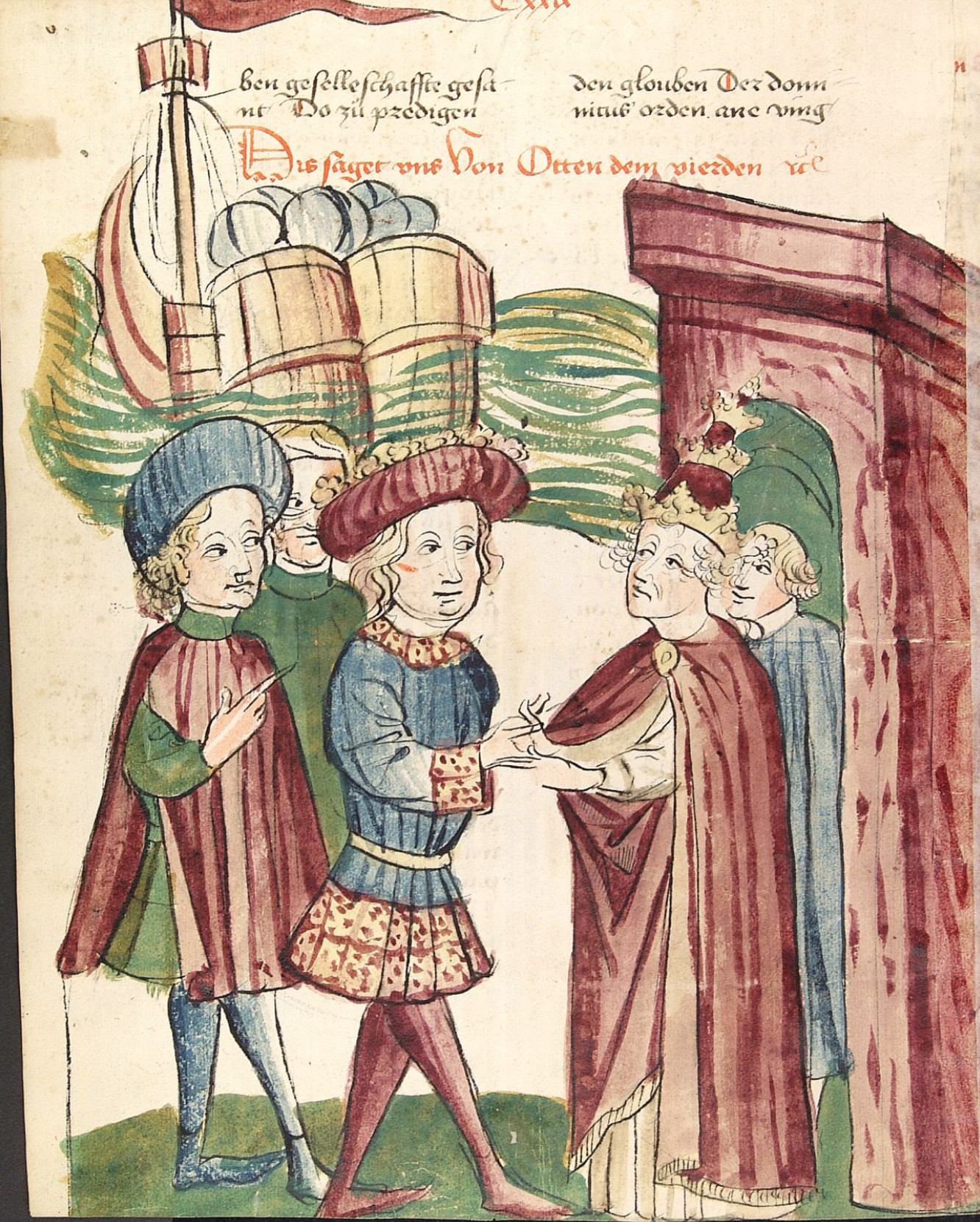
Ottone IV incontra papa Innocenzo III

Sul piano della politica estera, questo periodo della storia del papato fu dominato dai contrasti con i discendenti del Barbarossa, che cercarono di proseguirne le politiche di espansione del potere imperiale sulle altre monarchie europee e sul papato.
Sebbene Enrico VI fosse riuscito, tramite una politica estremamente aggressiva e nonostante l'aspra opposizione dei papi, a ottenere per sé sia la corona imperiale sia quella siciliana nel 1194, la sua improvvisa morte nel 1197 e il successivo affidamento dell'educazione del suo giovanissimo figlio, Federico, a papa Innocenzo III sembrarono porre fine definitivamente alla minaccia imperiale alla supremazia del papato; tuttavia proprio il giovane Federico si sarebbe presto rivelato un avversario particolarmente ostico per i papi della sua epoca.
Dopo la morte di Enrico VI, due candidati si contesero il trono imperiale: Filippo di Svevia, fratello del defunto imperatore, e Ottone di Brunswick. Il papa diede il suo appoggio a quest'ultimo, per scongiurare nuovamente la possibilità che gli Staufer controllassero contemporaneamente sia l'impero sia il Regno di Sicilia. A causa della morte di Filippo, Ottone risultò il vincitore della disputa e, dopo aver promesso al papa di rispettare l'autonomia e i privilegi della Chiesa e di abbandonare i piani di conquista dell'Italia dei suoi predecessori, fu incoronato Ottone IV a Roma nel 1209. Tuttavia dopo l'incoronazione, Ottone dimostrò chiaramente di non avere alcuna intenzione di rispettare le promesse fatte, occupando per circa un anno i territori di Rieti e Spoleto (che il papa stava in quegli anni cercando di incorporare nei territori pontifici) e radunando un esercito per invadere e annettere il Regno di Sicilia. In risposta, Innocenzo III scomunicò immediatamente Ottone, dichiarando decaduta la sua autorità di imperatore, e si schierò con i nobili tedeschi che avevano patteggiato per gli Staufer nel precedente scontro, proponendo il giovane Federico di Svevia, appena maggiorenne, come nuovo imperatore. Ottone fu quindi costretto a ripartire per la Germania per occuparsi della rivolta dei nobili.

Federico partì alla volta della Germania per rivendicare la corona imperiale nel 1212, ed entro il 1215 sconfisse la resistenza di Ottone, che ormai aveva perso il supporto di praticamente tutta la nobiltà tedesca, e si fece proclamare imperatore. Per ringraziare il papa per il suo sostegno, Federico non solo rinnovò gli impegni che Ottone non aveva rispettato, ma addirittura promise che avrebbe guidato una crociata per riconquistare Gerusalemme. Finché rimase in vita papa Innocenzo III quest'ultima promessa rimase sostanzialmente una formalità, ma il suo successore, Onorio III, prese molto più seriamente l'impegno dello svevo e nel corso del suo pontificato incalzò costantemente l'imperatore a intraprendere il pellegrinaggio armato, anche incentivandolo con l'incoronazione ufficiale e solenne a imperatore a Roma nel 1220 e con l'arrangiamento delle sue nozze con Jolanda di Brienne, erede al trono di Gerusalemme, finché in occasione della dieta di San Germano Federico si impegnò a partire per la Terra Santa entro il 1227. Nel frattempo l'imperatore, che aveva promesso ai papi di non unire la corona siciliana a quella imperiale, delegò il potere in Germania al figlio Enrico, cedendogli il titolo di re dei Romani, e si trasferì in Italia meridionale, preferendo dedicarsi maggiormente all'amministrazione dei territori siciliani.

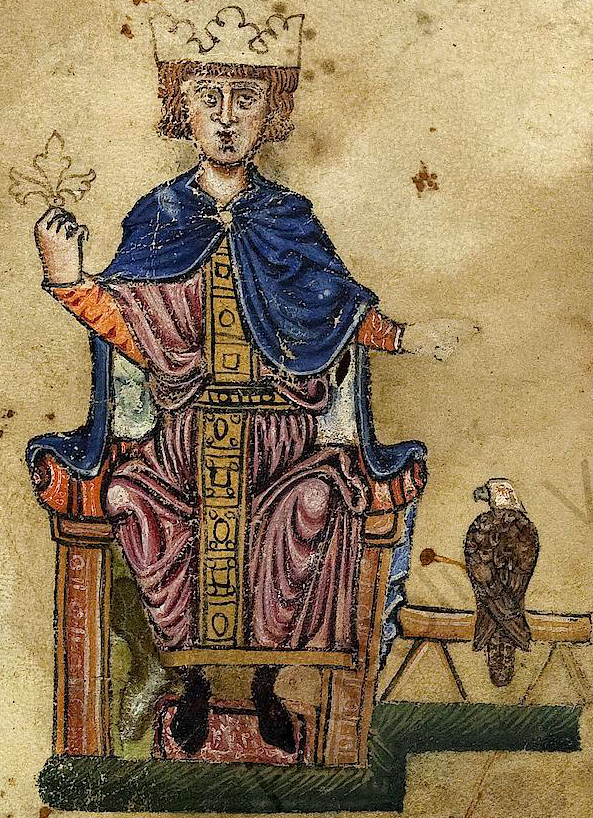
Federico II di Svevia in un'illustrazione del XIII secolo

Giunto il 1227, Federico organizzò come promesso la spedizione, ma un'improvvisa epidemia colpì i crociati radunatisi a Brindisi (tra i quali lo stesso imperatore) costringendoli a rimandare la partenza; papa Gregorio IX, pontefice di vedute molto più ostili nei confronti dell'imperatore succeduto nel frattempo a Onorio III, approfittò immediatamente della mancata partenza per scomunicare Federico. La scomunica non fu motivata solo dall'infrangimento della promessa di San Germano, ma anche dal rifiuto dell'imperatore di sterminare o convertire con la forza i musulmani di Sicilia e, soprattutto, dalle politiche di Federico degli ultimi anni volte a estendere e rafforzare il potere imperiale anche sul resto dell'Italia, in aperta violazione degli impegni presi al momento dell'incoronazione. Nonostante la scomunica, Federico II partì comunque per la sua crociata l'anno seguente, riuscendo a ottenere il controllo di Gerusalemme, dove si fece incoronare re nel 1229 in virtù del suo matrimonio. Gregorio IX nel frattempo approfittò dell'assenza dell'imperatore per fomentare la rivolta di numerosi nobili e città del Mezzogiorno, arrivando persino a bandire una crociata contro Federico stesso quando questi rientrò in Italia. La crociata ebbe tuttavia scarso seguito e nel giro di un anno, Federico II riuscì a riprendere il controllo del suo regno. Nonostante l'aperta ostilità del pontefice, Federico ritenne più conveniente riconciliarsi con lui e i due stipularono la pace di San Germano nel 1230: l'imperatore si impegnò a rinunciare alle violazioni che avevano determinato la scomunica, che il papa fu costretto a ritirare, dato che l'impegno della crociata era stato rispettato.
Nel 1234 una rivolta delle forze popolari e ghibelline romane, guidate dal senatore Luca Savelli, costrinse il papa a lasciare Roma. Federico colse l'occasione per migliorare la propria immagine agli occhi dei cristiani d'Europa e inviò un contingente armato per aiutare Gregorio IX a riprendere il controllo dei territori pontifici. Nonostante questo intervento, tuttavia, la situazione tra papa e imperatore sarebbe presto precipitata di nuovo: nel 1239 Enzo, figlio di Federico, sposò Adelasia di Torres, erede dei giudicati di Torres e Gallura, e l'imperatore, in occasione delle nozze, concesse al figlio il titolo di Re di Sardegna; la concessione di questo titolo, tuttavia, spettava di diritto al pontefice, essendo la Sardegna un feudo pontificio, e Gregorio IX rispose immediatamente a questo sopruso lanciando una nuova scomunica su Federico. Per impedire la solenne conferma della scomunica, che avrebbe dovuto avvenire a Pasqua del 1241, Federico invase i territori pontifici e mise Roma in uno stato di sostanziale assedio, arrestando nel processo diversi cardinali e alti prelati che avrebbero dovuto prendere parte all'evento. L'assedio durò quasi due anni, durante i quali Gregorio IX morì e le famiglie ghibelline romane resero impossibile l'elezione di un nuovo pontefice.
Solo nel 1243 i cardinali riuscirono a eleggere Innocenzo IV come nuovo papa; il pontefice cercò immediatamente un accordo con l'imperatore, promettendo di ritirare la scomunica se Federico avesse restituito i territori pontifici conquistati, ma i negoziati terminarono in un nulla di fatto. La situazione cambiò quando nel 1244, a seguito di alcune sconfitte militari in Italia centrale e settentrionale, l'imperatore fu costretto a richiamare il contingente militare che presidiava Roma; Innocenzo approfittò subito della fine dell'assedio per lasciare l'Urbe e rifugiarsi a Lione, sotto la protezione del re di Francia, dove convocò un concilio nel 1245 nel quale confermò la scomunica di Federico II dichiarando decaduta la sua potestà imperiale. Intanto Federico era impegnato a combattere contro i comuni lombardi, decisi a mantenere la propria indipendenza: la campagna si concluse malamente con la sconfitta nella battaglia di Parma del 1248, dopo la quale l'imperatore fu costretto a ripiegare nei propri possedimenti siciliani e a rinunciare ai suoi piani di sottomissione dell'Italia. Rientrato in Puglia, morì di un'infezione intestinale nel 1250.

Morto Federico, i papi si impegnarono affinché né Corrado né Manfredi, figli ed eredi di Federico, ereditassero le corone dell'Impero e della Sicilia, intavolando trattative con diverse casate europee perché sostituissero gli Hohenstaufen su entrambi i troni con sovrani a loro più favorevoli. Se da una parte la prematura morte di Corrado per malaria nel 1254 semplificò il lavoro dei pontefici, dall'altra Manfredi si rivelò per il papato un nemico valido quanto suo padre. Sebbene inizialmente, nel 1254, a seguito di una scomunica, avesse accettato di sottomettersi al pontefice e di riconoscere l'autorità papale sul Mezzogiorno, Manfredi approfittò del periodo di tregua per radunare un esercito con cui, a partire dal 1256, sconfisse ripetutamente le truppe pontificie stanziate in Puglia e Campania, riconquistando il potere sul Regno di Sicilia. La riscossa di Manfredi rivitalizzò in tutta Italia le forze ghibelline che assunsero il controllo di numerosissime città, Roma inclusa, costringendo il pontefice a lasciare la città.

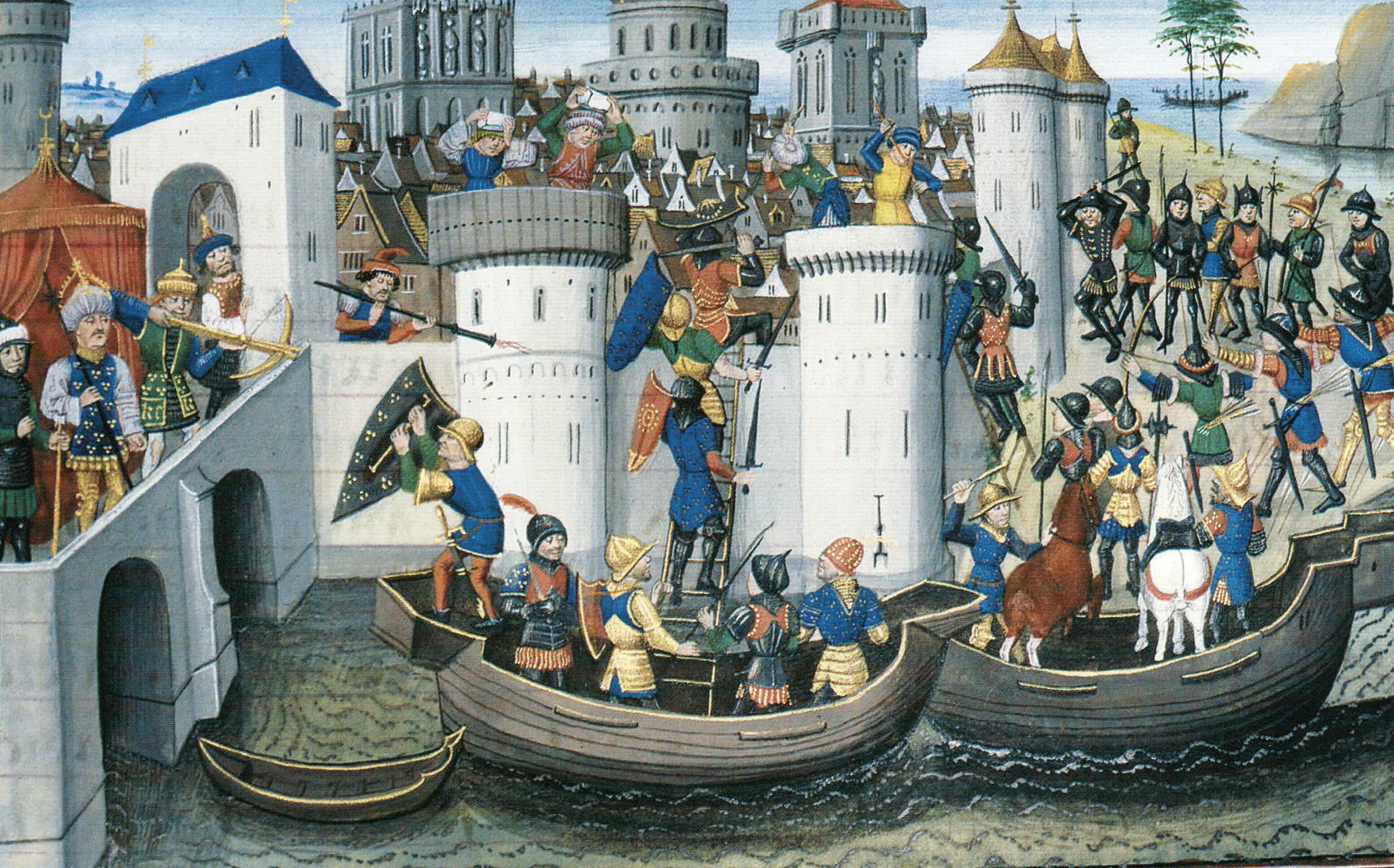
Il sacco di Costantinopoli in un'illustrazione del XIII secolo

Questo periodo vide anche un significativo incremento nell'utilizzo da parte dei papi dello strumento della crociata: nei settant'anni compresi tra il 1188 e il 1257 furono proclamate e combattute più crociate che in tutti gli altri secoli combinati. La parte principale di esse fu costituita da una serie di spedizioni di scarso successo (se si esclude la sesta crociata) in Medio Oriente teoricamente volte a strappare Gerusalemme al dominio musulmano, anche se molte di esse interessarono più il Nordafrica che l'area del Levante. Nessuna di esse riuscì nell'intento di ristabilire un dominio crociato stabile e duraturo sulla Terra Santa; al contrario, la disastrosa quarta crociata, terminata nel sacco di Costantinopoli del 1204, vanificò completamente un secolo di sforzi papali volti alla riconciliazione con la Chiesa d'Oriente.
Non tutte le crociate furono tuttavia dirette contro i musulmani. Con l'obiettivo di estendere l'area sottoposta all'autorità papale, furono proclamate anche diverse crociate mirate alla sottomissione e alla conversione dei popoli pagani lungo la costa baltica. Le conquiste crociate nel Baltico si spinsero talmente a est da raggiungere i territori di Novgorod e Pskov, contro le quali papa Gregorio IX indisse un'infruttuosa crociata nel 1238, con l'obiettivo di sottrarre le due repubbliche all'orbita ortodossa e portarle in quella cattolica. 

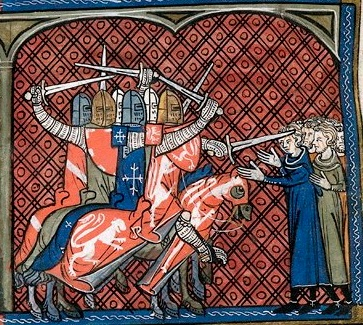
Massacro degli albigesi in una miniatura del XIV secolo

Ma una novità assoluta di quest'epoca fu l'utilizzo della crociata contro altri cristiani, con l'obiettivo di contrastare e sopprimere le eresie. Nei due secoli precedenti, infatti, numerosi movimenti di ispirazione pauperista e di credenze eterodosse si erano diffusi in Europa occidentale, come il valdismo e il catarismo; quest'ultimo movimento in particolare si era radicato in vaste aree dell'Occitania e aveva attirato numerosissimi proseliti e le simpatie di diversi signori locali. Per sradicare quest'eresia, nel 1208 papa Innocenzo III invocò un intervento armato da parte dei signori francesi che si tradusse in una campagna militare, nota come crociata albigese, che avrebbe insanguinato il Sud della Francia per i successivi venti anni, portando al quasi totale sterminio dei catari. Sebbene l'eresia in sé fu sconfitta, lo spirito pauperistico del movimento cataro riuscì a penetrare anche all'interno del mondo cattolico, fungendo da ispirazione per gli ordini mendicanti, che furono approvati da papa Onorio III proprio durante lo svolgimento della crociata come una risposta cattolica per contrastare l'ulteriore diffusione del catarismo. La crociata presentò anche un'occasione per i re di Francia di acquisire il pieno controllo dei territori occitani, che da secoli godevano di una sostanziale autonomia dalla corona; questo evento, unito alla drastica diminuzione del potere imperiale che seguì l'estinzione degli Hohenstaufen, aumentò enormemente l'influenza dei sovrani francesi, che divennero la nuova potenza con cui i papi dovettero confrontarsi negli anni a seguire. Un altro effetto della crociata albigese fu anche l'istituzionalizzazione e il potenziamento della Santa Inquisizione, alla quale fu affidato il compito di individuare e contrastare con maggior risolutezza le future eresie.
Sul piano della politica interna, i papi di questo periodo si dedicarono sin dal loro rientro a Roma al progressivo smantellamento delle magistrature comunali e della loro autonomia: diverse cariche furono dismesse e molte nomine divennero lentamente appannaggio esclusivo dei pontefici, mentre il numero e il potere dei senatori vennero man mano ridotti, fino all'introduzione del "senatore unico". L'indebolimento del comune portò tuttavia con sé un nuovo rafforzamento del potere delle famiglie baronali, ora riallineatesi nelle loro alleanze in uno schieramento guelfo (capeggiato dagli Orsini) e in uno ghibellino (capeggiato dai Colonna). La carica di senatore di Roma divenne un terreno di scontro dei baroni romani, e governi guelfi e filopapali si alternarono a governi ghibellini che resero la vita difficile ai pontefici durante i contrasti con Federico II. Agli scontri tra famiglie nobili si aggiunsero nel tempo diverse sommosse popolari volte a ristabilire i poteri del Senato e delle altre magistrature comunali e la loro autonomia dall'ingerenza di papi, baroni e imperatori, la maggiore delle quali fu la già citata rivolta del Savelli del 1234.
Con il ripiombare di Roma in uno stato di costante rivolta e guerra civile, i papi tornarono nuovamente ad allontanarsi da essa, non vedendola più come una sede sicura. Già papa Innocenzo III preferì trascorrere gli ultimi anni del suo pontificato a Perugia, mentre Gregorio IX fu costretto dai governi ghibellini a lasciare Roma e a risiedere a Viterbo e Perugia tra il 1227 e il 1230, e di nuovo dal 1234 al 1237; addirittura l'interferenza dei baroni ghibellini nel collegio dei cardinali impedì l'elezione di un nuovo papa dal 1241 al 1243 (i cardinali dovettero riunirsi ad Anagni per poter finalmente eleggere un papa), e Innocenzo IV dovette persino ripiegare in Francia dal 1245 al 1251 per sfuggire alle forze filoimperiali. Infine quando la fazione ghibellina e quella popolare si allearono sotto la figura di Brancaleone degli Andalò, riuscendo a sconfiggere le forze guelfe e a prendere definitivamente il potere su Roma, papa Alessandro IV, nel 1257, trasferì ufficialmente la sede papale e la Curia romana nella città di Viterbo, che già nei decenni precedenti si era rivelata per i pontefici un porto sicuro nei periodi di crisi.

#### Il trasferimento a Viterbo, lo scontro con Manfredi e l'ingerenza angioina (1257-1285)

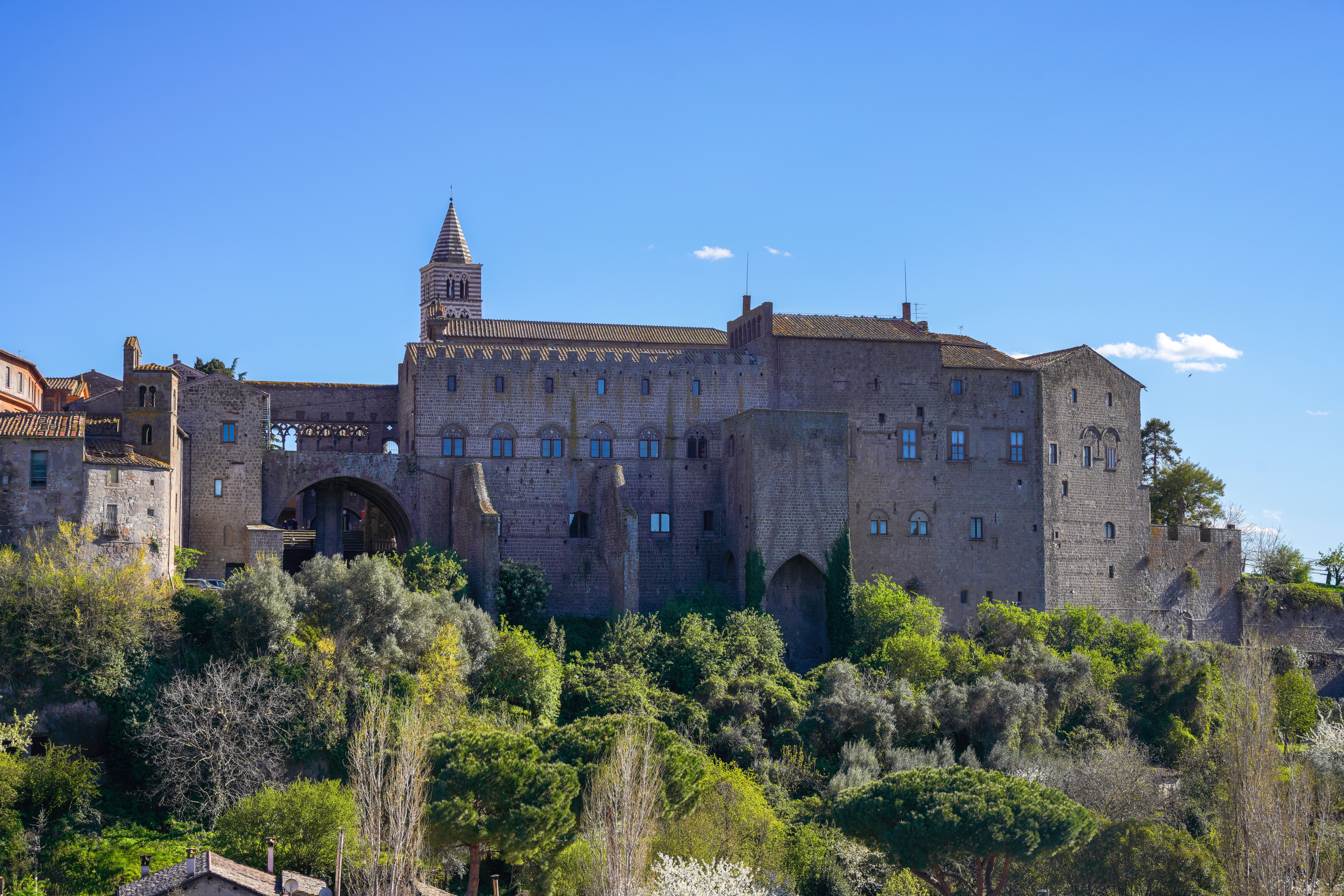
Il Palazzo dei Papi a Viterbo

Nel loro periodo viterbese, i papi fecero del palazzo vescovile della città la loro residenza ufficiale: l'edificio venne più volte restaurato e ampliato, trasformandosi nell'odierno Palazzo dei Papi. Tuttavia i pontefici non risiedettero mai esclusivamente a Viterbo, ma si spostarono anche in varie altre località nel corso dei loro pontificati, a seconda di quale luogo ritenessero più conveniente o sicuro per esercitare il proprio ufficio. In alcune rare occasioni nel corso dei loro spostamenti si trattennero anche nell'Urbe seppur sempre per brevi periodi; tuttavia la maggior parte dei papi di questo periodo non mise mai piede a Roma.
Con la fuga di Alessandro IV da Roma, Manfredi ebbe campo libero per estendere il suo potere: nel 1258 si proclamò re di Sicilia e l'anno seguente sposò Elena Ducas, che gli portò in dote i territori dell'Epiro; entro il 1260 la maggior parte d'Italia era controllata da forze ghibelline, molte delle quali faceva ora capo direttamente di Manfredi stesso. Intanto papa Urbano IV, successore di Alessandro IV, portò avanti numerose trattative con diversi nobili europei, promettendo la corona di Sicilia a chi tra essi avesse accettato di combattere Manfredi. Quando nel 1262 il pontefice rinnovò la scomunica a Manfredi e questi in risposta organizzò un infruttuoso tentativo di rapimento, Urbano incalzò Carlo d'Angiò, fratello di Luigi IX di Francia, che accettò la proposta del pontefice e discese in Italia con il suo esercito. Nel 1265 l'Angiò fu incoronato Carlo I di Sicilia e nel 1266 sconfisse e uccise Manfredi nella battaglia di Benevento. Due anni dopo, a seguito della battaglia di Tagliacozzo, Carlo fece catturare e decapitare il poco più che sedicenne Corradino, figlio di Corrado IV, ultimo erede diretto della dinastia staufica.

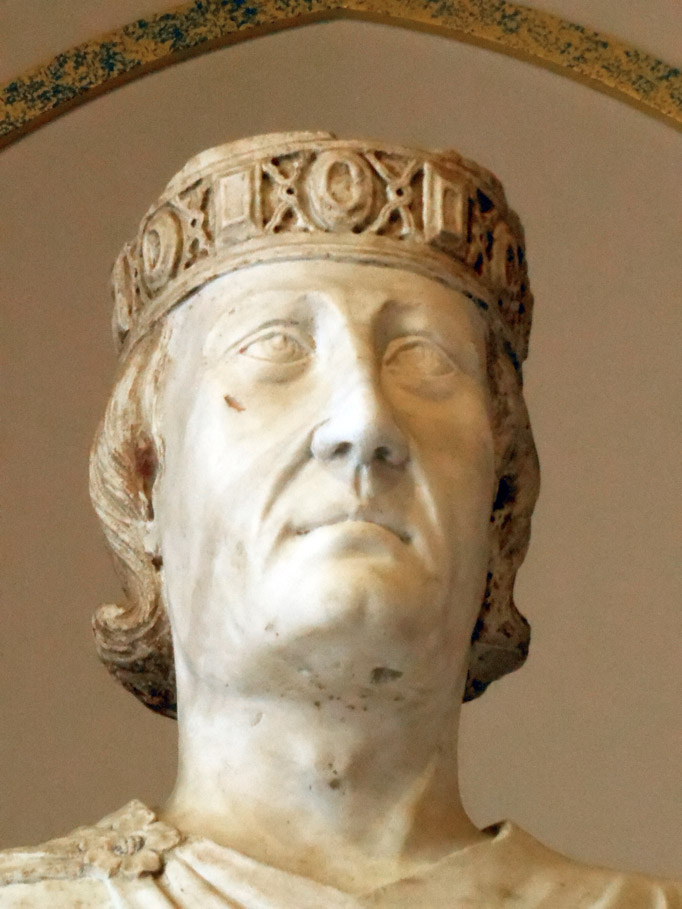
Statua di Carlo I d'Angiò realizzata da Arnolfo di Cambio

La morte di Manfredi lasciò allo sbando le forze ghibelline italiane, che in breve furono sostituite quasi ovunque dalle redivive fazioni guelfe, delle quali divenne simbolicamente capo Carlo stesso, già nominato senatore dei romani qualche anno prima dal nuovo governo capitolino. Con l'eliminazione della minaccia degli Staufer sembrava che il papa potesse avere finalmente campo libero per imporsi come unico potere su Italia ed Europa, ma proprio Carlo, che era stato scelto dal papa stesso per essere un sovrano più gestibile rispetto agli svevi, si rivelò tutt'altro che accondiscendente verso i pontefici: da subito non nascose il suo desiderio di espandere il suo dominio su tutta l'Italia, pretendendo di essere riconosciuto non solo come capo simbolico dei guelfi, ma anche come loro effettivo signore e sovrano, e, consapevole che i papi avrebbero potuto essere il maggiore ostacolo ai suoi piani di conquista, si impegnò affinché, dopo la morte di Clemente IV, il soglio pontificio restasse vacante per quasi tre anni, impedendo che il conclave raggiungesse la necessaria maggioranza per l'elezione grazie alla sua influenza sui cardinali francesi (il ruolo dei prelati di origine francese resterà un elemento centrale delle elezioni papali fino allo Scisma d'Occidente); durante la sede vacante Carlo condusse diverse campagne in tutta Italia nel tentativo di sottometterla.
Papa Gregorio X, eletto dopo la lunga sede vacante, si mostrò inizialmente accomodante nei confronti dell'Angiò, preferendo dedicarsi all'organizzazione del secondo concilio di Lione del 1274 e alla stesura della Ubi periculum, che istituì ufficialmente il conclave e ne stabilì le regole, mirate a evitare che una così prolungata sede vacante potesse più ripetersi. Durante il concilio lionese, tuttavia, Gregorio mise a segno il primo colpo in funzione antiangioina: l'imperatore bizantino Michele VIII Paleologo accettò di sottomettersi all'autorità papale e di riunire la Chiesa d'Oriente a quella d'Occidente (l'unione non fu mai però effettiva e fu rifiutata dalla maggioranza del clero e dei fedeli ortodossi), in cambio di un riconoscimento della sua sovranità sui territori bizantini, cosa che irritò molto Carlo I, che da anni stava cercando di ottenere il controllo di vari territori nei Balcani e persino di Costantinopoli stessa. Dopo il concilio, Gregorio X si adoperò anche per ripristinare, sempre in funzione antiangioina, la stabilità del trono imperiale germanico, favorendo l'ascesa della dinastia asburgica, e cercò di favorire un accordo di pace tra guelfi e ghibellini (quest'ultimo tentativo fu però frustrato da Carlo stesso).
Gli sforzi di Gregorio X furono però vanificati dalla sua prematura morte, e la serie di brevi pontificati che lo seguì non fece altro che concedere all'Angiò maggior libertà di movimento. L'unico pontefice che cercò nuovamente di contrastare il potere angioino fu Niccolò III Orsini, che tolse a Carlo il titolo di senatore di Roma, proibendo agli stranieri di ottenere ulteriori cariche nell'Urbe, e tentò di riorganizzare il sistema di alleanze tra gli Stati e i comuni italiani per limitare l'influenza angioina; ma di nuovo la sua prematura morte vanificò le sue azioni. Carlo I riuscì infatti, tramite la sua influenza, a far eleggere come papa successore Martino IV, cardinale francese e fedelissimo degli angioini, che annullò tutti i provvedimenti di Niccolò, restituendo il senatorato romano (e quindi il controllo di Roma) all'Angiò; Martino IV inoltre scomunicò Michele VIII Paleologo, annullando gli accordi presi a Lione e permettendo così a Carlo di riprendere le campagne nei Balcani, e, a seguito dei Vespri siciliani, cercò, con scarso successo, di evitare la secessione della Sicilia dal regno angioino scomunicando Pietro III d'Aragona e dichiarando che la sua corona sarebbe dovuta passare a Carlo di Valois; quest'ultima risoluzione non fu però mai messo in atto.
Alla morte di Martino IV, venne eletto papa Onorio IV, un altro fedelissimo di Carlo e membro della famiglia romana dei Savelli. Essendo ormai sia il papato sia l'Urbe saldamente nelle mani angioine, ed essendo il Savelli un nativo di Roma e, pertanto, ben visto dalla popolazione romana, non c'era più motivo di mantenere la sede papale nella città di Viterbo; nel maggio del 1285 Onorio IV fece ritorno con tutta la Curia a Roma, dove venne solennemente consacrato pontefice nella basilica di San Pietro.

#### Il secondo rientro a Roma e lo scontro con Filippo il Bello (1285-1309)

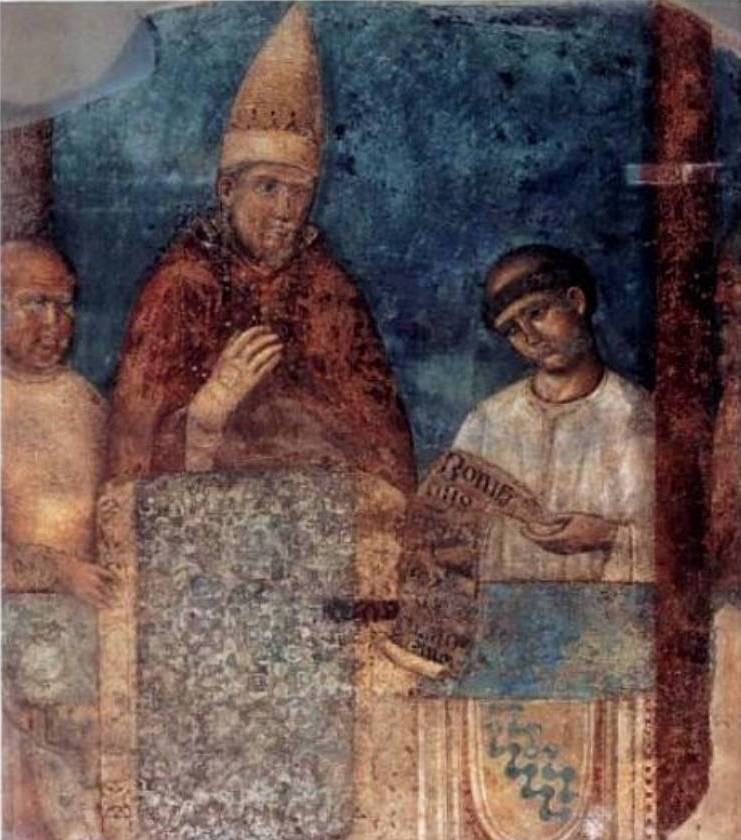
Bonifacio VIII proclama il primo Giubileo in un affresco di Giotto

Con la morte di Carlo I d'Angiò agli inizi del 1285, il papato riguadagnò parte della propria indipendenza, pur mantenendo sempre una certa deferenza verso il nuovo sovrano angioino, Carlo II di Napoli, e soprattutto verso il suo maggiore alleato, il nuovo monarca francese Filippo IV il Bello. Sebbene avessero riottenuto libero accesso a Roma, anche i papi di quest'ultima fase del papato errante preferirono tenere la sede pontificia al di fuori dell'Urbe, ritenuta ancora poco sicura per via degli scontri tra famiglie baronali. Niccolò IV trasferì la corte papale a Rieti, posizione che gli permetteva anche un maggiore controllo sui territori pontifici nell'Appennino; Celestino V trascorse il suo breve pontificato a Napoli, sotto la protezione angioina; Bonifacio VIII riportò la sede a Roma e poi a Rieti ma trascorse la maggior parte del suo regno nella sua città natale di Anagni; Benedetto XI concluse a Perugia i suoi otto mesi di pontificato.
A Onorio IV successe, dopo un lungo interregno, Niccolò IV, primo papa francescano, che incentrò il proprio pontificato sul tentativo di riappacificazione tra i vari Stati cristiani d'Europa, in prospettiva di una nuova crociata di tutta la cristianità unita verso la Terra Santa; il suo sogno di una nuova crociata tuttavia non si concretizzò mai e i suoi appelli all'unità fra cristiani rimasero per lo più inascoltati. La sua politica di riappacificazione ebbe risvolti anche nell'amministrazione dello Stato Pontificio: nonostante i maggiori sostenitori del papa nel secolo precedente fossero stati gli Orsini, Niccolò preferì affidare l'amministrazione di Roma principalmente alla famiglia Colonna, nonostante il loro passato da irriducibili ghibellini.

Alla morte di Niccolò seguì un'altra prolungata sede vacante, al termine della quale nel 1294 venne eletto papa, col nome di Celestino V, l'eremita Pietro da Morrone, uomo rinomato in tutta Europa per la sua pietà e devozione, ma totalmente digiuno di diritto canonico e di burocrazia amministrativa. Trasferita la Curia a Napoli su consiglio di Carlo II d'Angiò, Celestino divenne poco più di un burattino nelle sue mani e si rese presto conto di non essere in grado di svolgere il ruolo di pontefice e di voler tornare alla sua vita monastica. Così, pochi mesi dopo la sua elezione, Celestino, probabilmente sotto consiglio del cardinale Benedetto Caetani, rinunciò ufficialmente all'ufficio pontificale. Nel conclave che seguì, lo stesso Caetani venne eletto papa col nome di Bonifacio VIII. Uno dei primi atti da pontefice di Bonifacio fu l'annullamento di tutti i provvedimenti presi da Celestino sotto l'influenza angioina e la messa in stato di arresto dell'ex papa: il Caetani, la cui elezione non era stata ben vista dai cardinali francesi, temeva infatti che l'Angiò e le altre forze legate agli ambienti d'oltralpe potessero cooptare Celestino come antipapa; l'anziano Pietro da Morrone morì pochi mesi dopo in prigionia. 

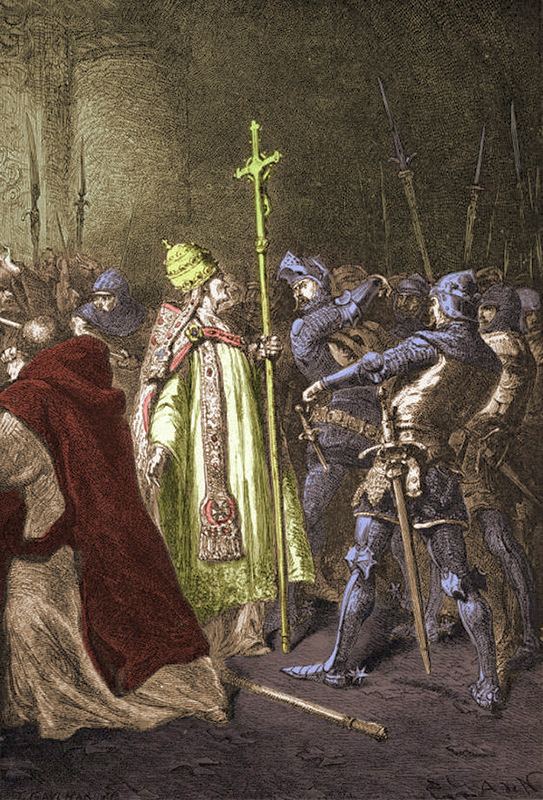
Lo "schiaffo di Anagni", evento culminante del tentativo di arresto di Bonifacio VIII

Il pontificato di Bonifacio fu interamente caratterizzato dal suo tentativo, ormai anacronistico, di riaffermare l'universalità del potere papale e la sua superiorità su tutte le monarchie d'Europa, ora che il potere universale imperiale era definitivamente tramontato: a questo scopo promulgò la bolla Clericis laicos, nella quale proibiva a qualsiasi autorità temporale laica di tassare gli ecclesiastici o i beni della Chiesa, pena la scomunica; questo provvedimento fece entrare il pontefice in contrasto con il re di Francia Filippo il Bello, che stava portando avanti una politica di forte accentramento di tutte le istituzioni del regno (Chiesa compresa). In risposta, Filippo promulgò una serie di editti che proibivano l'esportazione di denaro dalla Francia, impedendo così al papa di raccogliere le rendite ecclesiastiche francesi pur senza violare le condizioni della bolla papale. Bonifacio preferì allora fare un passo indietro e concedere al re il permesso di tassare gli ecclesiastici; questo cedimento del papa di fronte alla ferma opposizione del re di Francia trovava la sua causa nella necessità di mantenerselo amico mentre la sua autorità papale si stava indebolendo all'interno degli ambienti romani: i Colonna infatti, storici nemici dei Caetani, non avevano ben accolto l'elezione di Bonifacio e anzi si erano fatti capi di un movimento che sosteneva l'illegittimità della sua elezione, al quale aderirono anche diversi ecclesiastici che mal sopportavano il dispotismo del Caetani. La risposta del pontefice fu inesorabile: i Colonna vennero scomunicati, privati di tutti i loro beni e infine costretti a riparare in Francia mentre Palestrina, loro roccaforte principale, veniva completamente rasa al suolo.
Sebbene negli anni seguenti Bonifacio cercò di mantenere buoni rapporti con i francesi e i loro alleati (per esempio, parteggiò per gli angioini durante i negoziati della pace di Caltabellotta e delegò a Carlo di Valois la gestione degli affari pontifici in Toscana), le tensioni con Filippo IV sarebbero riesplose a breve: a seguito dell'appropriazione da parte della nobiltà francese di alcune proprietà ecclesiastiche e dell'arresto di un vescovo a lui fedele, il pontefice tolse al re i diritti di tassazione concessigli in precedenza e ribadì la suprema autorità papale, minacciando di scomunica chiunque gli si fosse opposto. Il Bello questa volta non cercò mediazioni, e anzi, approfittando della presenza dei Colonna presso la propria corte, imbastì, col pieno supporto del clero francese, un processo per destituire il papa con l'accusa di simonia, di eresia e di immoralità. Venne organizzata una spedizione, guidata da Guglielmo di Nogaret e da Sciarra Colonna, per arrestare il pontefice (che nel frattempo aveva scomunicato il re) e condurlo in Francia per essere processato; nel settembre del 1303 i due condottieri riuscirono a entrare ad Anagni e ad arrestare il papa nella sua residenza (episodio noto come "schiaffo di Anagni") ma furono costretti dalla popolazione locale a fuggire dopo alcuni giorni. Bonifacio, tuttavia, morì alcune settimane più tardi, forse proprio a causa del trattamento ricevuto durante l'arresto.
Il successore di Bonifacio, Benedetto XI, cercò di ricucire gli strappi del suo predecessore, liberando dalla scomunica Filippo il Bello e i membri della famiglia Colonna, ai quali fu permesso di rientrare in Italia; tuttavia non restituì a questi ultimi i beni che gli erano stati confiscati. Questa sua decisione riuscì a scontentare sia i Colonna (che volevano la restituzione di quanto avevano perso) sia i sostenitori del precedente papa (che non volevano fosse permesso ai Colonna di tornare a Roma); in breve tempo Roma ripiombò in una guerra tra famiglie e il papa fu costretto a riparare a Perugia, dove morì.
Dopo quasi un anno di sede vacante, fu scelto come nuovo papa Clemente V, un arcivescovo francese, il quale preferì non recarsi a Roma, ormai in piena guerra civile, stabilendo invece la propria sede, probabilmente su istigazione di Filippo IV, nel Contado Venassino, un feudo papale circondato da territori francesi, dando così inizio all'epoca del papato avignonese.

#### Elenco dei papi del papato errante
Trentatré papi regnarono durante il periodo di instabilità politica di Roma:
- Onorio II (1124-1130)
- Innocenzo II (1130-1143)
- Celestino II (1143-1144)
- Lucio II (1144-1145)
- Eugenio III (1145-1153)
- Anastasio IV (1153-1154)
- Adriano IV (1154-1159)
- Alessandro III (1159-1181)
- Lucio III (1181-1185)
- Urbano III (1185-1187)
- Gregorio VIII (1187)

- Clemente III (1187-1191)
- Celestino III (1191-1198)
- Innocenzo III (1198-1216)
- Onorio III (1216-1227)
- Gregorio IX (1227-1241)
- Celestino IV (1241)
- Innocenzo IV (1243-1254)
- Alessandro IV (1254-1261)
- Urbano IV (1261-1264)
- Clemente IV (1265-1268)
- Gregorio X (1271-1276)

- Innocenzo V (1276)
- Adriano V (1276)
- Giovanni XXI (1276-1277)
- Niccolò III (1277-1280)
- Martino IV (1281-1285)
- Onorio IV (1285-1287)
- Niccolò IV (1288-1292)
- Celestino V (1294)
- Bonifacio VIII (1294-1303)
- Benedetto XI (1303-1304)
- Clemente V (1305-1314)

### Sotto la protezione del re di Francia: il papato avignonese (1309-1377)

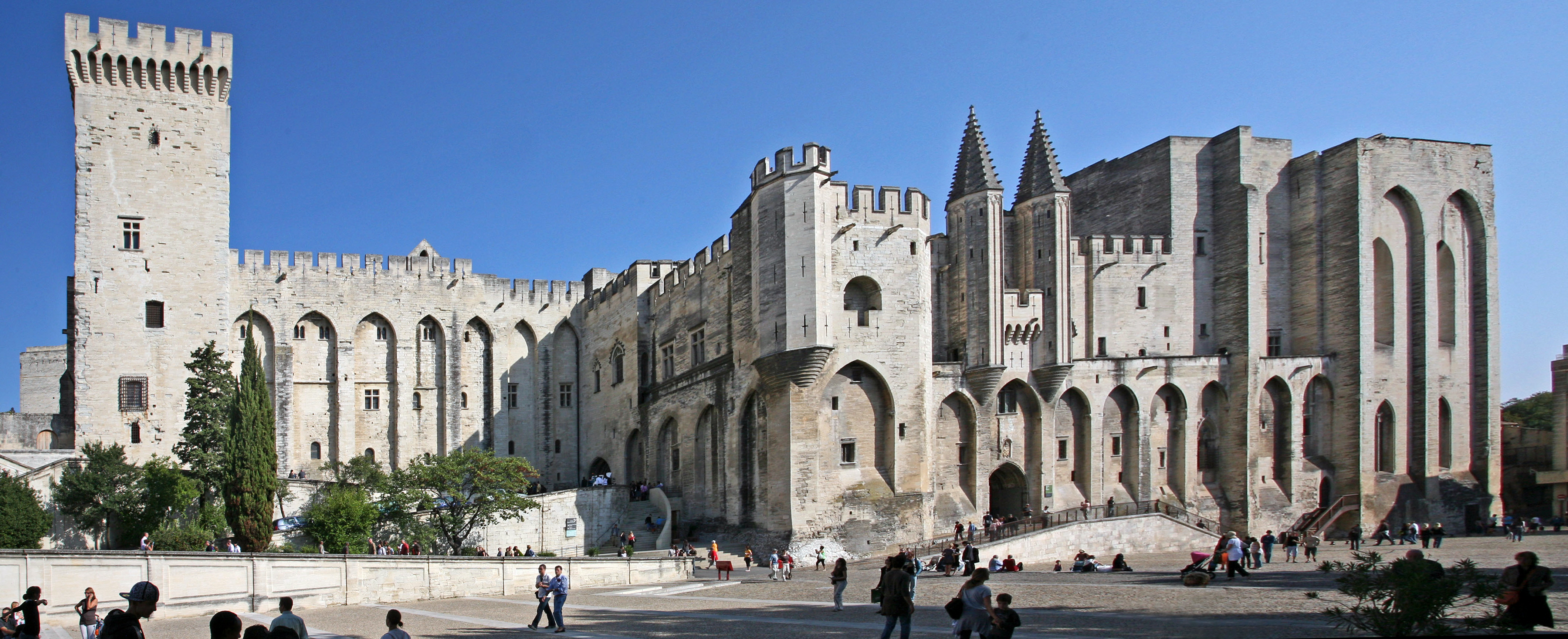
Il Palazzo dei Papi ad Avignone

Durante questo periodo, definito anche "cattività avignonese", sette papi, tutti francesi, risiedettero ad Avignone a partire dal 1309. I motivi che spinsero i papi al trasferire e mantenere la corte papale ad Avignone furono principalmente due: il desiderio di restare a stretto contatto con il clero e il re di Francia, che da tempo manifestavano mire autonomistiche per la chiesa francese, e la necessità di allontanarsi in modo più netto dall'ambiente romano ormai in uno stato di costante guerra intestina. Specialmente da questo ultimo punto di vista, il papato avignonese può essere considerato una naturale continuazione del papato errante che aveva caratterizzato i due secoli precedenti. Se da una parte la cattività avignonese fu nociva per il prestigio del papato, dall'altra permise ai papi di riorganizzare in tranquillità l'amministrazione ecclesiastica e rafforzare gli apparati statali pontifici. Nel 1378 Gregorio XI riportò la sede papale a Roma e lì morì.

#### Elenco dei papi del papato avignonese
Sette papi regnarono durante il papato avignonese:
- Clemente V (1305-1314)
- Giovanni XXII (1316-1334)
- Benedetto XII (1334-1342)
- Clemente VI (1342-1352)
- Innocenzo VI (1352-1362)
- Urbano V (1362-1370)
- Gregorio XI (1370-1378)

### Lo scisma d'Occidente (1378-1417)

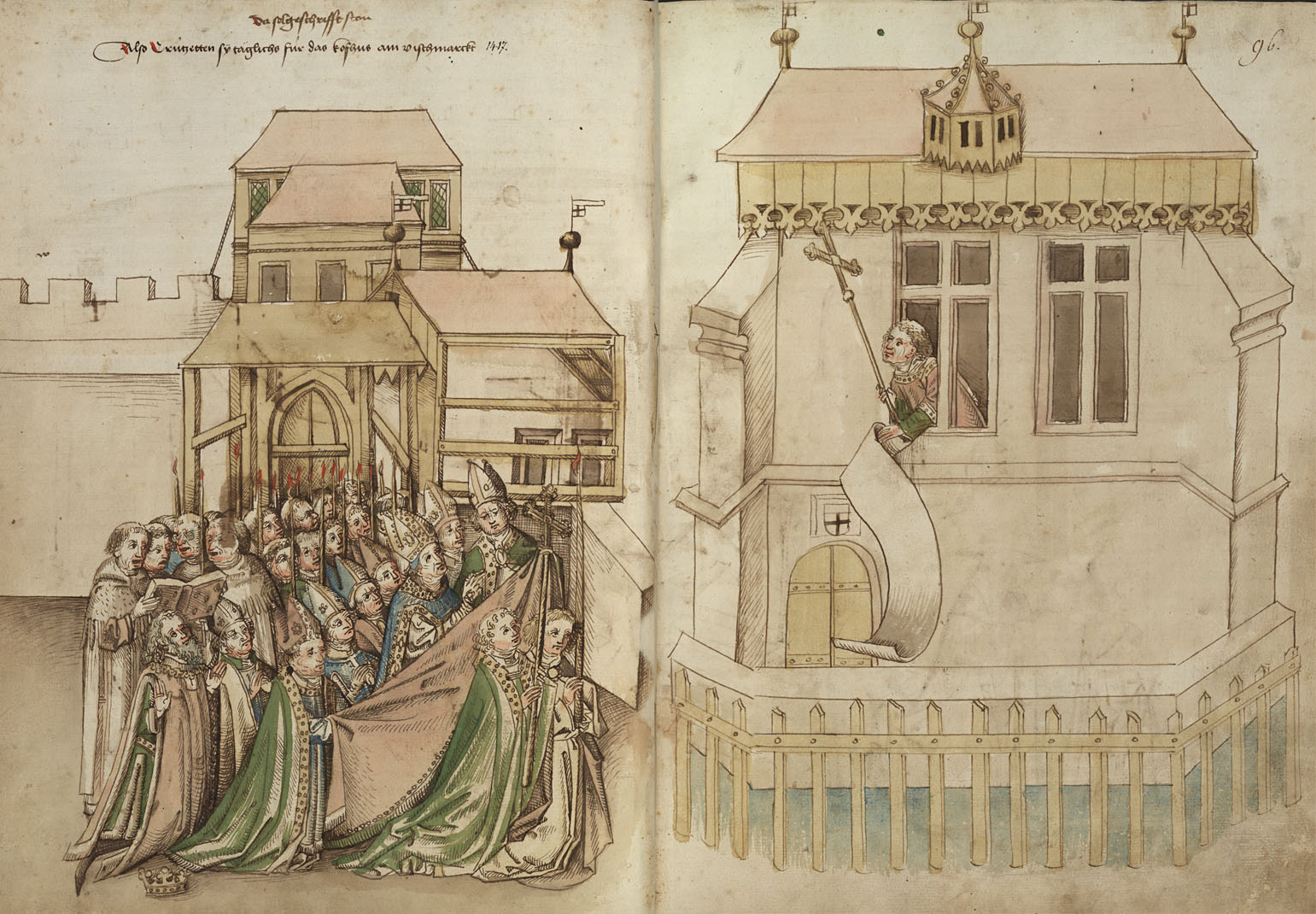
Proclamazione dell'elezione di Martino V in un'illustrazione di Ulrich da Richental

Dopo la contestata elezione di papa Urbano VI, nel 1378, i cardinali francesi ne rifiutarono il risultato e si ritirarono in un proprio conclave, dove elessero uno di loro, Roberto di Ginevra, che prese il nome di Clemente VII, il quale riportò la sede papale ad Avignone. Questo fu l'inizio di un periodo di difficoltà, protrattosi fino al 1418, che gli studiosi cattolici definiscono "scisma d'Occidente" (in contrapposizione allo scisma d'Oriente del 1054) o "grande controversia degli antipapi" (chiamato anche "il secondo grande scisma" da alcuni storici laici e protestanti), nel quale i vari partiti all'interno della Chiesa cattolica si divisero sulla base della loro fedeltà all'uno o all'altro dei pretendenti alla carica pontificia. Un concilio riunitosi a Pisa nel 1409 cercò di risolvere la situazione dichiarando sia il papa romano sia quello avignonese decaduti ed eleggendo al loro posto Alessandro V. Ma l'unico risultato fu un ulteriore aggravamento dello scisma (ora costituito non da due ma da addirittura tre pretendenti), dato che la legittimità del concilio e delle sue decisioni fu messa in dubbio sia dai due papi deposti sia da diversi sovrani europei.
Un altro concilio fu convocato nel 1414 a Costanza. Nel marzo 1415, l'antipapa pisano, Giovanni XXIII, fuggì da Costanza travestito, ma fu arrestato, ricondotto indietro e deposto a maggio. Il papa romano, Gregorio XII, abdicò volontariamente a luglio. Il papa avignonese, Benedetto XIII, che si era rifiutato di partecipare al concilio, fu deposto in contumacia.
Il concilio di Costanza, dopo aver finalmente sgombrato il campo da papi e antipapi, elesse papa Martino V nel novembre del 1417, decisione che fu poi ratificata da tutti i cardinali alla chiusura del concilio, nel 1418, ponendo fine allo scisma.

#### Elenco dei papi dello scisma d'Occidente
Quattro papi regnarono durante lo scisma d'Occidente:
- Urbano VI (1378-1389)
- Bonifacio IX (1389-1404)
- Innocenzo VII (1404-1406)
- Gregorio XII (1406-1415)

## Età moderna (1417-1789)

### Il papato rinascimentale e la riforma protestante (1417–1565)

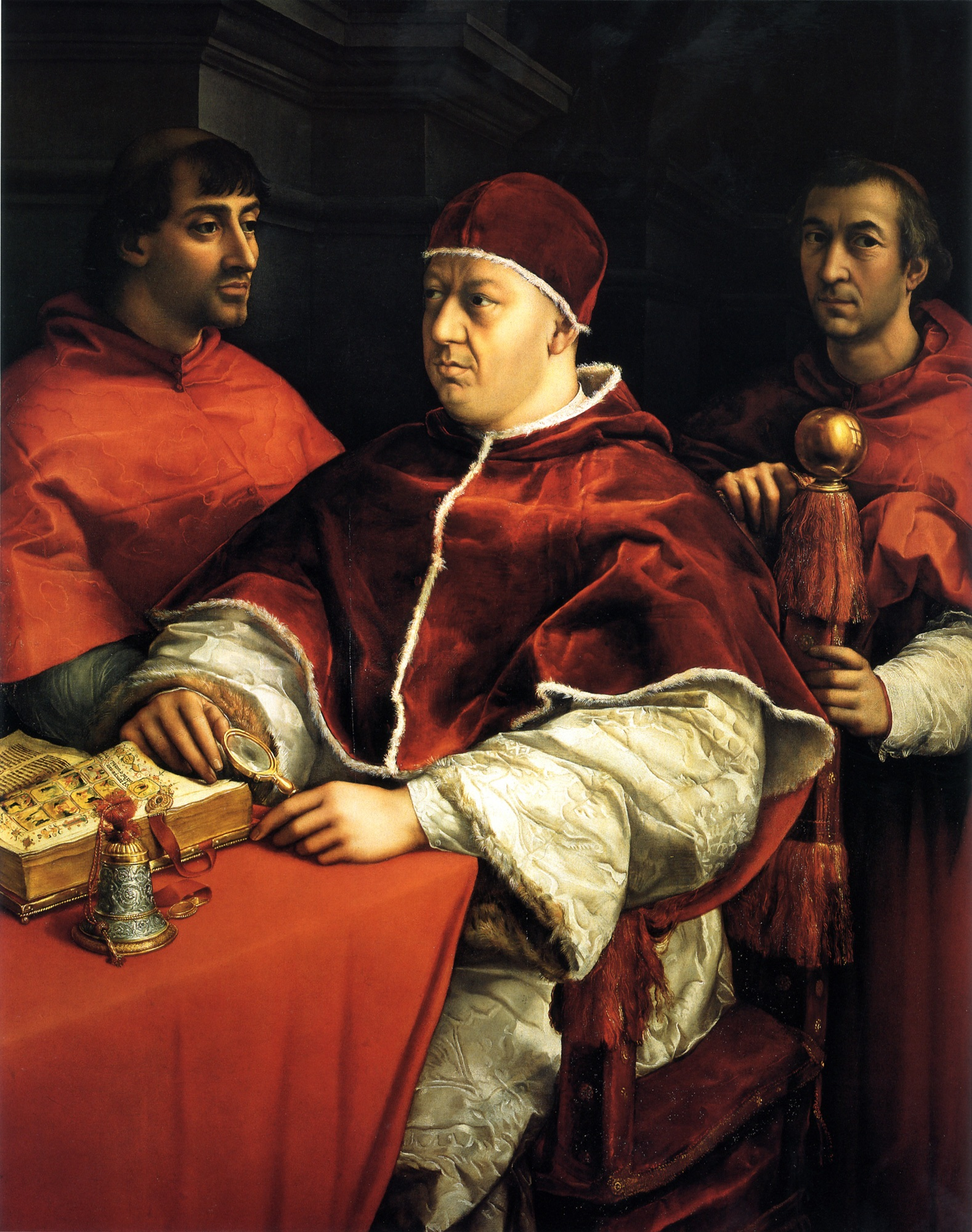
Papa Leone X con i cugini Giulio de' Medici (a sinistra, il futuro papa Clemente VII) e Luigi de' Rossi (a destra) che nominò cardinali nipoti

Dall'elezione di papa Martino V durante il concilio di Costanza nel 1417 alla Riforma nel XVI secolo, il cristianesimo occidentale attraversò una fase sostanzialmente libera da scismi e da rilevanti pretendenti papali rivali. Ci furono molte e notevoli spaccature su quale dovesse essere la direzione della Chiesa e della religione, ma queste furono risolte attraverso le ormai consolidate procedure del conclave papale.
A differenza degli altri sovrani europei, la carica papale non era ereditaria, cosa che spinse molti papi a promuovere gli interessi della propria famiglia tramite il nepotismo. Secondo Duffy, "l'inevitabile esito di tutto ciò fu la creazione di una ricca classe cardinalizia, con forti legami dinastici". Il collegio era dominato da cardinali nipoti (parenti dei papi che li hanno elevati), cardinali della corona (rappresentanti delle monarchie cattoliche d'Europa) e membri delle più potenti famiglie italiane. I facoltosi papi e cardinali patrocinarono in modo crescente l'arte e l'architettura del Rinascimento, rinnovando completamente il volto e l'impianto urbano di Roma.
Durante questo periodo, lo Stato Pontificio iniziò ad assomigliare a un moderno Stato nazionale e il papato assunse un ruolo sempre più attivo nelle guerre e nella diplomazia d'Europa. Papa Giulio II divenne noto come "il papa guerriero" per il suo frequente uso delle armi per accrescere il territorio e le proprietà del papato. I papi di questo periodo usarono l'esercito pontificio non solo per arricchire sé stessi e le loro famiglie, ma anche per recuperare e accrescere i territori e le proprietà a lungo rivendicati dall'istituzione papale. Sebbene prima dello scisma d'Occidente il papato avesse ricavato gran parte delle sue entrate dal "vigoroso esercizio del suo ufficio spirituale", durante questo periodo i papi furono finanziariamente dipendenti dalle entrate dello stesso Stato Pontificio. A causa dei loro ambiziosi progetti temporali, che fossero di natura militare o artistica, i papi rinascimentali dovettero ampliare la portata delle loro fonti di reddito, ricorrendo alla vendita di indulgenze e di cariche burocratiche ed ecclesiastiche. Le campagne diplomatiche e militari di papa Clemente VII portarono al sacco di Roma del 1527.
I papi vennero frequentemente interpellati come arbitri di controversie tra potenze coloniali più che per risolvere complicate controversie teologiche. La scoperta di Colombo nel 1492 turbò le già instabili relazioni tra i regni di Portogallo e Castiglia, la cui lotta per il possesso di territori coloniali lungo la costa africana era stata regolata per molti anni dalle bolle papali del 1455, 1456 e 1479. Alessandro VI rispose con tre bolle, datate 3 e 4 maggio, molto favorevoli alla Castiglia; la terza Inter caetera (1493) concesse alla Spagna il diritto esclusivo di colonizzare gran parte del Nuovo Mondo.
Secondo Eamon Duffy, "Il papato rinascimentale richiama uno spettacolo hollywoodiano, tutto decadenza e trascinamento. I contemporanei vedevano la Roma rinascimentale come noi oggi vediamo la Washington di Nixon, una città di puttane a libro paga e di corruzione politica, dove tutto e tutti avevano un prezzo, dove non ci si poteva fidare di niente e di nessuno. I papi stessi sembravano aprire la strada a tutto ciò." Esempio emblematico di quel periodo, si dice che papa Leone X abbia notoriamente affermato: "Poiché Dio ci ha dato il papato, godiamocelo". Molti dei papi del Rinascimento ebbero amanti e figli, furono coinvolti in intrighi e persino omicidi. Alessandro VI ebbe quattro figli riconosciuti (Cesare, Lucrezia, Gioffre e Giovanni) prima di diventare Papa.
La diffusa corruzione degli ambienti romani, le spese folli di pontefici e cardinali e l'abuso di pratiche religiose come la vendita delle indulgenze danneggiarono gravemente la reputazione del papato, generando un diffuso malcontento in molti ambienti cattolici d'Europa, e furono tra le principali cause che spinsero Lutero e altri prelati e teologi a dare inizio alla riforma protestante, alla quale i papi di questo periodo non seppero far fronte in maniera adeguata. Passarono quasi trent'anni prima che papa Paolo III si decidesse a convocare il concilio di Trento con l'obiettivo di organizzare un'adeguata risposta cattolica al dilagare del protestantesimo, ma ormai l'Europa era già lacerata da profonde divisioni e da guerre di religione che resero lo scisma sostanzialmente impossibile da sanare.

#### Elenco dei papi del papato rinascimentale

La costruzione della nuova basilica di San Pietro fu avviata da papa Giulio II nel 1506, finanziata in buona parte dal denaro ricavato dalla vendita delle indulgenze

Diciannove papi regnarono durante il papato rinascimentale:
- Martino V (1417–1431)
- Eugenio IV (1431-1447)
- Niccolò V (1447-1455)
- Callisto III (1455–1458)
- Pio II (1458-1464)
- Paolo II (1464–1471)
- Sisto IV (1471–1484)
- Innocenzo VIII (1484-1492)
- Alessandro VI (1492–1503)
- Pio III (1503)

- Giulio II (1503-1513)
- Leone X (1513–1521)
- Adriano VI (1522-1523)
- Clemente VII (1523–1534)
- Paolo III (1534-1549)
- Giulio III (1550-1555)
- Marcello II (1555-1555)
- Paolo IV (1555-1559)
- Pio IV (1559-1565)

### La controriforma e il papato barocco (1566-1700)

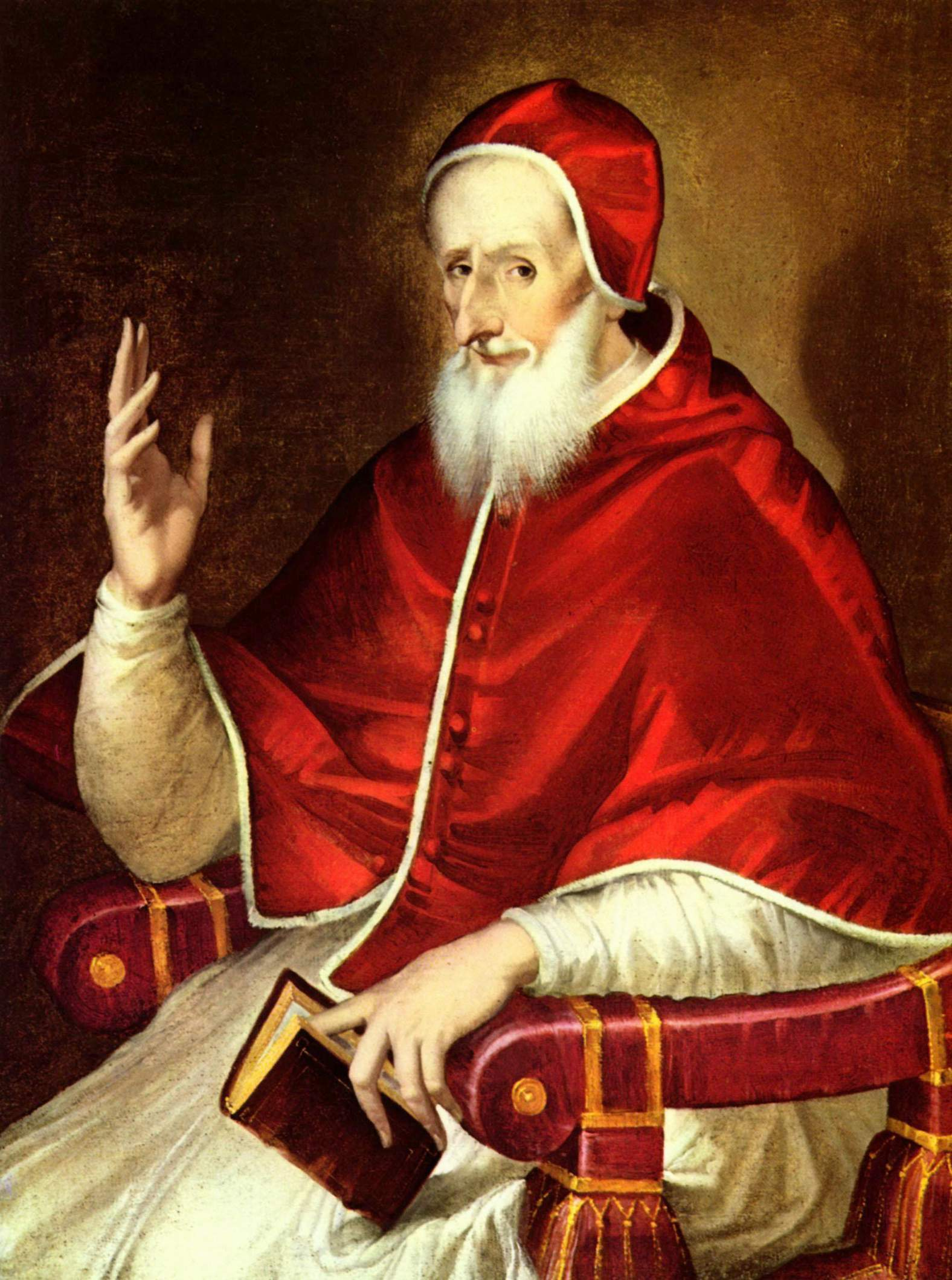
Pio V fu uno dei più energici e attivi pontefici dell'immediato periodo post-tridentino, incarnandone appieno lo spirito di riaffermazione del prestigio romano

Il concilio tridentino produsse una serie di riforme, spesso radicali, volte a contrastare la diffusione delle idee protestanti in Europa: ebbe così inizio il movimento noto come "controriforma", a volte chiamato anche "riforma cattolica" per sottolineare il fatto che non si trattò semplicemente di un movimento reazionario contro il protestantesimo, ma anche di un processo di profonda riorganizzazione strutturale e dottrinale all'interno del cattolicesimo stesso, che caratterizzò il papato barocco per tutta la sua durata.
Una delle conseguenze di queste drastiche riforme, fu un'accentuazione del clima di intolleranza che si poteva già percepire all'indomani della riforma luterana. Dagli anni sessanta del XVI secolo, infatti, l'Europa sprofondò in una serie di guerre di religione tra protestanti e cattolici che destabilizzarono profondamente gli equilibri interni degli Stati, accentuando il ruolo politico e religioso del campione della Controriforma, il cattolicissimo sovrano di Spagna Filippo II.
Elemento caratteristico della cultura religiosa post-tridentina fu l'affermazione definitiva dell'assolutismo papale e la morte del conciliarismo. I pontefici della seconda metà del XVI secolo si impegnarono, infatti, a sottolineare il decreto conciliare tridentino che ribadiva il carattere divino della sede episcopale romana, limitando così fortemente eventuali spinte autonomiste delle sedi episcopali cattoliche suffraganee. Grazie anche alla trattatistica del teologo gesuita (e poi cardinale) Roberto Bellarmino, si giunse a un'esaltazione personale del Romano Pontefice quale Vicarius Dei e cuore della Chiesa stessa.
Il clou del periodo in cui si consolidò questa dimensione curiale, accentratrice e assolutista si può tratteggiare nel periodo compreso tra il pontificato di Paolo III e quello di Gregorio XV, durante il quale pontefici autoritari e assolutisti quali Pio V e Sisto V incarnarono lo spirito di rinnovamento diffusosi nella coscienza cattolica post-tridentina. Dal pontificato di Urbano VIII in poi, si assistette alla fine del sogno di restaurazione cattolica dell'Europa (con la fine della guerra dei trent'anni e la pace di Vestfalia del 1648) e all'assestamento della mentalità controriformista e delle strutture curiali romane, fino alla comparsa dell'Illuminismo che fu il primo, serio movimento culturale capace di mettere in crisi l'impianto socio-religioso uscito fuori da Trento.
Ormai consapevoli di aver perso qualsiasi influenza politica, i papi di fine Seicento si dedicarono a rafforzare la figura papale nel suo ruolo di guida morale e spirituale e di difensore intransigente della dottrina cattolica. Il pontefice che espresse maggiormente questa nuova posizione fu Innocenzo XI, il quale intendeva rilanciare il Papato nella sua missione pastorale, avviando una selezione più rigida per scegliere i candidati curiali e cercando di estirpare alcune ignobili piaghe della Curia, quali la vita principesca che i cardinali conducevano e il nepotismo. Altra sfida che sorse durante il suo pontificato fu quella della questione gallicana: Innocenzo, tra il 1680 e il 1684, dovette fronteggiare il tentativo da parte di re Luigi XIV di Francia di assoggettare la Chiesa di Francia alla monarchia. La diatriba toccò il culmine il 13 marzo 1682 con la promulgazione della Declaratio cleri gallicani, in cui si limitava il potere papale, riconoscendone però un primato spirituale.

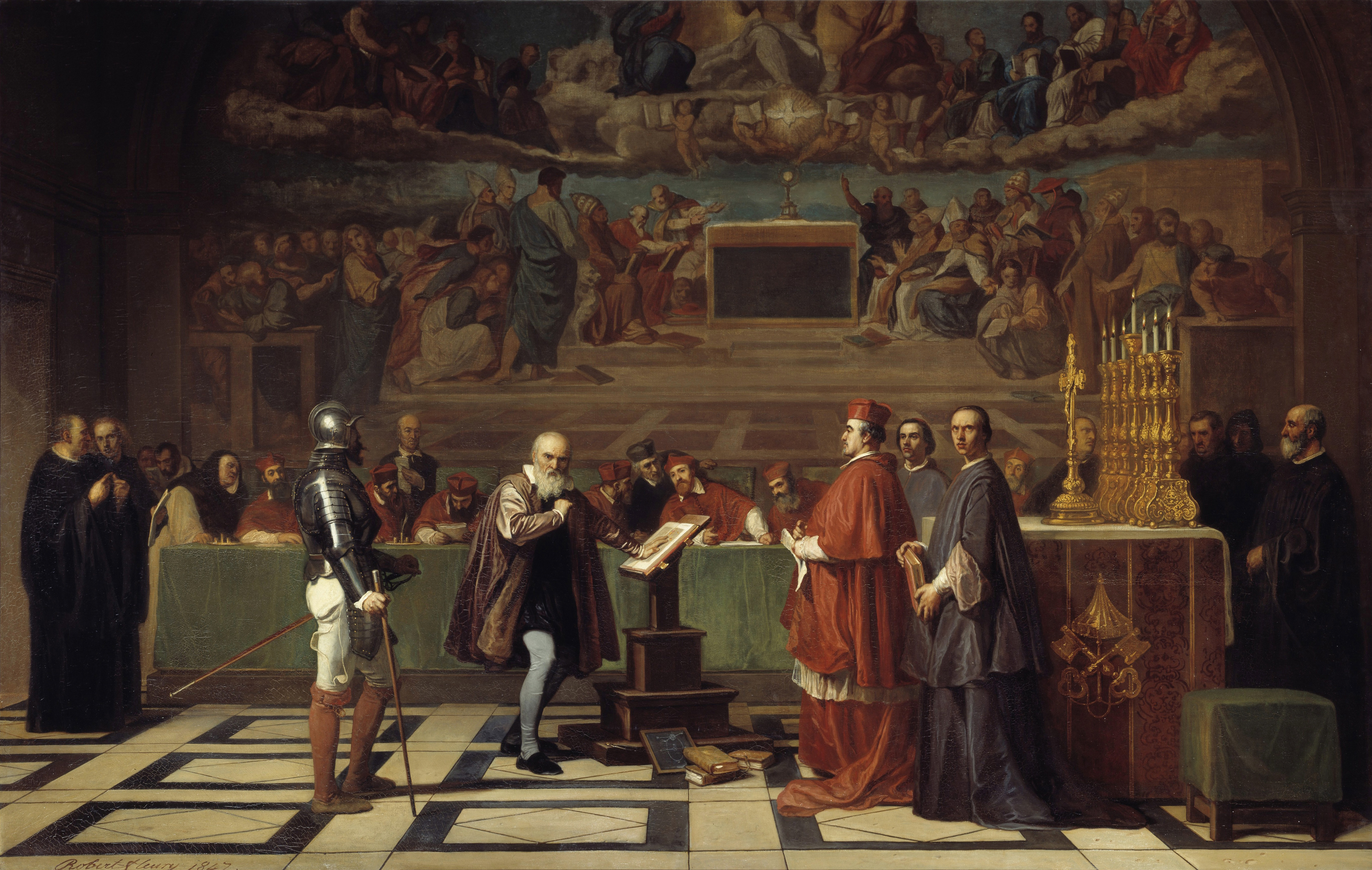
Galileo Galilei fu processato e condannato dall'Inquisizione per via delle sue tesi eliocentriche

Protagonista centrale del periodo della controriforma fu anche la Compagnia di Gesù, ordine fondato da Ignazio di Loyola nel 1534. I sacerdoti gesuiti divennero uno strumento fondamentale del papato per dare nuova forza al cattolicesimo in tutte le nazioni europee e non solo: essi aprirono numerose scuole per insegnare il Catechismo della Chiesa cattolica, vigilarono sull'ortodossia dei sovrani cattolici e delle pratiche religiose popolari, diedero nuovo impeto allo spirito missionario cattolico. L'opera ti tipo persuasivo dei gesuiti venne spesso affiancata da quella molto più coercitiva della nuova Santa Inquisizione, radicalmente riformata e potenziata dopo il concilio, cui fu affidato il compito di stroncare sul nascere ogni possibile nuovo movimento eretico, scismatico o critico verso l'autorità ecclesiastica: numerose furono le figure illustri processate dalla macchina inquisitoria di quest'epoca, tra le quali Giordano Bruno, Tommaso Campanella e Galileo Galilei.
Parallelamente all'opera di riforma dottrinale, i pontefici favorirono lo sviluppo di un nuovo linguaggio artistico atto a rappresentare il nuovo corso della Chiesa: questo movimento artistico-culturale prese il nome di Barocco. In esso la Chiesa cattolica, dopo aver abdicato al sapere mondano in seguito al Concilio di Trento, operò un'epurazione di tutte le tematiche pagane tipiche del Rinascimento per dare il via a un umanesimo cristiano che trovava i suoi centri propulsori nei collegi gesuiti. Ci fu anche un nuovo impulso al patrocinio delle scienze e delle arti, seppur mirato a un'innovazione del sapere in chiave cristiana: la Chiesa incoraggiò lo sviluppo scientifico (purché fosse in linea con le scritture), favorì l'arte ad maiorem gloriam Dei (Palestrina nella musica; Bernini e Borromini nelle arti figurative e architettoniche), esaltò la poesia in funzione moralizzatrice (il circolo classicista di papa Urbano VIII).

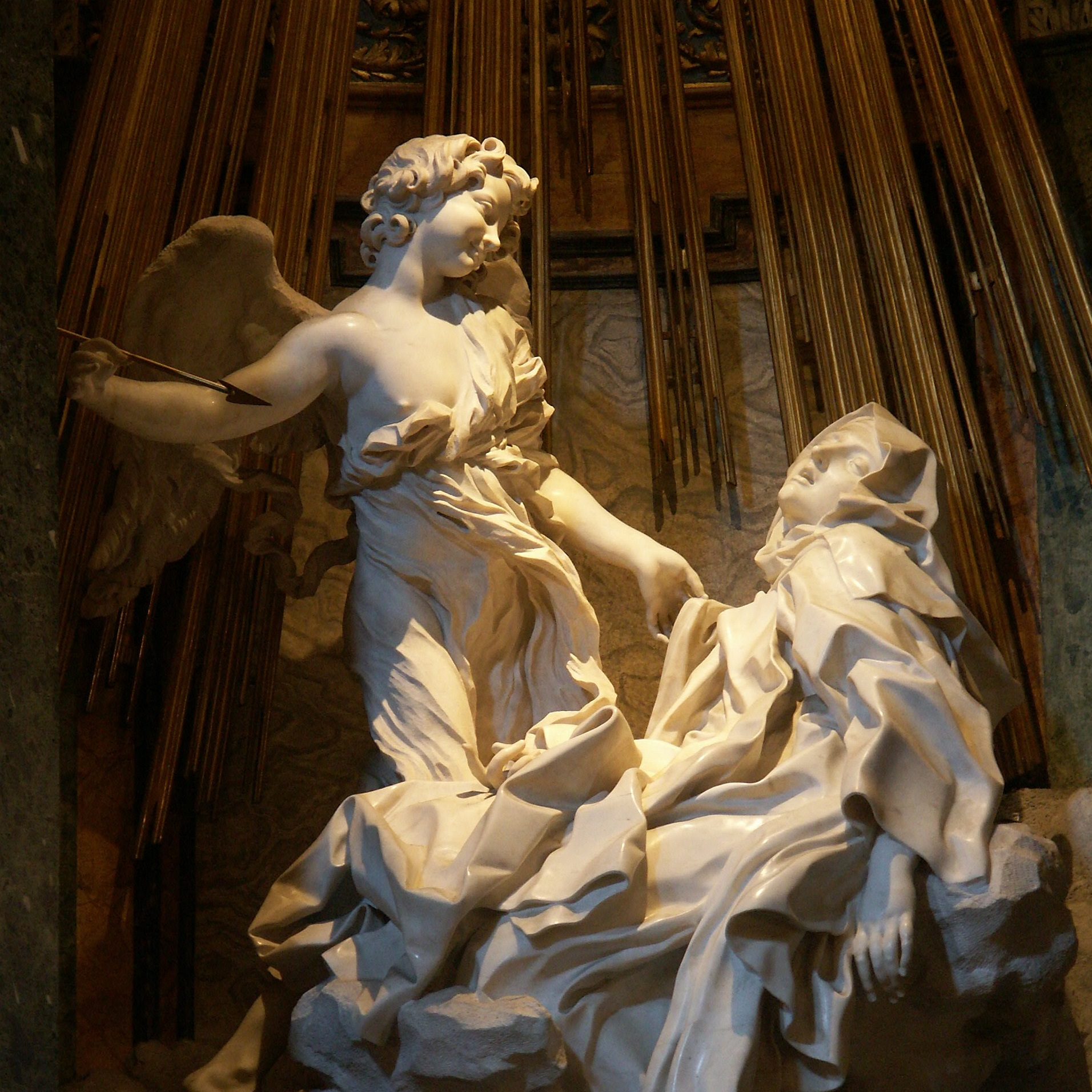
LEstasi di Santa Teresa d'Avila del Bernini, uno dei capolavori dell'arte barocca

#### Elenco dei papi del papato barocco
Diciotto papi regnarono durante il papato barocco:
- Pio V (1566–1572)
- Gregorio XIII (1572-1585)
- Sisto V (1585-1590)
- Urbano VII (1590)
- Gregorio XIV (1590-1591)
- Innocenzo IX (1591)
- Clemente VIII (1592–1605)
- Leone XI (1605)
- Paolo V (1605–1621)

- Gregorio XV (1621-1623)
- Urbano VIII (1623–1644)
- Innocenzo X (1644-1655)
- Alessandro VII (1655–1667)
- Clemente IX (1667-1669)
- Clemente X (1670-1676)
- Innocenzo XI (1676-1689)
- Alessandro VIII (1689-1691)
- Innocenzo XII (1691-1700)

### Il papato durante l'età dei lumi (1700-1789)

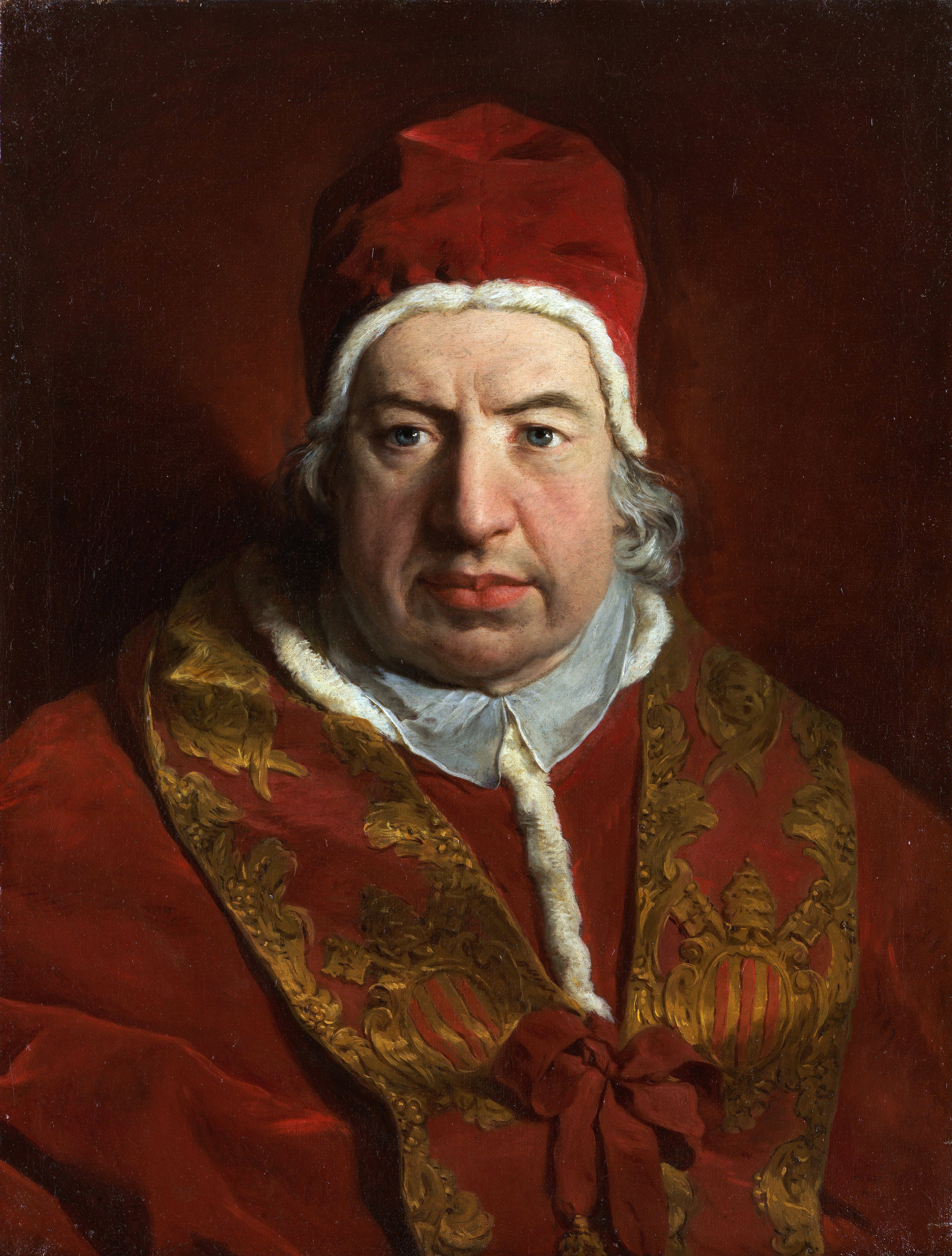
Benedetto XIV, unico papa a mostrarsi aperto alle idee dell'illuminismo

I papi del primo Settecento proseguirono l'opera di riforma della Chiesa e del papato. Tuttavia, a partire dal pontificato di Clemente XI il prestigio del papato in campo internazionale cominciò lentamente a scemare: l'affermazione piena del giurisdizionalismo e la decadenza dello Stato Pontificio in campo internazionale (ai legati pontifici non fu nemmeno permesso di prendere parte ai negoziati del trattato di Utrecht del 1714) determinarono una crisi d'autorità della Chiesa Cattolica in campo etico e dottrinale. Con il radicamento dell'illuminismo nei ranghi della politica e della cultura, poi, si diffuse presso gli ambienti governativi anche un forte sentimento anti-gesuita. Se Benedetto XIII e Clemente XII cercarono di opporsi alle nuove idee provenienti dal mondo contemporaneo, Benedetto XIV, per via anche del suo spirito conciliante e dei suoi interessi verso ogni ramo della cultura, cercò di trovare dei canali di mediazione con la nuova cultura europea, abbandonando in campo ecclesiastico l'eccessiva rigidità mentale tipica della prima controriforma, cosa che lo portò a essere considerato un esponente dell'Aufklärung cattolico. Quando però si accorse dei rischi potenziali contenuti in alcune opere (L'Esprit des lois di Montesquieu, per esempio) e dell'anticlericalismo sempre più serpeggiante in seno agli Stati cattolici europei (in primis il Portogallo del Marchese di Pombal), procedette a un ripiegamento teologico e culturale volto alla difesa dei principi della fede cristiana. Con la seconda fase del pontificato di Benedetto XIV, si può parlare di conclusione della fase riformista iniziata nel periodo barocco.
I papi successivi mostrarono un atteggiamento sempre più chiuso e rigido nei confronti delle idee illuministe, arroccandosi sulla loro posizione di difensori della morale e della dottrina cattolica contro gli "errori" della modernità, mentre il loro effettivo potere sulle realtà ecclesiastiche al di fuori dei domini pontifici veniva lentamente eroso. Le posizioni anticlericali di diversi Stati europei si fecero progressivamente più marcate, specialmente nei confronti dei gesuiti, percepiti come un ostacolo papista all'affermazione del potere assoluto dei sovrani: il Portogallo espulse tutti i gesuiti dai propri territori nel 1759, seguito dalla Francia nel 1761, dalla Spagna nel 1767 e da diversi Stati italiani nel 1768, finché papa Clemente XIV non decise di sopprimere del tutto la Compagnia nel 1773.
All'alba dell'epoca delle rivoluzioni, i papi si ritrovarono a essere de facto nient'altro che i sovrani di un piccolo Stato italiano del tutto privo di qualsiasi peso politico a livello internazionale, nonché sostanzialmente sprovvisti di alleati pronti a difendere i loro possedimenti in caso di necessità.

#### Elenco dei papi dell'età dei lumi
Otto papi regnarono durante l'età dei lumi:
- Clemente XI (1700-1721)
- Innocenzo XIII (1721-1724)
- Benedetto XIII (1724-1730)
- Clemente XII (1730-1740)
- Benedetto XIV (1740-1758)
- Clemente XIII (1758-1769)
- Clemente XIV (1769-1775)
- Pio VI (1775-1799)

## Età contemporanea (1789-oggi)

### Dalla Rivoluzione francese all'unificazione italiana (1789-1870)
Il periodo compreso fra l'inizio della Rivoluzione francese e la presa di Roma vide il più grande esproprio di ricchezze e beni nella storia della Chiesa e la progressiva perdita di tutti i territori sotto l'autorità pontificia.

#### La Rivoluzione e il periodo napoleonico (1789-1815)

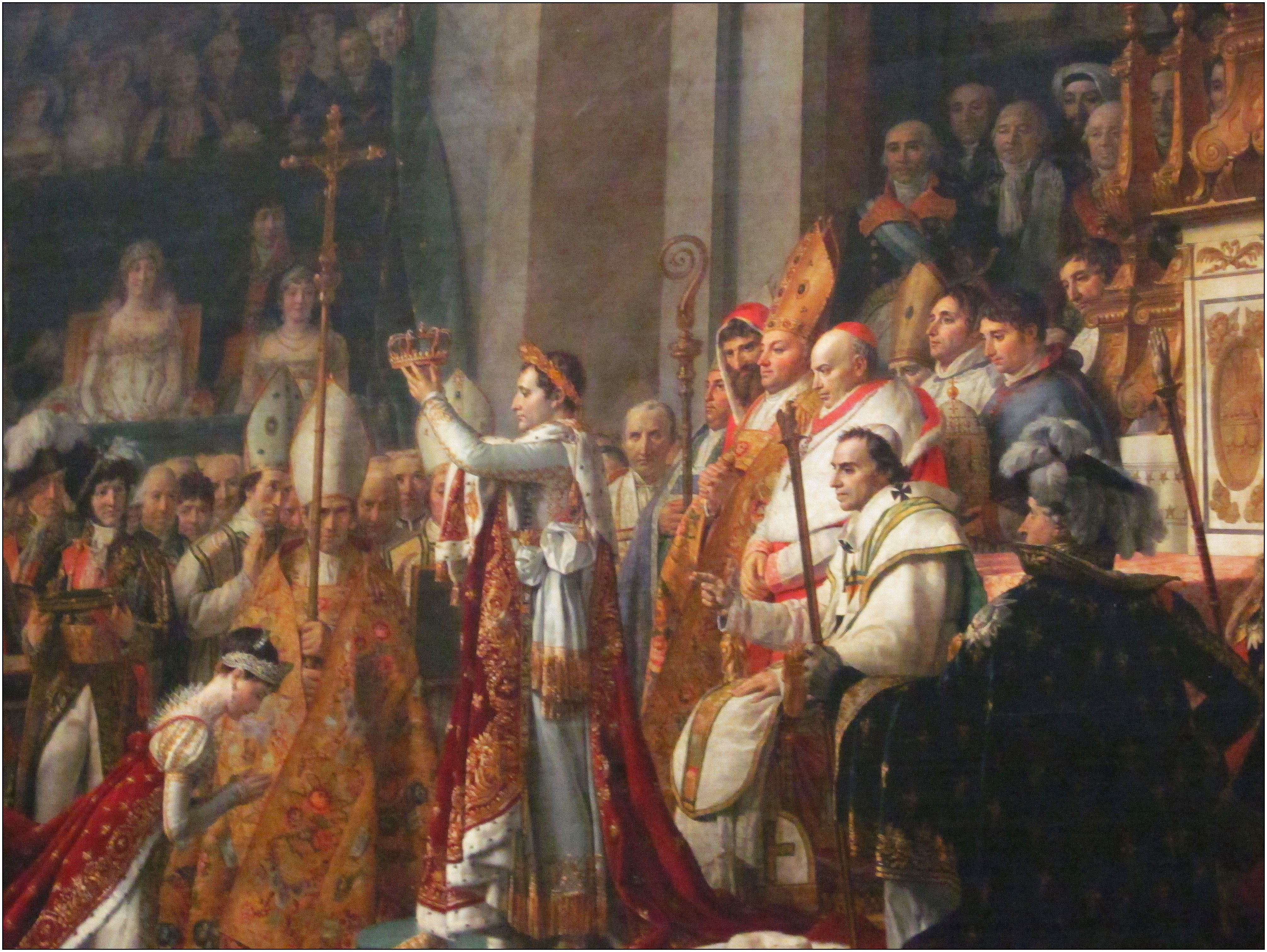
Napoleone si proclama imperatore sotto lo sguardo di papa Pio VII

Il governo rivoluzionario francese nazionalizzò tutti i beni ecclesiastici e, con la Costituzione civile del clero, privò la chiesa e il clero di Francia di tutti i loro privilegi, arrogandosi anche il diritto di scegliere i vescovi. Papa Pio VI rispose con il breve Quod aliquantum nel quale condannava i principi della rivoluzione e rifiutava di riconoscere il nuovo governo come legittimo. Per rappresaglia, le forze rivoluzionarie occuparono il Contado Venassino e lo annessero. Con l'avvento del regime repubblicano le posizioni dei rivoluzionari si fecero ancora più spiccatamente anticlericali: tutti i religiosi che rifiutavano di giurare fedeltà alla repubblica furono giustiziati o costretti all'esilio; molti di essi si rifugiarono nei territori pontifici. Pio VI fu uno dei maggiori sostenitori della prima coalizione e per questo Napoleone, generale dell'Armata d'Italia, invase anche lo Stato Pontificio nel corso della campagna d'Italia, sottraendo al papa i territori della Romagna e di Ancona e imponendogli un pesantissimo indennizzo. Nel 1798, le truppe francesi occuparono Roma, proclamando la Repubblica Romana, e, dopo averlo arrestato, condussero Pio VI in esilio, dove morì. Dopo lunghe peripezie la salma di Pio VI fu riportata a Roma dove, per la prima volta nella storia, i funerali d'un pontefice vennero celebrati da un suo successore.
Il pontificato del suo successore, Pio VII, sembrò iniziare sotto una luce migliore. Dopo l'ascesa di Napoleone al consolato, i rapporti tra Francia e papato si fecero più distesi; Pio VII ottenne un nuovo concordato da Napoleone e acconsentì a legittimare la sua ascensione a imperatore. Tuttavia il neoimperatore non rispettò mai i termini del concordato e nel 1808 invase nuovamente gli Stati Pontifici annettendoli all'impero. Il papa fu arrestato e rimase prigioniero fino al 1814. La delegazione pontificia ottenne al congresso di Vienna la restituzione dei suoi territori e, in aggiunta, la formale abolizione della schiavitù in Europa. Fu inoltre ricostituita la Compagnia di Gesù.

#### La Restaurazione e il Risorgimento (1815-1870)
Lo Stato Pontificio rimase sostanzialmente estraneo ai moti rivoluzionari del 1820-1821; tuttavia negli anni seguenti le società di matrice massonica o carbonara furono duramente condannate e represse dall'autorità pontificia. Diversa fu la storia in occasione dei moti del 1830-1831, durante i quali i papi dovettero far fronte alla rivolta delle legazioni di Romagna, Marche e Umbria, che furono riportate all'ordine solo grazie all'intervento austriaco.

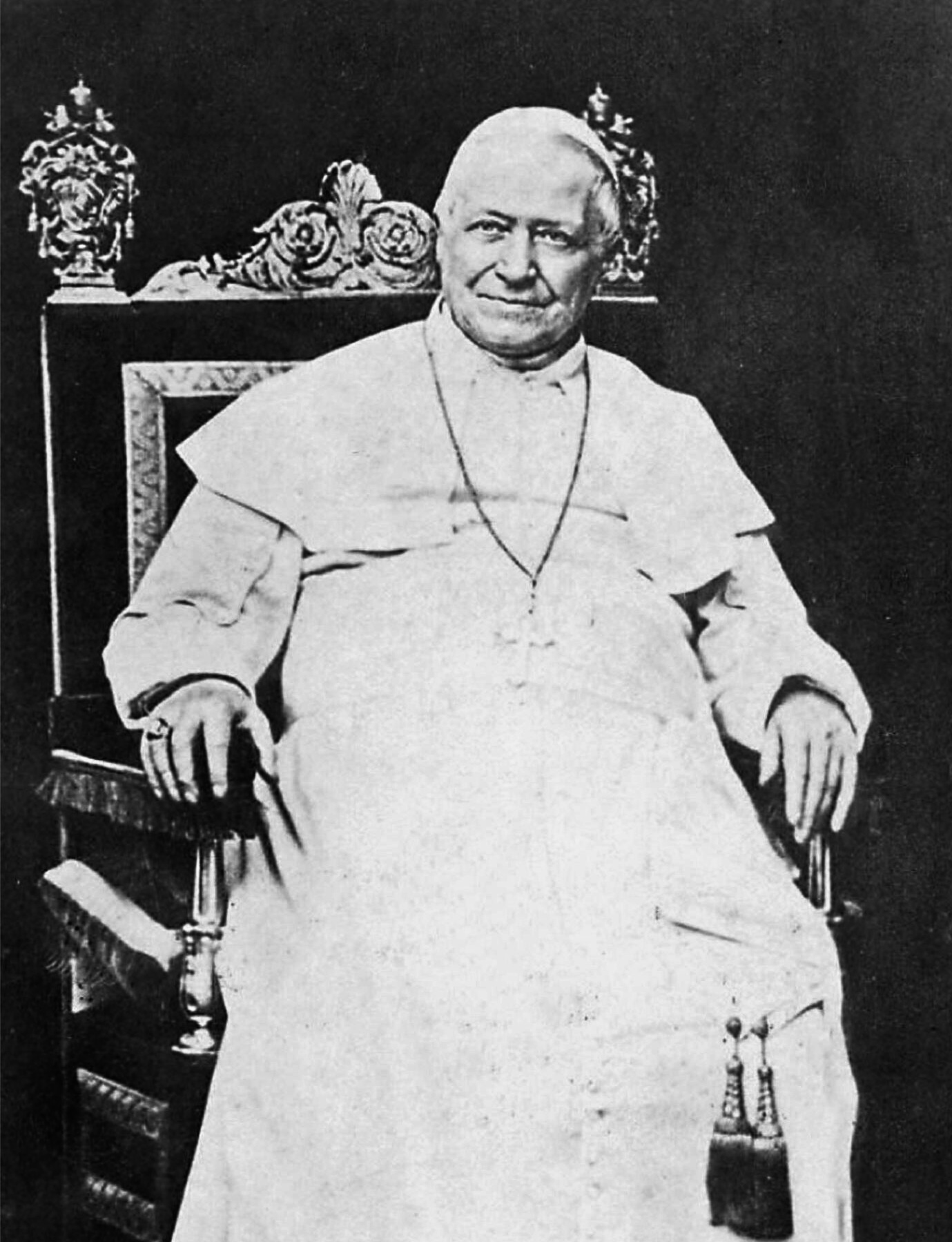
Papa Pio IX, protagonista degli ultimi anni di esistenza dello Stato Pontificio

Nel 1846 fu eletto al soglio pontificio papa Pio IX, il cui più che trentennale pontificato fu testimone della progressiva erosione definitiva del dominino temporale papale. Considerato già prima dell'elezione come un candidato di vedute relativamente liberali, dedicò i suoi primi anni a politiche di modernizzazione e liberalizzazione dello Stato (come riduzione della censura, costruzione di ferrovie, ampliamento della libertà di stampa, libertà per gli ebrei, maggiore apertura alla partecipazione dei laici alla politica pontificia) che lo resero popolare anche tra le forze italiane progressiste. Tuttavia la situazione cambiò radicalmente in occasione dei moti del 1848: sebbene inizialmente Pio IX avesse concesso la costituzione ai suoi sudditi e inviato truppe volontarie per assistere la rivolta milanese contro gli Asburgo, il suo successivo ritiro dalla coalizione antiaustriaca generò una rivolta all'interno dei territori pontifici; il papa fu costretto a rifugiarsi a Gaeta mentre a Roma i rivoltosi istituirono una nuova Repubblica Romana. La Repubblica tuttavia sopravvisse solo pochi mesi e fu soppressa dall'invasione delle truppe francesi, che permisero al pontefice di rientrare a Roma e riprenderne il controllo. Dal suo rientro a Roma, le posizioni di Pio IX si fecero molto più conservatrici e le sue politiche estremamente reazionarie: tutte le concessioni fatte a inizio pontificato furono revocate e la spinta alla modernizzazione e industrializzazione rallentò notevolmente.
Varie rivolte minori si susseguirono negli anni finché nel 1859, in occasione della seconda guerra d'indipendenza italiana, la legazione delle Romagne riuscì a ribellarsi con successo e a farsi annettere ai domini sabaudi, dando inizio alla profonda tensione che caratterizzò i rapporti tra Santa Sede e il futuro Stato italiano negli anni a venire. Anche in Umbria ci fu un tentativo di rivolta, ma questo venne invece soppresso nel sangue dalle truppe pontificie, in un episodio noto come le "stragi di Perugia", che alienò molte delle simpatie dell'opinione pubblica europea verso il papato. Nel 1860, a seguito del successo della spedizione dei Mille, le truppe piemontesi invasero i territori di Marche e Umbria per poter intercettare l'avanzata garibaldina e impedirle di marciare su Roma, come sembrava intenzionato a fare Garibaldi; i due territori furono successivamente annessi al neonato Regno d'Italia per unire le regioni settentrionali a quelle meridionali. Al papa rimase il solo Lazio.
Negli anni successivi Pio IX ribadì ulteriormente le proprie posizioni reazionarie con la pubblicazione, nel 1864, del Sillabo, una raccolta di ottanta proposizioni (tra cui liberalismo, democrazia, e socialismo) considerate dal papa stesso non conciliabili con la fede cattolica. Cercò inoltre di rafforzare l'autorità pontificale con la proclamazione del dogma dell'infallibilità papale in occasione del Concilio Vaticano I del 1869.
Sebbene il Regno d'Italia avesse tra i suoi obbiettivi anche l'acquisizione di Roma, un'operazione militare non sembrava fattibile poiché l'Urbe era presidiata dalle truppe francesi di Napoleone III, e un'invasione del Lazio avrebbe significato l'inizio di una guerra con la Francia. Tuttavia l'occasione si presentò quando, a seguito dello scoppio della guerra franco-prussiana, il presidio francese dovette essere ritirato, lasciando Roma sostanzialmente indifesa. Le truppe italiane invasero il territorio pontificio nel settembre 1870 e, a seguito di un breve scontro armato, entrarono a Roma tramite una breccia nelle mura cittadine presso Porta Pia. Roma fu annessa al Regno d'Italia, ponendo fine all'esistenza dello Stato Pontificio dopo oltre mille anni di storia.

#### Elenco dei papi dalla Rivoluzione francese all'unificazione italiana
Sei papi regnarono durante il periodo che dalla Rivoluzione francese all'unificazione italiana:
- Pio VI (1775-1799)
- Pio VII (1799-1823)
- Leone XII (1823-1829)
- Pio VIII (1829-1830)
- Gregorio XVI (1830-1846)
- Pio IX (1846-1878)

### La questione romana e la prigionia in Vaticano (1870-1929)
Papa Pio IX trascorse gli ultimi otto anni del suo lungo pontificato considerandosi prigioniero nel Vaticano. Ai cattolici fu proibito di votare e candidarsi nelle elezioni nazionali del Regno d'Italia. Fu tuttavia permesso loro di partecipare a quelle locali, dove ebbero un largo successo. Pio stesso si attivò in quegli anni creando nuove sedi diocesane e nominando vescovi per numerose diocesi che erano rimaste vacanti per anni. Quando gli fu chiesto se volesse che il suo successore seguisse la sua stessa politica verso l'Italia, l'anziano pontefice rispose:

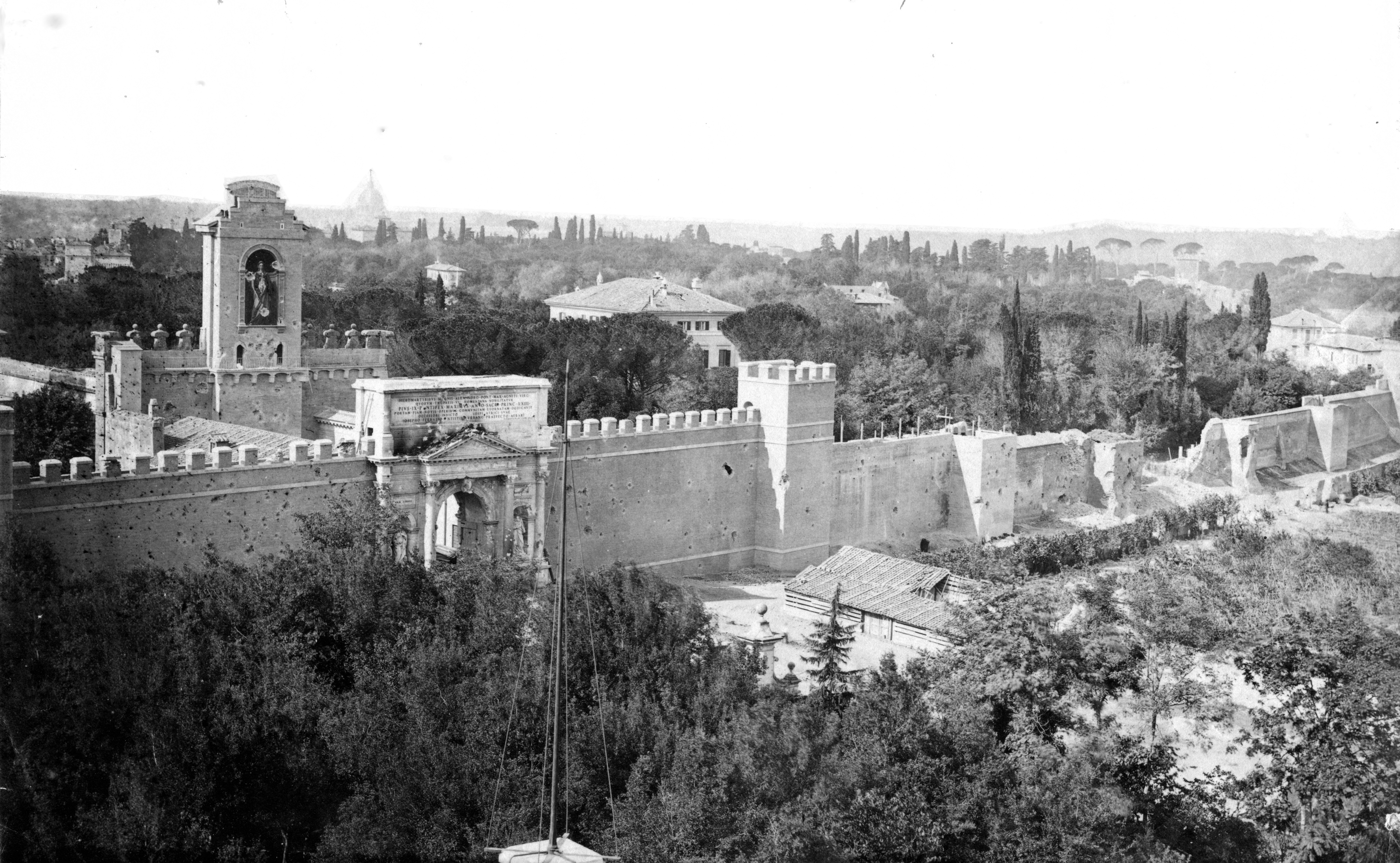
La breccia di Porta Pia in occasione della presa di Roma

Papa Leone XIII, considerato un grande diplomatico, riuscì a migliorare i rapporti con Russia, Prussia, Francia, Inghilterra e altri paesi. Tuttavia, alla luce di un ostile clima anticattolico in Italia, continuò la politica di Pio IX verso l'Italia, senza grandi modifiche. Dovette difendere la libertà della Chiesa dalle persecuzioni e dagli attacchi italiani nel campo dell'educazione, dall'espropriazione e violazione delle chiese cattoliche,  dalle misure legali a danno della Chiesa e da attacchi brutali, culminati nel tentativo di gruppi anticlericali di gettare il corpo del defunto Papa Pio IX nel Tevere il 13 luglio 1881. Il papa pensò addirittura di trasferire la sede del papato a Trieste o Salisburgo, due città sotto il controllo austriaco, idea che il monarca austriaco Francesco Giuseppe respinse con cordialità.
Le sue encicliche cambiarono le posizioni della Chiesa sui rapporti con le autorità temporali e, nell'enciclica Rerum novarum del 1891, affrontò per la prima volta con autorità papale le questioni della disuguaglianza e della giustizia sociale. Fu fortemente influenzato da Wilhelm Emmanuel von Ketteler, un vescovo tedesco che predicava apertamente la necessità di schierarsi con le classi lavoratrici oppresse. Da Leone XIII in poi, gli insegnamenti papali approfondirono le questioni dei diritti e doveri dei lavoratori e dei limiti della proprietà privata: Pio XI con l'enciclica Quadragesimo anno nel 1931, Giovanni XXIII con l'enciclica Mater et magistra nel 1961, papa Paolo VI con l'enciclica Populorum progressio sui problemi dello sviluppo mondiale e papa Giovanni Paolo II con l'enciclica Centesimus annus, che commemorava il centesimo anniversario della Rerum novarum di Leone XIII.

#### Elenco dei papi della prigionia in Vaticano
Cinque papi regnarono durante la prigionia in Vaticano:
- Pio IX (1846-1878)
- Leone XIII (1878-1903)
- Pio X (1903-1914)
- Benedetto XV (1914-1922)
- Pio XI (1922-1939)

### Dalla creazione della Città del Vaticano (1929-oggi)
Il pontificato di papa Pio XI fu caratterizzato da una grande attività diplomatica e dall'emissione di molti importanti documenti, spesso in forma di encicliche. Negli affari diplomatici Pio fu aiutato prima da Pietro Gasparri e dopo il 1930 da Eugenio Pacelli (che gli successe col nome di Pio XII). Il capolavoro del cardinale Gasparri furono i Patti Lateranensi  del 1929, negoziati a nome del Vaticano da Pacelli. Tuttavia, il governo fascista e il papa erano in aperto disaccordo sulla restrizione delle attività giovanili; questo scontro culminò in una forte lettera papale (Non abbiamo bisogno, 1931), in cui si argomentava l'impossibilità di essere contemporaneamente fascista e cattolico. I rapporti tra Mussolini e la Santa Sede rimasero sempre molto freddi da allora.
Le trattative tra il governo italiano e la Santa Sede per la soluzione della questione romana iniziarono nel 1926, e culminarono nel 1929 negli accordi dei tre Patti Lateranensi, firmati in vece di Vittorio Emanuele III d'Italia dal primo ministro Benito Mussolini e in vece di papa Pio XI dal cardinale segretario di stato Pietro Gasparri nel palazzo del Laterano (da cui il nome con il quale sono conosciuti).

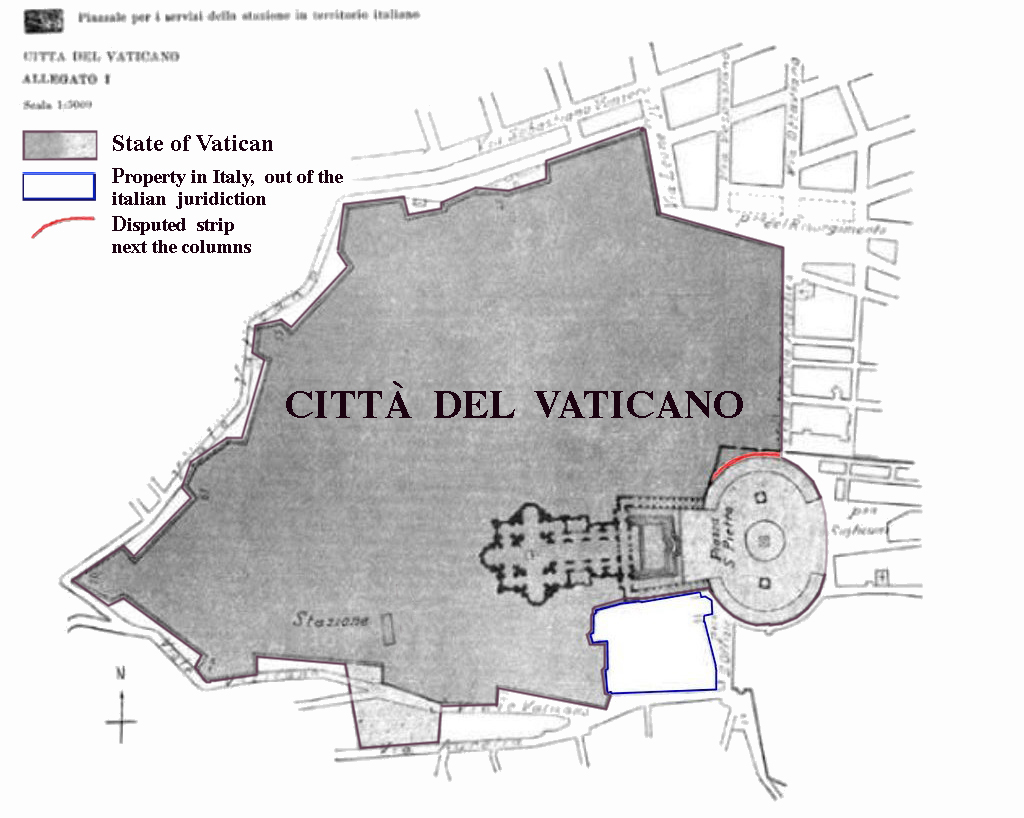
Una mappa della Città del Vaticano come stabilita dai Patti Lateranensi (1929)

I Patti Lateranensi includevano un trattato politico, che creava lo Stato della Città del Vaticano e garantiva alla Santa Sede la piena e indipendente sovranità. Il papa si impegnava alla neutralità perpetua nelle relazioni internazionali e all'astensione dalla mediazione in una controversia se non espressamente richiesta da tutte le parti coinvolte. Il concordato stabilì il cattolicesimo come religione di Stato d'Italia, e un accordo finanziario fu accettato come indennizzo di tutte le pretese della Santa Sede contro l'Italia derivanti dalla perdita del potere temporale nel 1870.
Un concordato nazionale con la Germania era stato uno dei principali obiettivi di Pacelli come segretario di Stato. Come nunzio negli anni 1920, aveva tentato senza successo di ottenere un assenso tedesco per tale trattato, e tra il 1930 e il 1933 tentò di avviare negoziati con rappresentanti dei successivi governi tedeschi, ma l'opposizione dei partiti protestante e socialista, l'instabilità dei i governi e l'interesse dei singoli Stati di salvaguardare la propria autonomia vanificarono i suoi piani. In particolare, le questioni delle scuole confessionali e dell'opera pastorale nelle forze armate impedirono qualsiasi accordo a livello nazionale, nonostante i colloqui nell'inverno del 1932.
Dopo essere stato nominato Cancelliere il 30 gennaio 1933, Adolf Hitler cercò di ottenere rispettabilità internazionale e di minimizzare l'opposizione interna da parte dei rappresentanti della chiesa e del cattolico Partito di Centro. Con questo fine, inviò a Roma il suo vice cancelliere Franz von Papen, un nobile cattolico ed ex membro del Partito di Centro, per offrire disponibilità a negoziare un Reichskonkordat. A nome del cardinale Pacelli, il prelato Ludwig Kaas, suo collaboratore di lunga data e presidente uscente del Partito di Centro, negoziò con von Papen le prime bozze dei termini. Il concordato fu infine firmato, da Pacelli per il Vaticano e da von Papen per la Germania, il 20 luglio e ratificato il 10 settembre 1933.
Tra il 1933 e il 1939, Pacelli emise 55 proteste per violazioni del Reichskonkordat. In particolare, all'inizio del 1937, Pacelli chiese a diversi cardinali tedeschi, tra cui il cardinale Michael von Faulhaber, di aiutarlo a scrivere una denuncia contro le violazioni naziste del concordato, che si sarebbe sviluppata nell'enciclica Mit brennender Sorge. L'enciclica, che condanna in chiari termini il culto della razza e dello Stato, definendoli perversioni idolatriche e dichiarando "folle" il tentativo di imprigionare Dio nei limiti di un solo popolo e nella ristrettezza etnica di una sola razza, fu scritto in tedesco invece che in latino, e fu fatta leggere nelle chiese tedesche durante la domenica delle palme del 1937.

#### La seconda guerra mondiale e il dopoguerra (1939-1962)

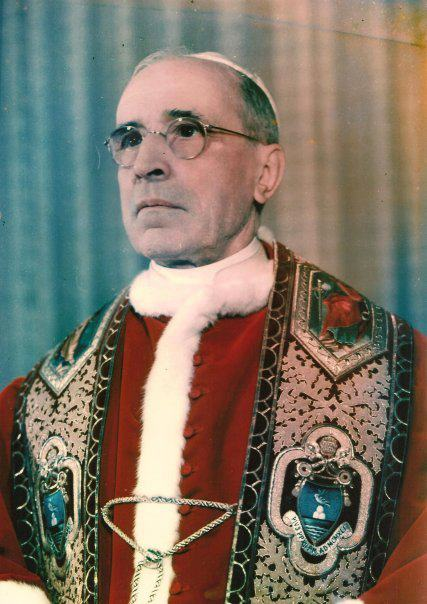
Papa Pio XII (1939-1958) nel 1953

Nei mesi che precedettero lo scoppio del secondo conflitto mondiale, Pio XII, consapevole dell'imminenza della guerra, cercò, con scarsi risultati, di convincere la Germania e le altre nazioni europee a perseguire la via della pace. Quando la Germania invase la Polonia il 1º settembre 1939, il Vaticano dichiarò la propria neutralità per evitare di essere coinvolto nel conflitto e anche per scongiurare una possibile occupazione da parte dell'esercito italiano.
La posizione mantenuta dal pontefice durante la guerra fu spesso ambigua ed è tutt'oggi dibattuta: se da una parte si pronunciò spesso in favore della pace e, durante l'occupazione di Roma, offrì protezione e supporto a diverse famiglie ebree e ad alcuni esponenti politici antifascisti, dall'altra non prese mai apertamente posizione contro Hitler, e il suo silenzio in occasione di eventi come il rastrellamento del ghetto di Roma e l'eccidio delle Fosse Ardeatine è ancora fonte di forte imbarazzo per il Vaticano.
Dopo la guerra, le politiche della Chiesa di papa Pio XII si concentrarono sull'aiuto materiale all'Europa dilaniata dalla guerra con i suoi 15 milioni di sfollati e rifugiati, sull'internazionalizzazione interna della Chiesa cattolica e sullo sviluppo delle sue relazioni diplomatiche internazionali. La sua enciclica Evangelii praecones aumentò la libertà decisionale locale delle missioni cattoliche, molte delle quali divennero diocesi indipendenti. Pio XII richiese il riconoscimento delle culture locali come pienamente uguali alla cultura europea. Internazionalizzò il collegio cardinalizio eliminandone la maggioranza italiana e nominò cardinali dall'Asia, dal Sudamerica e dall'Australia. Nel 1955 istituì diocesi indipendenti in Africa occidentale, Africa meridionale, Africa orientale britannica, Finlandia, Birmania e Africa francese.
Mentre in Occidente e nella maggior parte del mondo in via di sviluppo, dopo anni di ricostruzione, la Chiesa era tornata prospera, essa dovette invece affrontare gravissime persecuzioni nell'Est. Nel 1945 sessanta milioni di cattolici si ritrovarono sotto regimi di matrice sovietica, dove decine di migliaia di sacerdoti e religiosi furono uccisi e milioni deportati nei gulag sovietici e cinesi. I regimi comunisti in Albania, Bulgaria, Romania e Cina riuscirono a sradicare quasi del tutto la Chiesa cattolica dai loro paesi.

#### Dal Vaticano II (1962-oggi)

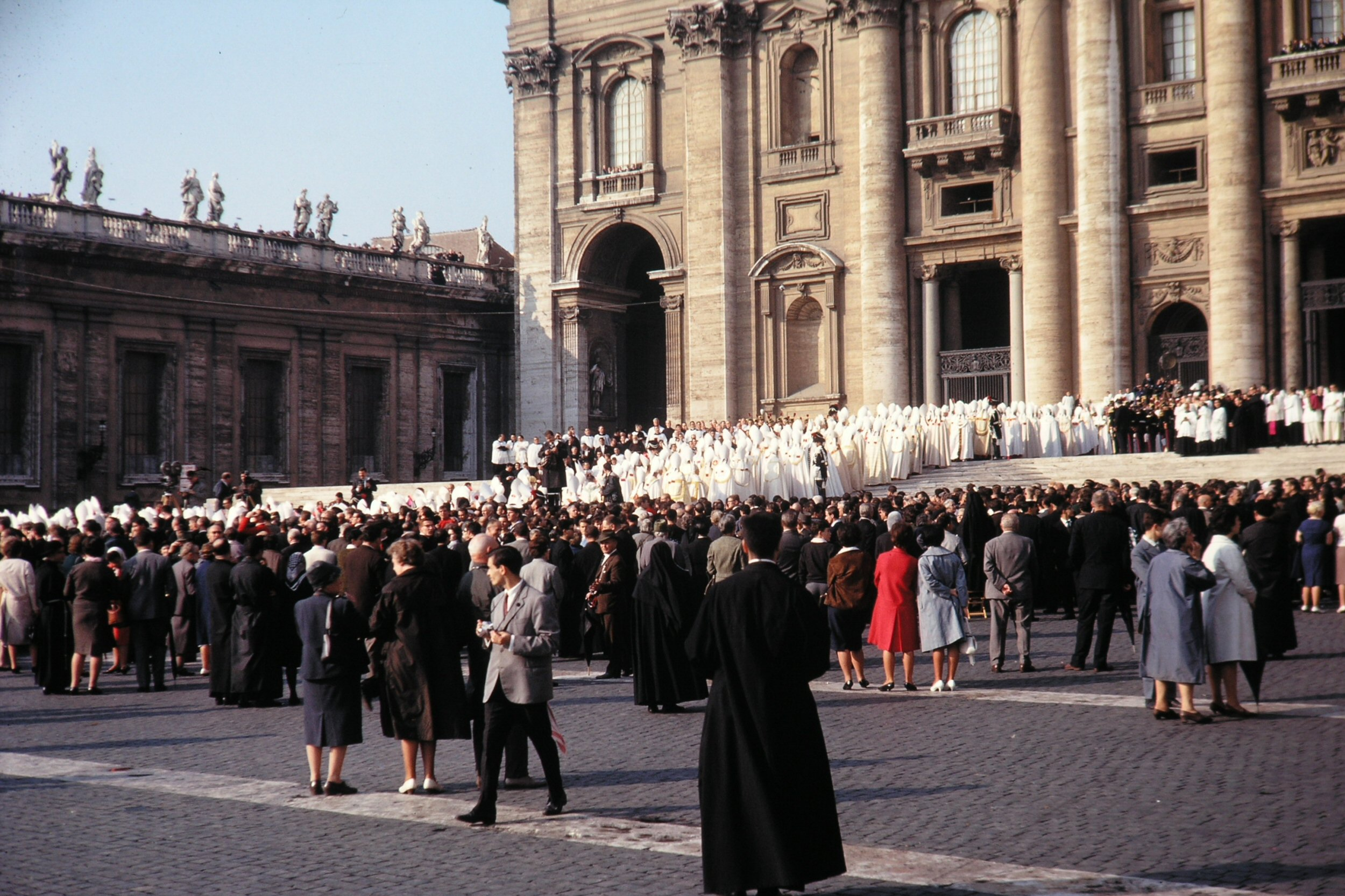
L'apertura della seconda sessione del Concilio Vaticano II

L'11 ottobre 1962, papa Giovanni XXIII inaugurò il Concilio Ecumenico Vaticano II. Il 21º concilio ecumenico della Chiesa cattolica, portato a compimento dal successore di Giovanni XXIII, Paolo VI, mise l'enfasi sulla chiamata universale alla santità e apportò molti cambiamenti nelle pratiche liturgiche.
I vescovi riaffermarono l'autorità suprema del papa sulla Chiesa, ma definirono il concetto di "collegialità", ossia che tutti i vescovi hanno parte a questa autorità. I vescovi locali hanno uguale autorità come successori degli apostoli e come membri di un'organizzazione più ampia, la Chiesa fondata da Gesù Cristo e affidata agli apostoli. Il papa funge da simbolo di unità e ha un'autorità aggiuntiva per garantire la continuazione di tale unità. Durante il Concilio Vaticano II si cercò anche un riavvicinamento con le altre denominazioni cristiane, e i vescovi cattolici furono invitati a prendere le distanze da affermazioni che potessero offendere i cristiani di altre fedi. Il cardinale Augustin Bea, presidente del Segretariato per l'Unità dei Cristiani, ebbe sempre il pieno sostegno di papa Paolo VI nei suoi tentativi di far sì che il linguaggio del concilio fosse amichevole e aperto alle sensibilità delle Chiese protestanti e ortodosse, le quali furono invitate ad assistere a tutte le sessioni su richiesta di papa Giovanni XXIII. Bea fu anche fortemente coinvolto nella stesura della Nostra aetate, che regola il rapporto della Chiesa con la fede ebraica e con i membri di altre religioni.
Le correnti più tradizionaliste del cattolicesimo rifiutarono come eretiche e moderniste le decisioni del concilio e molte di esse uscirono dalla piena comunione con Roma. Alcune frange più estreme arrivarono a considerare tutti i papi eletti dopo il concilio come illegittimi e considerano il soglio di Pietro tuttora vacante (posizione nota come sedevacantismo).

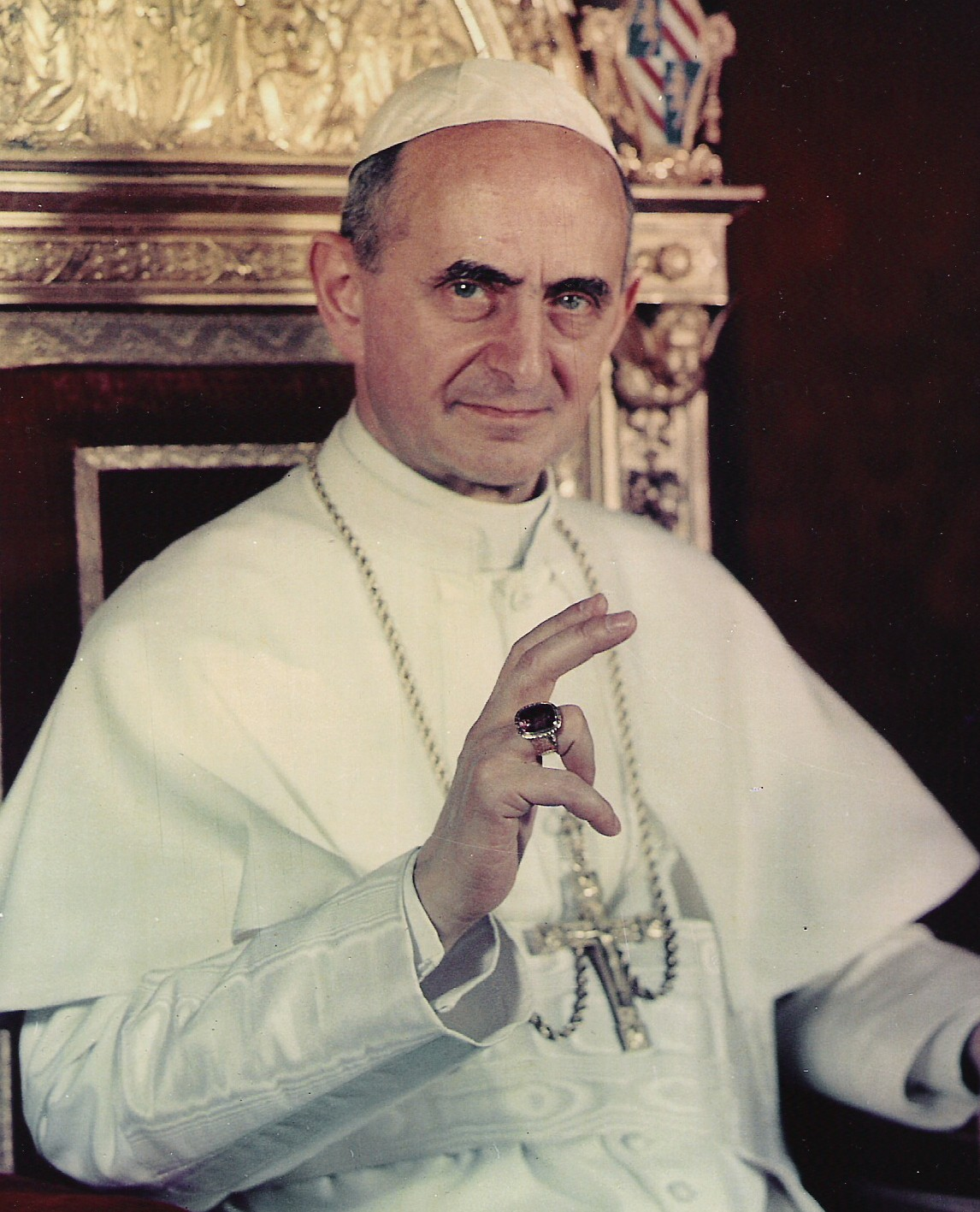
Papa Paolo VI (1963-1978)

Dopo il concilio, l'ecumenismo rimase uno dei temi centrali del pontificato di Paolo VI. Negli anni a seguire, egli proseguì gli sforzi iniziati da Giovanni XXIII per riavvicinare cattolici, protestanti e ortodossi. Il 7 dicembre 1965, in occasione del suo viaggio in Terra Santa, papa Paolo VI e il patriarca Atenagora I rilasciarono una dichiarazione congiunta cattolico-ortodossa che revocava la scomunica reciproca tra cattolici e ortodossi, in vigore sin dal Grande Scisma del 1054. Ricevette molteplici critiche durante il suo pontificato sia da tradizionalisti sia da liberali per aver favorito una via di mezzo durante il Vaticano II così come nell'attuazione successiva delle sue riforme. La sua insistenza sulla pace durante la guerra del Vietnam non fu compresa da tutti. Sugli insegnamenti fondamentali della Chiesa, tuttavia, Paolo VI fu inamovibile: nell'enciclica Humanae Vitae, riaffermò con forza gli insegnamenti della Chiesa in materia di matrimonio, sessualità, contraccezione e aborto, e nel decimo anniversario della pubblicazione della stessa riconfermò le sue posizioni. Nel suo stile e nella sua metodologia, fu discepolo di Pio XII, figura che venerava profondamente. Soffrì molto per gli attacchi ricevuti dal suo predecessore per i suoi presunti silenzi, conoscendo per esperienza personale con il defunto papa le sue reali preoccupazioni e compassione. Papa Paolo è noto per aver avuto la cultura enciclopedica di Pio XII, né la sua memoria fenomenale, il suo straordinario dono per le lingue o il suo stile brillante nella scrittura, né ha avuto il carisma e le profusioni amorevoli, il senso dell'umorismo e il calore umano di Giovanni XXIII. Assunse su di sé l'opera di riforma incompiuta di questi due papi, portandola diligentemente e con grande umiltà e buon senso e senza troppe clamore a conclusione.
Paolo VI proseguì e portò sistematicamente a termine gli sforzi dei suoi predecessori, per trasformare una Chiesa eurocentrica in una Chiesa per il mondo intero, integrando i vescovi di tutti i continenti nel suo governo e nei sinodi da lui convocati. Il suo motu Proprio Pro Comperto Sane del 6 agosto 1967 aprì la Curia romana ai vescovi del mondo. Fino a quel momento, solo i cardinali potevano essere membri della Curia. Fu il primo papa a visitare tutti e cinque i continenti.

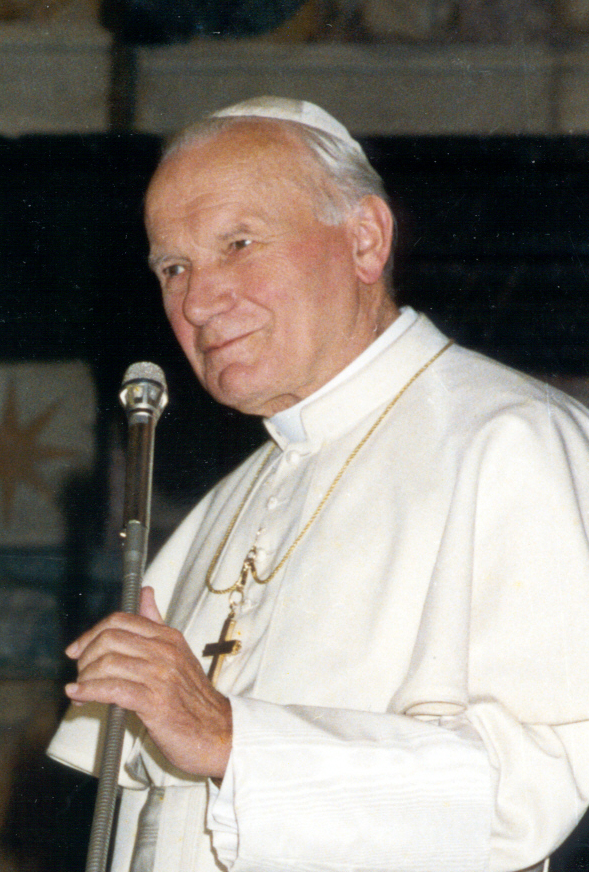
Papa Giovanni Paolo II (1978-2005)

Con l'elezione di papa Giovanni Paolo II dopo la precoce morte di papa Giovanni Paolo I (che restò al soglio pontificio solo trentatré giorni), la Chiesa ebbe, per la prima volta da Adriano VI nel XVI secolo, un papa non italiano. A Giovanni Paolo II è stato riconosciuto un ruolo fondamentale nella caduta comunismo nell'Europa dell'Est per aver contribuito ad avviare una rivoluzione pacifica nella sua patria polacca. Lech Wałęsa, uno dei numerosi fondatori del movimento operaio Solidarność che rovesciò il comunismo, ha attribuito a Giovanni Paolo II il merito di aver dato ai polacchi il coraggio di sollevarsi. L'ex segretario generale sovietico Mikhail Gorbaciov  ha riconosciuto pubblicamente il ruolo di Giovanni Paolo II nella caduta del comunismo. Lo stesso papa ha affermato dopo il crollo del blocco orientale che "La pretesa di costruire un mondo senza Dio si è rivelata un'illusione" (Praga, 21 aprile 1990).
Al lungo pontificato di Giovanni Paolo II viene attribuito il merito di aver ricreato un senso di stabilità e persino di identità nella Chiesa cattolica dopo anni di interrogativi e ricerche. Il suo insegnamento fu fermo e incrollabile su questioni che sembravano essere in dubbio sotto il suo predecessore, tra cui l'ordinazione delle donne, la teologia della liberazione e il celibato sacerdotale. Pose fine alla politica di rapida laicizzazione dei sacerdoti problematici di papa Paolo VI, cosa che inavvertitamente potrebbe aver contribuito a problemi negli Stati Uniti. Il suo stile autorevole ricordava quello di papa Pio XII, i cui insegnamenti ripeteva con parole proprie, come l'identità della Chiesa cattolica con il Corpo di Cristo e le sue condanne dei "virus" del capitalismo: il secolarismo, l'indifferentismo, il consumismo edonistico, il materialismo pratico e anche l'ateismo formale.
Papa Wojtyła tuttavia proseguì la politica di ecumenismo e di internazionalizzazione della Chiesa iniziata dai suoi predecessori, e molteplici sono stati i leader di varie altre chiese e religioni incontrati nel corso dei suoi numerosissimi viaggi apostolici.
Dopo oltre ventisei anni di pontificato, Giovanni Paolo II morì il 2 aprile 2005, il suo funerale fu celebrato dal cardinale Joseph Ratzinger. Lo stesso Ratzinger fu eletto come suo successore nel successivo conclave, assumendo il nome di Benedetto XVI. Nella sua omelia d'inizio del pontificato, il nuovo Pontefice spiegò la sua visione di una relazione con Cristo:
L'11 febbraio 2013, papa Benedetto XVI annunciò di rinunciare all'ufficio di romano pontefice, accadimento che non si verificava dall'anno 1415. La fine del suo pontificato fu fissata per le 20:00 del 28 febbraio 2013. Eccezionale nella storia il suo caso, in quanto il suo trattamento rimase quello di Sua Santità, lo stemma restò invariato e assunse la carica di pontefice emerito fino alla sua morte. Il 13 marzo 2013, papa Francesco, primo papa gesuita e primo papa originario del continente americano, è stato eletto al soglio pontificio. Prima di lui, l'ultimo a scegliere un nome totalmente inedito fu papa Lando, ben undici secoli prima. Papa Francesco ha indetto il giubileo straordinario della misericordia. È stato il secondo papa nella storia a presiedere i funerali del suo predecessore e il primo a presiedere quelli di un “papa emerito”. 
L'8 maggio 2025 viene eletto papa Leone XIV, primo pontefice agostiniano, secondo proveniente dal continente americano e primo statunitense.

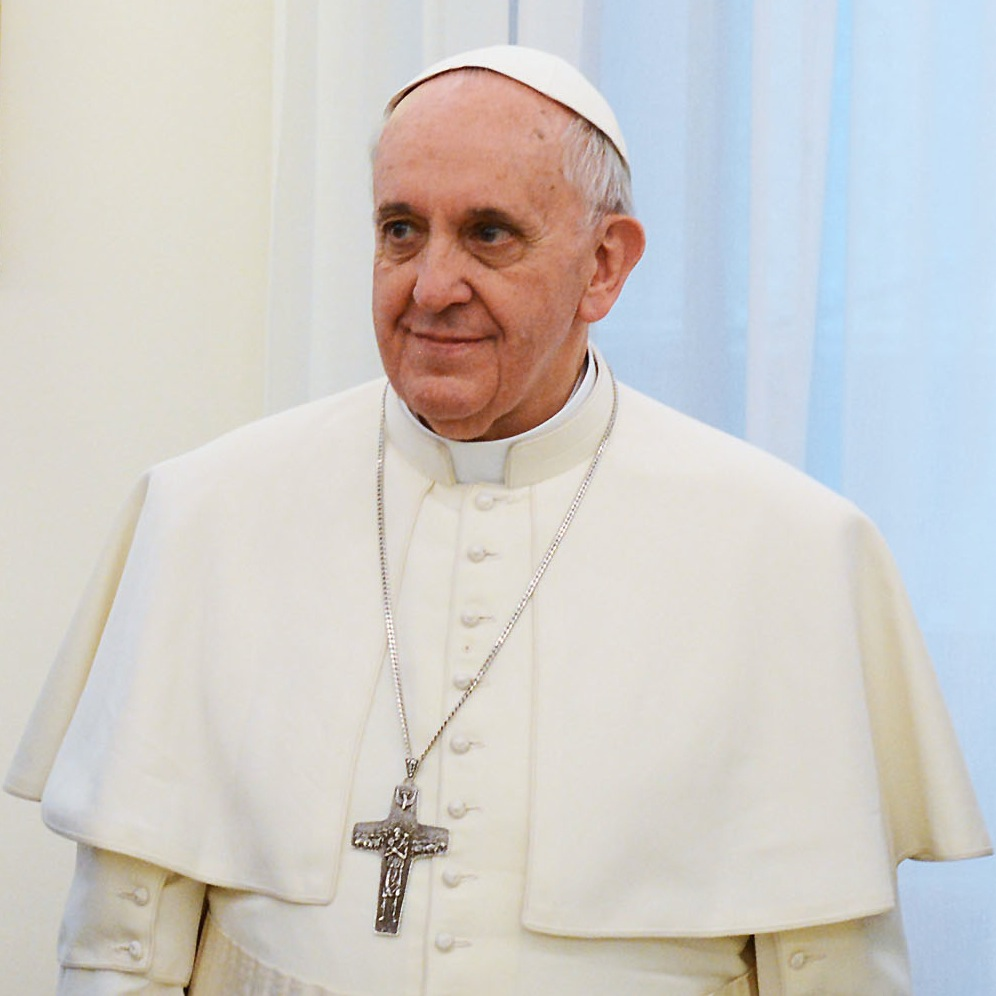
Papa Francesco, primo papa sudamericano

#### Elenco dei papi dalla creazione della Città del Vaticano
Nove papi hanno regnato dalla creazione della Città del Vaticano:
- Pio XI (1922-1939)
- Pio XII (1939-1958)
- Giovanni XXIII (1958-1963)
- Paolo VI (1963-1978)
- Giovanni Paolo I (1978)
- Giovanni Paolo II (1978-2005)
- Benedetto XVI (2005-2013)
- Francesco (2013-2025)
- Leone XIV (2025-in carica)

### Monografie
- Adiele, Pius Onyemechi. The Popes, the Catholic Church and the Transatlantic Enslavement of Black Africans 1418-1839 (Georg Olms Verlag, 2017).
- Gabriel Adrianyi, "Die Kirche in Nord, Ost und Südeuropa", in Handbuch der Kirchengeschichte, VII, Herder Freiburg, 1979
- Aradi, Zsolt. The Popes The History Of How They Are Chosen Elected And Crowned (1955) online
- Geoffrey Barraclough, The Medieval Papacy, New York, Norton, 1979, ISBN 978-0-393-95100-4.
- Bauer, Stefan. (2020): The Invention of Papal History: Onofrio Panvinio between Renaissance and Catholic Reform. Oxford University Press. ISBN 9780198807001
- Baumgartner, Frederic J. 2003. Behind Locked Doors: A History of the Papal Elections . Palgrave Macmillan.ISBN 0-312-29463-8
- Scott Buttler, Norman Dahlgren e David Hess, Jesus, Peter & the Keys: A Scriptural Handbook on the Papacy, Santa Barbara, Queenship, 1997, ISBN 978-1-882972-54-8.
- Chadwick, Owen, The Popes and European revolution (Oxford UP, 1981) online. covers 1789 to 1815
- Chadwick, Owen. A history of the popes, 1830-1914 (Oxford UP, 1998), scholarly online
- Roger Collins, Keepers of the Keys: A History of the Papacy, Basic Books, 2009, ISBN 978-0-465-01195-7.
- Coppa, Frank J. The Papacy in the Modern World: A Political History  (2014) online review
- Coppa, Frank J. ed. The great popes through history: an encyclopedia (2 vol, 2002) online
- Dunn, Geoffrey D., ed. The bishop of Rome in late antiquity (Routledge, 2016), scholarly essays.
- Alberto Giovannetti, Pio XII parla alla Chiesa del Silenzio, Editrice Ancona, Milano, 1959
- Eamon Duffy, Saints & Sinners, 3ª ed., New Haven Ct, Yale Nota Bene/Yale University Press, 2006, ISBN 978-0-300-11597-0.
- (EN) Avery Dulles, The Catholicity of the Church, Oxford University Press, 1987,  p. 140, ISBN 978-0-19-826695-2.
- Fletcher, Stella. The Popes and Britain: a history of rule, rupture and reconciliation (Bloomsbury Publishing, 2017).
- Housely, Norman. The Avignon Papacy and the Crusades (Oxford UP, 1986).
- Larson, Atria, and Keith Sisson, eds. A Companion to the Medieval Papacy: Growth of an Ideology and Institution (Brill, 2016) online
- Lascelles, Christopher. Pontifex Maximus: A Short History of the Popes (Crux Publishing Ltd, 2017).
- Giulio Lebreton e Giacomo Zeiller, La Chiesa primitiva, in Storia della Chiesa, 3ª ed., Torino, S.A.I.E, 1958.
- (EN) The Catholic University of America (a cura di), New Catholic Encyclopedia, vol. 11, 2ª ed., Gale, 2003, ISBN 0-7876-4015-8.
- Claudio Moreschini e Enrico Norelli, Storia della letteratura cristiana antica greca e latina. Da Paolo all'età costantiniana, vol. 1, 2ª ed., Brescia, Morcelliana, 2019  [1995], ISBN 978-88-372-3122-4.
- Claudio Moreschini e Enrico Norelli, Antologia della letteratura cristiana antica greca e latina. Da Paolo all'Età costantiniana, vol. 1, 2ª ed., Brescia, Morcelliana, 2021  [1999], ISBN 978-8837235826.
- Moorhead, John. The Popes and the Church of Rome in Late Antiquity (Routledge, 2015)
- Richard Mcbrien, Lives of the Popes: The Pontiffs from St. Peter to John Paul II, San Francisco, Harper SanFrancisco, 1997, ISBN 978-0-06-065304-0.
- Joseph McCabe, A History of the Popes, London., Watts & Co., 1939.
- P. Maxwell-Stuart, Chronicle of the Popes: The Reign-by-Reign Record of the Papacy over 2000 Years, London, Thames and Hudson, 1997, ISBN 978-0-500-01798-2.
- Noble, Thomas F.X. “The Papacy in the Eighth and Ninth Centuries.” New Cambridge Medieval History, v. 2: c. 700-c.900, ed. Rosamund McKiterrick (Cambridge UP, 1995).
- John Julius Norwich, Absolute Monarchs: A History of the Papacy, Random House NY, 2011, ISBN 978-1-4000-6715-2., popular history
- O’Malley, S.J., John W. The Jesuits and the Popes: A Historical Sketch of Their Relationship (2016)
- Arthur Robert Pennington, Epochs of the Papacy: From Its Rise to the Death of Pope Pius IX. in 1878, G. Bell and Sons, 1882.
- Claudio Rendina, The Popes: Histories and Secrets, Washington, Seven Locks Press, 2002, ISBN 978-1-931643-13-9.
- Robinson, Ian Stuart. The Papacy, 1073-1198: Continuity and Innovation (Cambridge, 1990).
- Richards, Jeffrey. Popes and the Papacy in the Early Middle Ages, 476-752 (London, 1979).
- Schatz, Klaus. Papal Primacy from its Origins to the Present (Collegeville, MN, 1996).
- Bernhard Schimmelpfennig, Il papato. Antichità, medioevo, rinascimento [Das Papsttum. Von der Antike bis zur Reinassance], collana Corriere della Sera. Medioevo, traduzione di Roberto Paciocco, Milano, RCS Mediagroup, 2021  [2006], SBN BA10141425.
- Joseph Schmidlin. Papstgeschichte der neuesten Zeit (1933).
- Setton, Kenneth M. The Papacy and the Levant, 1204-1571 (4 vols. Philadelphia, 1976-1984)
- Sotinel, Claire. “Emperors and Popes in the Sixth Century.” in The Cambridge Companion to the Age of Justinian, ed. Michael Maas (Cambridge UP, 2005).
- Francis Sullivan, From Apostles to Bishops: The Development of the Episcopacy in the Early Church, New York, Newman Press, 2001, ISBN 978-0-8091-0534-2.
- Brandon Toropov, The Complete Idiot's Guide to the Popes and the Papacy, Indianapolis, Alpha Books, 2002, ISBN 978-0-02-864290-1.
- Péter Tusor, The Baroque Papacy (1600-1700), Sette Città, 2016.
- Ullmann, Walter. A short history of the papacy in the Middle Ages. (1960) online
- Vaughan, Herbert. The Medici Popes (Jovian Press, 2018).

### Documenti magisteriali
- Catechismo della Chiesa cattolica, 2ª ed., Libreria Editrice Vaticana, 2018, ISBN 978-88-266-0198-4.
- Lumen Gentium, in I documenti del Concilio Vaticano II, 4ª ed., Edizioni Paoline, 2019, ISBN 88-315-2986-2.